# Tailandia
Tailandia (en tailandés, ประเทศไทย), oficialmente denominado Reino de Tailandia (en tailandés, ราชอาณาจักรไทย, Rāch xāṇācạkr thịy), es un país ubicado en el Sudeste Asiático. Su capital y ciudad más poblada es Bangkok, centro de la actividad política, comercial e industrial.
Está ubicado al este de la subregión del Sudeste Asiático, limitando al este con Laos (gran parte de esta frontera la forma el río Mekong), al sureste con Camboya y el golfo de Tailandia, al sur con Malasia y al oeste con el mar de Andamán y Birmania. Posee una extensión de 513 120 km² y unos 71 600 000 de habitantes en 2021 (20.º país más poblado del mundo), lo que supone una densidad de población de unos 128 hab./km².
Alrededor del 75 % de la población es étnicamente tailandesa, 14 % es de origen chino y el 3 % es de origen malayo. El resto pertenece a grupos minoritarios, incluidos los mones, jemeres y varias tribus de las Colinas. El idioma oficial del país es el tailandés. La principal religión es el budismo, practicado por el 92,5 % de su población, seguido por el islam con un 5,4 % y el cristianismo con un 1,2 %.
Tailandia experimentó un rápido crecimiento económico entre 1985 y 1996. Hoy en día es un país recientemente industrializado y un gran exportador. El turismo también contribuye significativamente a la economía nacional. El país es muy desigual. En Tailandia hay 2,2 millones de inmigrantes, cabe destacar que esta tierra también atrae expatriados de países en desarrollo.

## Etimología
El país fue conocido previamente como Siam del tailandés สยาม sayam derivado del sánscrito श्याम śyāma, oscuro. Este nombre fue cambiado por primera vez en 1939 por Prathet Thai (ประเทศไทย) y nuevamente en 1949 (habiendo sido revertido durante la Segunda Guerra Mundial). Prathet significa 'país' y la palabra thai (ไทย) significa 'libre' o 'libertad' en el idioma tailandés, palabra que también es el nombre del grupo étnico mayoritario en Tailandia (etnia que encontró su libertad hace más de dos milenios, al llegar a esta región huyendo de los chinos). Esto hace que Prathet Thai pueda traducirse como 'País de Gente Libre'. Al traducirse al inglés Prathet Thai pasó a ser Thailand ('Tierra de los Thai'), y de ahí a «Tailandia» en castellano.

## Historia

### Historia antigua
Debido a su ubicación geográfica, la cultura thai ha estado tradicionalmente influida por las culturas de China e India. No obstante, Tailandia ha generado diferentes culturas autóctonas desde el período Ban Chiang.
Hace unos 3000 años lo que actualmente es Tailandia fue ocupado por los pueblos australoasiáticos mon y jemer, hasta que poco antes de nuestra era los tai empezaron su emigración desde el norte (más precisamente desde el montañoso territorio de Yunnan, en China) hacia las llanuras de Indochina, estableciéndose en las cuencas del Mekong y del Me Nam.

### Reino de Sukhothai

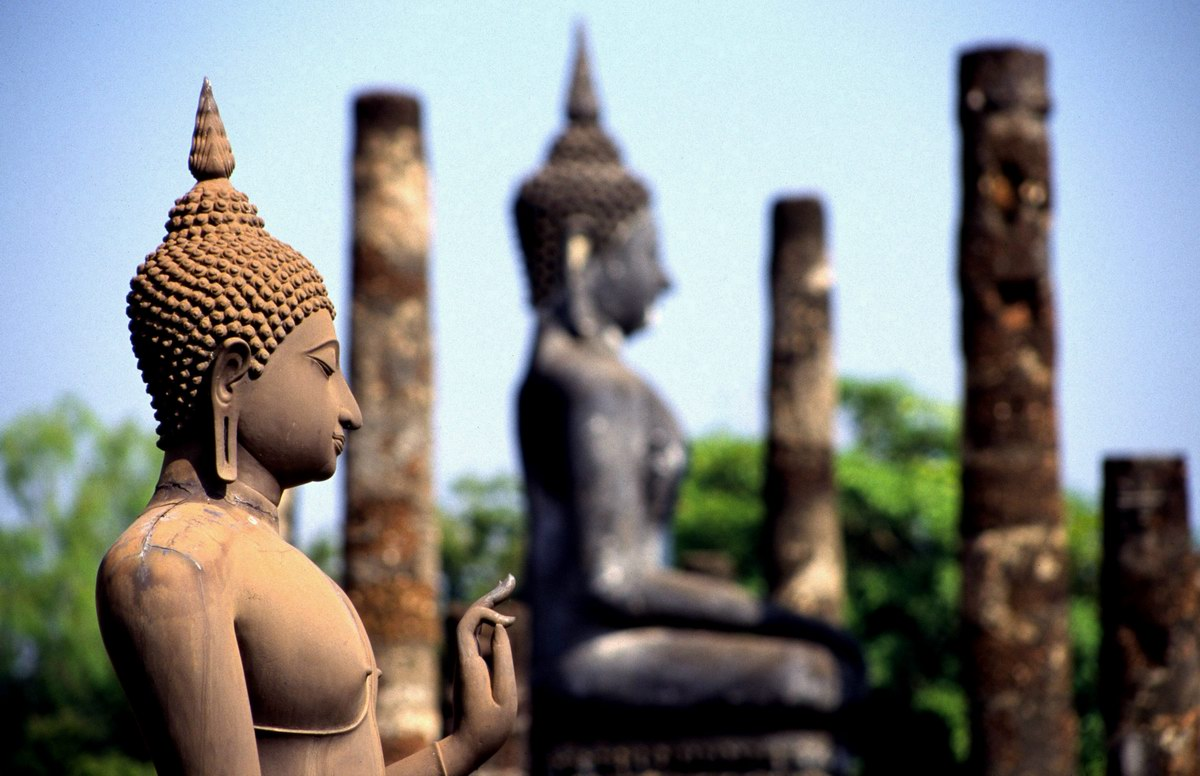
Imagen de Buda en Wat Mahathat - Parque histórico de Sukhothai.

Durante el siglo XIII los tai fundaron diversas ciudades-estado y principados, siendo el Reino de Sukhothai considerado convencionalmente como el primer Estado tai en la región. Fue fundado en 1238 y su desarrollo coincide en el tiempo con la etapa de debacle y caída del Imperio jemer, entre los siglos XIII y XV.
Un siglo más tarde, a mediados del XIV, el reino de Ayutthaya reemplaza a Sukhothai como potencia dominante en Siam. Tras el saqueo de Angkor por Ayutthaya en 1431, gran parte de la corte jemer es obligada a exiliarse a Ayutthaya, trayendo consigo sus rituales y costumbres, de inspiración hindú. Muchas de estas costumbres son asimiladas posteriormente por la cultura de Ayutthaya.

### Reino de Ayutthaya

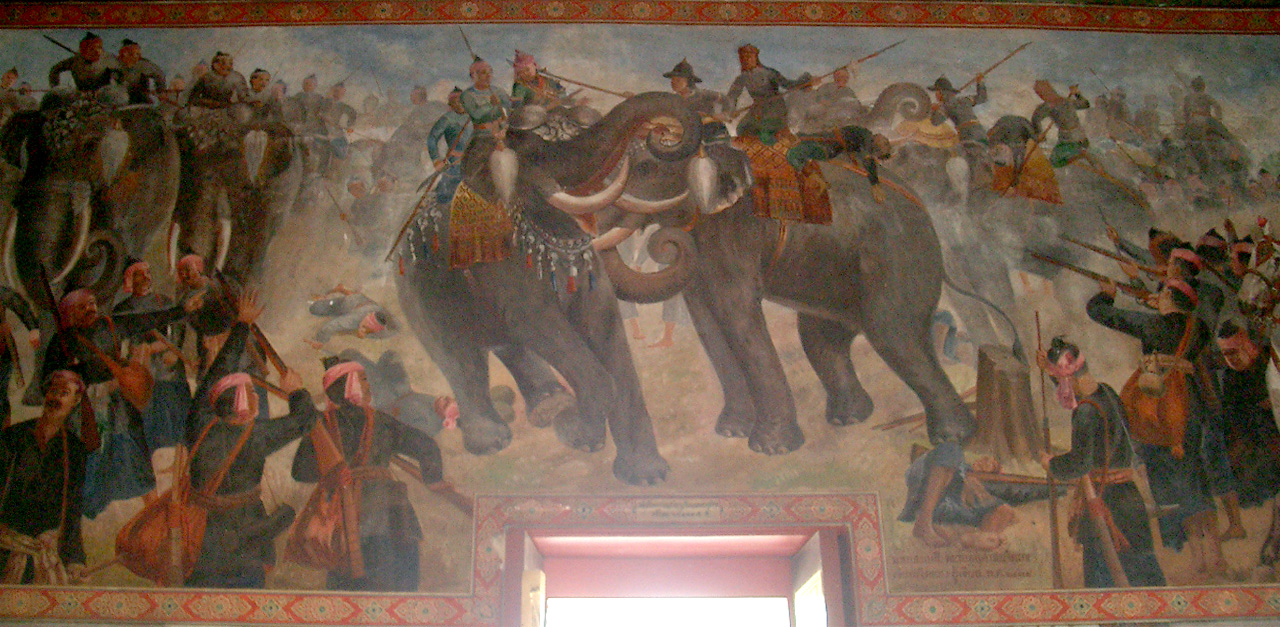
Batalla de elefantes entre Naresuan y Mingyi Swa, La guerra birmano-siamesa (1584-1593)

Las potencias europeas comienzan a establecer contactos con Tailandia a partir del siglo XVI. Con el enviado del duque portugués Afonso de Albuquerque en 1511, Portugal se convirtió en aliado y cedió algunos soldados al rey Rama Thibodi II. La rivalidad por la supremacía sobre Chiang Mai y el pueblo Mon enfrentó a Ayutthaya contra el Reino birmano. Varias guerras con su dinastía gobernante La dinastía Taungoo, que comenzó en la década de 1540 en el reinado de Tabinshwehti y Bayinnaung, terminaron finalmente con la captura de la capital en 1570. Luego hubo un breve período de vasallaje a Birmania hasta que Naresuan proclamó independencia en 1584.

Ayutthaya luego buscó mejorar las relaciones con las potencias europeas durante muchos reinados sucesivos. El reino prosperó especialmente durante el reinado cosmopolita de Narai (1656–1688) cuando algunos viajeros europeos consideraron a Ayutthaya como una gran potencia asiática, junto con China e India. En 1609 los Países Bajos iniciaron relaciones con el Reino de Ayutthaya, poco después los británicos no tardaron en seguir los pasos de los neerlandeses. El rey Narai cedió el poder de tomar las decisiones comerciales al aventurero griego Constantinos Phaulkon quien decidió conceder el mercado de las especias a Francia, ambas naciones forjaron buenas relaciones llegando incluso a un acuerdo para que el Reino de Ayutthaya enviara embajadores a París, pero cuando las tropas francesas desembarcaron en Bangkok una rebelión popular impidió el acuerdo comercial. Los neerlandeses habían fomentado la rebelión porque se oponían al monopolio de las especias por parte de los franceses. Poco después, los franceses intentaron convertir al rey Narai al cristianismo, pero al morir Narai en 1688 los franceses fueron expulsados y el consejero griego del rey, Constantinos Phaulkon, fue ejecutado.[cita requerida]

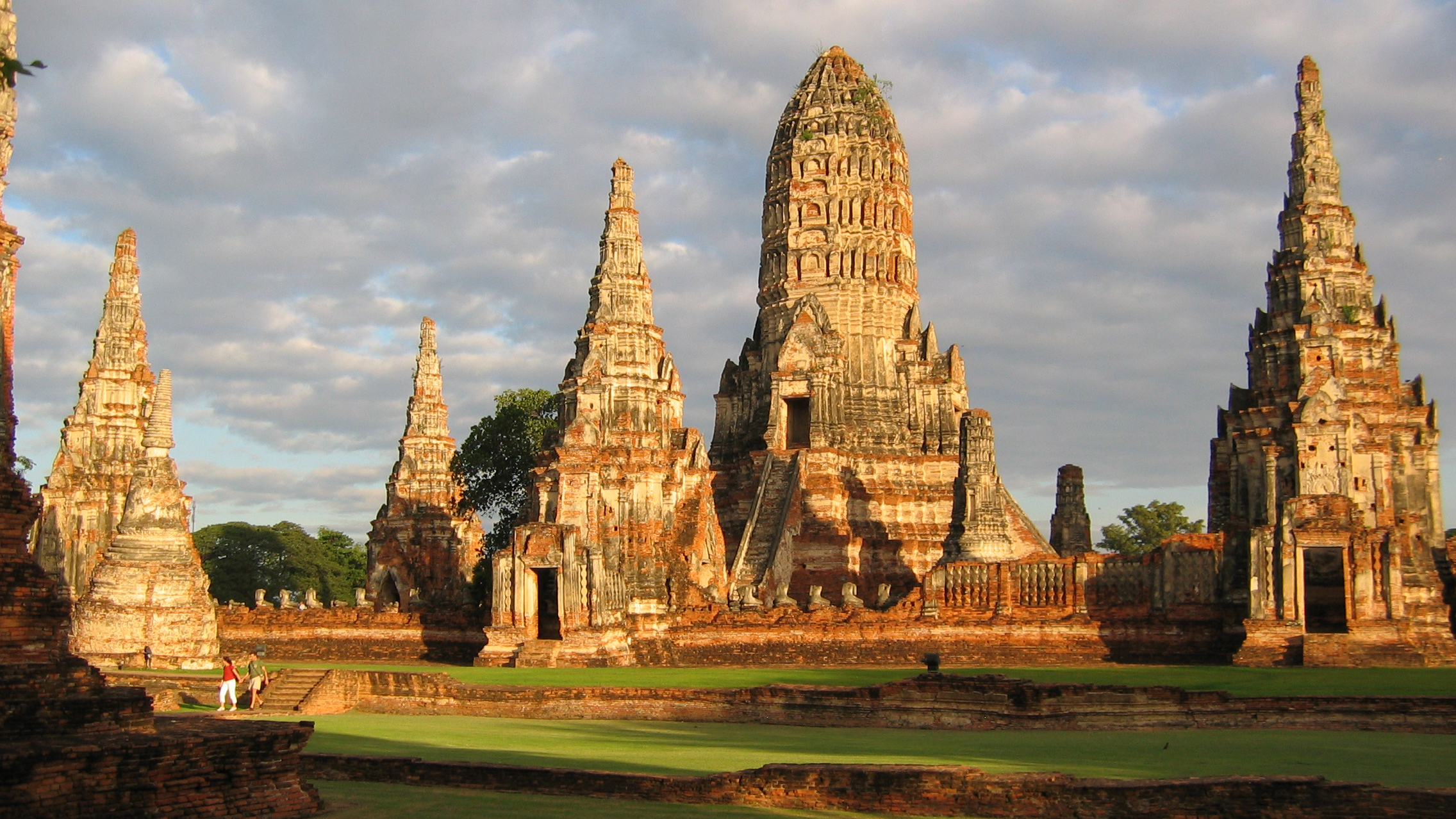
Ruinas del templo Wat Chaiwatthanaram en Ayutthaya. Levantado en el siglo XVII, fue incendiado y saqueado en 1767 por tropas birmanas.

Después de un período sangriento de lucha dinástica, Ayutthaya entró en lo que se ha llamado la edad de oro, un episodio relativamente pacífico en el segundo cuarto del siglo XVIII cuando florecieron el arte, la literatura y el aprendizaje. Raramente hubo guerras extranjeras, aparte del conflicto con los Señores Nguyễn por el control de Camboya alrededor de 1715. Los últimos cincuenta años del reino fueron testigos de sangrientas crisis de sucesión, donde hubo purgas de funcionarios judiciales y generales capaces durante muchos reinados consecutivos. En 1765, una fuerza combinada de 40 000 ejércitos birmanos lo invadió desde el norte y el oeste. Los birmanos estaban bajo la nueva dinastía Alaungpaya rápidamente se convirtieron en una nueva potencia local en 1759. Después de un asedio de 14 meses, la muralla de la capital cayó y la ciudad fue quemada en abril de 1767.

### Reino de Thonburi
En 1767, después de dominar el sudeste asiático durante casi 400 años, el Reino de Ayutthaya fue destruido. El palacio real y la ciudad fueron quemados hasta los cimientos. El territorio fue ocupado por el ejército birmano y los líderes locales se declararon señores, incluyendo a los señores de Sakwangburi, Pimai, Chanthaburi y Nakhon Si Thammarat. Chao Tak, un noble de ascendencia china y un líder militar capaz, procedió a convertirse en un señor por derecho de conquista, comenzando con el legendario saco de Chanthaburi. Basado en Chanthaburi, Chao Tak reunió tropas y recursos, y envió una flota al Chao Phraya para tomar el fuerte de Thonburi. En el mismo año, Chao Tak pudo retomar Ayutthaya de los birmanos sólo siete meses después de la caída de la ciudad.
Ayutthaya, el centro de la autoridad siamesa durante cientos de años, estaba tan devastado que no podía ser utilizado como centro gubernamental. Tak fundó la nueva ciudad de Thonburi Sri Mahasamut en la orilla oeste del río Chao Phraya. La construcción tuvo lugar durante aproximadamente un año y Tak se coronó a sí mismo a finales de 1768 como Rey Sanpet, pero la gente lo conocía como Rey Taksin, una combinación de su título y nombre personal. Taksin se coronó a sí mismo como Rey de Ayutthaya para significar la continuación de las antiguas glorias.

### Reino de Rattanakosin

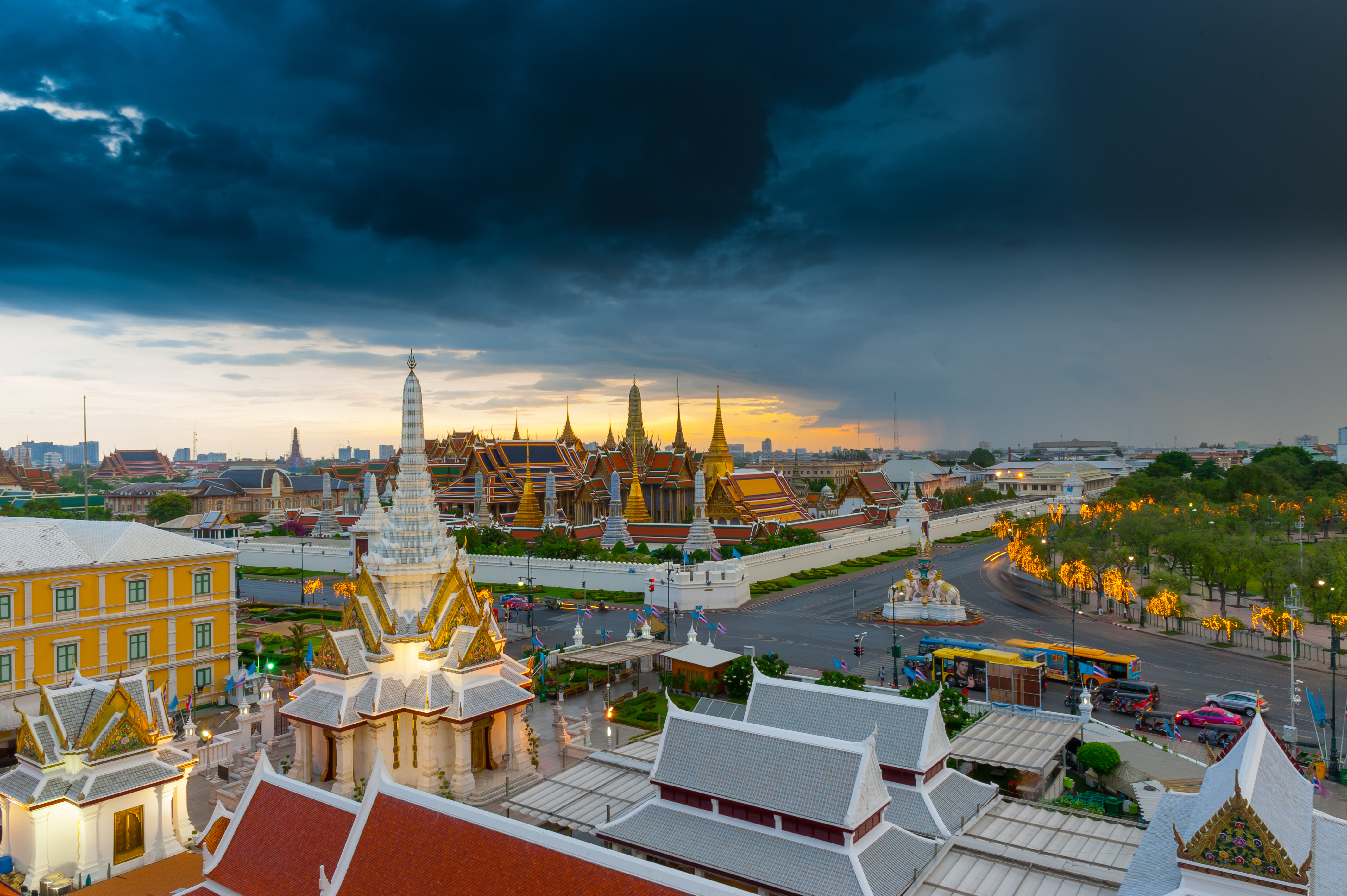
Templo del Buda de Esmeralda, arquitectura del período Rattanakosin

La era actual (Ratthanakosin) de la historia de Tailandia empieza en 1782, durante el reinado de Rama I el Grande, de la dinastía Chakri, quien establece la capital de Siam en Bangkok. Rama I mudó la capital de Thonburi, que fue fundada por su predecesor Taksin, y construyó la nueva capital, Bangkok. Durante los primeros años antes de la fundación de la capital, supervisó la construcción de los palacios y la Capilla Real. La Capilla Real o Wat Phra Kaew, donde está consagrado el Buda de Esmeralda, se encuentra en los terrenos de su Gran Palacio. Con la finalización de las construcciones en Bangkok, Rama I celebró una ceremonia nombrando la nueva capital.

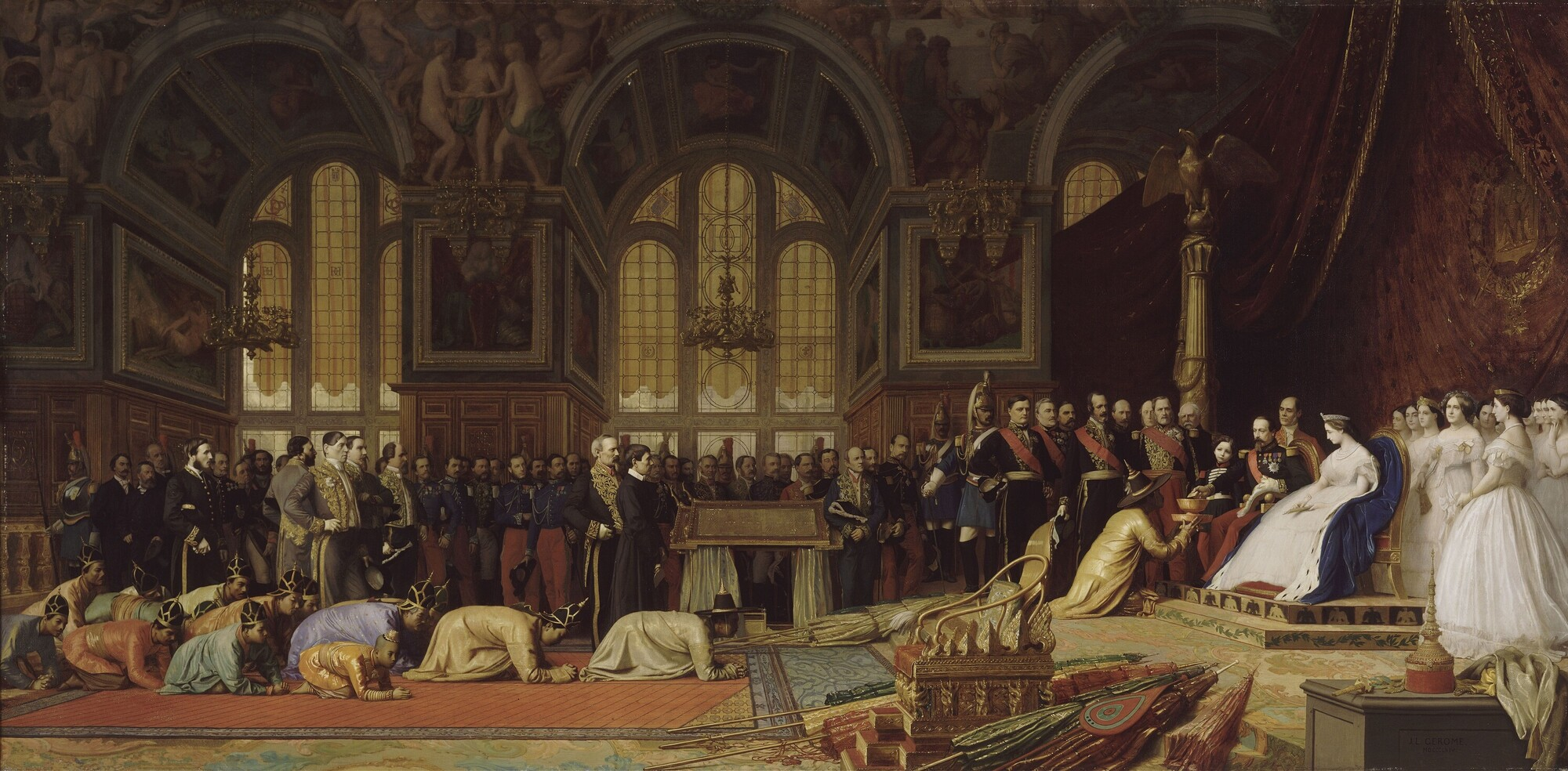
Napoleón III recibe la embajada siamesa en el palacio de Fontainebleau en 1864.

Desde finales del siglo XIX, Siam intentó gobernar a los grupos étnicos en el reino como colonias. En el reinado de Mongkut (1851-1868), quien reconoce la amenaza de los poderes occidentales, su corte contactó al gobierno británico directamente para calmar las tensiones. Una misión británica dirigida por John Bowring, gobernador de Hong Kong, llevó a la firma del Tratado de Bowring, el primero de muchos tratados desiguales con países occidentales. Esto, sin embargo, trajo el desarrollo comercial y económico en Bangkok. La inesperada muerte de Mongkut por malaria condujo al reinado del príncipe menor Chulalongkorn, con el Somdet Chaophraya Sri Suriwongse (Chuang Bunnag) actuando como regente.
Chulalongkorn (r. 1868–1910) inició la centralización, estableció un consejo privado y abolió la esclavitud y el sistema de corvée. La crisis del Palacio del Frente de 1874 detuvo los intentos de nuevas reformas. En las décadas de 1870 y 1880, incorporó los protectorados del norte al reino propiamente dicho, que luego se expandió a los protectorados en el noreste y el sur. Estableció doce krom en 1888, que eran equivalentes a los ministerios actuales. La crisis de 1893 estalló, causada por las demandas francesas de territorio lao al este del Mekong.

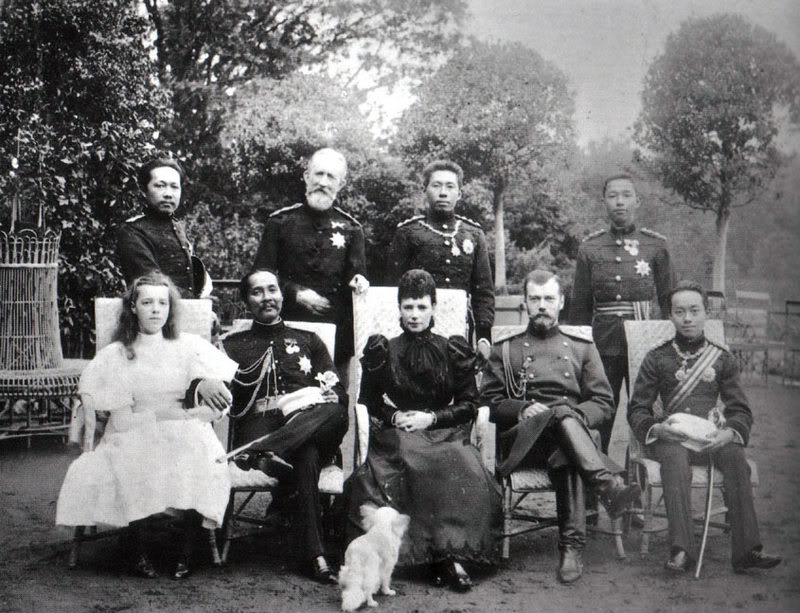
El rey Chulalongkorn en Rusia 1897 con el zar Nicolás II de Rusia, en el palacio de Alexander

A finales del siglo XIX, el rey de Siam se propuso obtener el apoyo de Rusia para resolver los conflictos con Francia que eran peligrosos para Siam y establecer relaciones diplomáticas con Rusia.
A pesar de la presión europea, Tailandia es el único país del sudeste asiático que nunca ha sido colonizado por una potencia europea. La explicación principal de este hecho es que, durante todo el siglo XIX, el país contó con una larga sucesión de hábiles gobernantes, quienes demostraron una enorme capacidad para utilizar en su beneficio la rivalidad existente en la zona entre Francia y el Reino Unido. Como resultado, Tailandia adquirió el estatus de estado tapón entre las colonias francesas de Indochina con la India y Birmania, en poder del Imperio británico. A pesar de su independencia, la influencia occidental provocó durante este periodo que se realizaran muchas reformas, entre ellas importantes concesiones en favor de los intereses comerciales británicos. Una de dichas concesiones fue la cesión de las tres provincias meridionales de Tailandia, que actualmente son parte de Malasia.

### Fin de la monarquía absoluta
En 1932, tras un golpe de Estado con una sangrienta revuelta que involucró a oficiales militares, se puso fin a la monarquía absoluta y se llevó al país a las primeras elecciones parlamentarias de su Historia. También se produjo la primera Constitución y tras ella el establecimiento de una nueva monarquía constitucional. Durante la Segunda Guerra Mundial el país se alía con Japón (véase Tailandia en la Segunda Guerra Mundial). Tras la derrota de los japoneses y el fin de la guerra, Tailandia se realinea, convirtiéndose en aliado de los Estados Unidos. En lo más álgido de la Guerra Fría, el ejército era considerado el auténtico poder en la sombra del Estado. Apoyada por ayuda y asesoramiento estadounidense, la propaganda estatal subrayaba el papel de la nación, la religión y la monarquía como símbolos de unidad frente al comunismo, y se transmitía a la población que el ejército eran los planteados garantes de todos estos difundidos pilares nacionales.

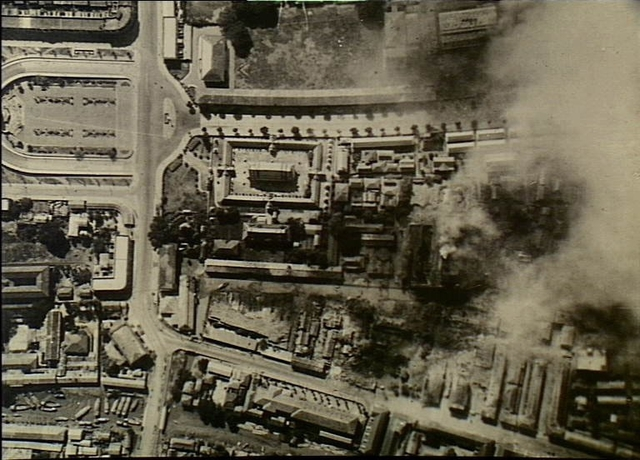
Aviones Liberator de la Real Fuerza Aérea Británica o RAF bombardeando la central eléctrica de Wat Liap durante la Segunda Guerra Mundial

En 1972, cientos de campesinos, quizá más de 3.000, sospechosos de apoyar la rebelión comunista, fueron masacrados por las fuerzas armadas en la provincia de Phatthalung, en el sur de Tailandia. Hasta entonces, los sospechosos comunistas detenidos por el ejército solían ser fusilados y sus cuerpos abandonados. Esta vez, se introdujo el método del "barril rojo" para eliminar cualquier posible prueba. Los sospechosos fueron golpeados hasta quedar semiinconscientes, antes de ser arrojados a barriles con gasolina y quemados vivos.
En 1973, las manifestaciones protagonizadas principalmente por estudiantes y apoyadas por cientos de miles de ciudadanos en Bangkok provocaron la salida del dictador militar Thanom Kittikhachon, a costa de unos 70 manifestantes muertos (quizás hasta 300), y Tailandia se abrió a uno de los pocos periodos democráticos de su historia. Terminó tres años después: el 6 de octubre de 1976, activistas de ultraderecha de Bangkok, apoyados por la policía y el ejército, abrieron fuego contra una manifestación de estudiantes de izquierdas. Los manifestantes que intentaron huir a nado por el río Chao Phraya fueron abatidos. Los que se rindieron fueron golpeados, algunos hasta la muerte, y otros quemados vivos. Varias jóvenes son violadas y luego asesinadas. Las autoridades informan de 46 muertos, pero el número real de víctimas podría rondar el centenar. Ese mismo día, el ejército llevó a cabo un golpe de Estado, con el consentimiento del rey.
Con el tiempo, los motivos alegados por los militares para sus intervenciones fueron rechazados. Y sus golpes de Estado empezaron a ser vistos cada vez más como un método de estos para controlar el poder civil.
Así, desde el inicio de la Guerra Fría y hasta la década de 1980, Tailandia permanece como un país políticamente inestable. Durante este período se produce una sucesión de cambios de gobierno a consecuencia de sendos golpes de Estado. Tras superar dicho periodo, el país se configura, a partir del último golpe militar de 1991, como una democracia participativa moderna.

### Historia reciente
En 1997 la crisis financiera asiática castiga con dureza a Tailandia. El valor del baht tailandés cae en picado, de 25 bahts por dólar a 56 bahts por dólar. La crisis económica provocada por este evento ya ha sido superada[cita requerida]. El crecimiento del PIB en 2003 fue del 7 %[cita requerida].

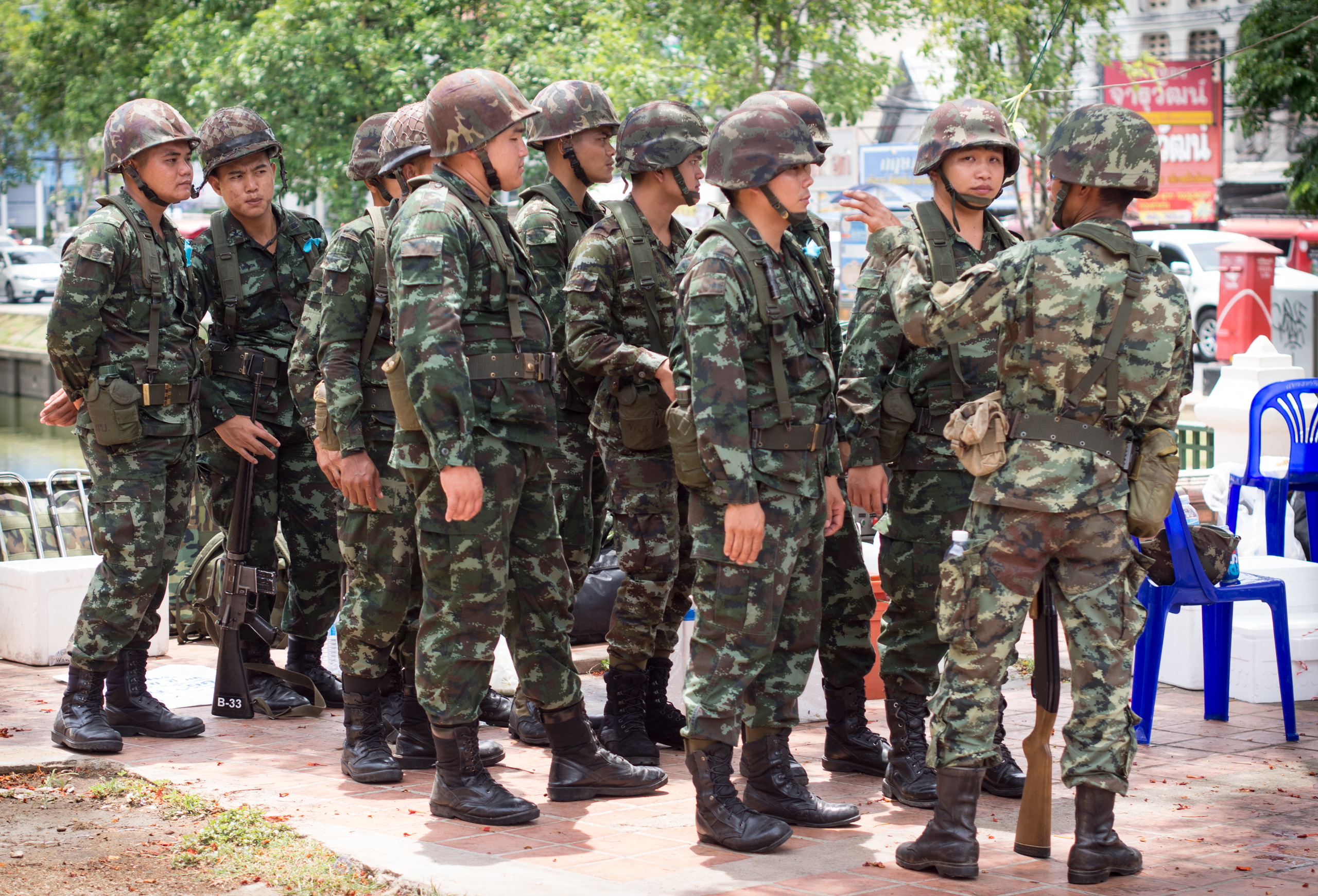
Militares durante el Golpe de Estado en Tailandia de 2014

En 2001 Thaksin Shinawatra, del partido Thai Rak Thai, se convierte en primer ministro de Tailandia tras ganar las elecciones celebradas ese mismo año. En 2005 Shinawatra renueva su mandato por otros cuatro años. No obstante, durante este mismo periodo arrecian las acusaciones de, entre otras cosas, coacción de la libertad de prensa, compra de votos, utilización del poder para favorecer a sus empresas, abusos policiales en la guerra contra el narcotráfico, e incapacidad de frenar la insurgencia islamista del sur del país[cita requerida].
El conflicto con los rebeldes musulmanes en el sur de Tailandia, que consideran que la minoría musulmana está discriminada, causó más de 7.000 muertos entre 2004 y 2009. Miles de personas sospechosas de estar relacionadas con la insurgencia musulmana han sido encarceladas, a menudo en virtud de las leyes de emergencia impuestas en la región. Varias ONG han acusado a las fuerzas de seguridad de fabricar cargos contra los musulmanes.
En abril de 2006 se vuelven a celebrar elecciones y Shinawatra revalida de nuevo el cargo. No obstante, tras el boicot de la oposición al nuevo Gobierno, la Corte Suprema tailandesa sentencia la anulación de los resultados electorales y la convocatoria de una nueva cita con las urnas. El 19 de septiembre de 2006, estando el primer ministro en Nueva York, los militares del autodenominado «Consejo para la Reforma Democrática», bajo el mando de Sondhi Boonyaratglin, toman el poder acabando con 15 años de democracia en el país.
Más tarde vuelve la normalidad a Tailandia[cita requerida] y se impone el partido del derrocado primer ministro, que gobierna hasta octubre de 2008, cuando los seguidores de APD, ataviados de sus camisas amarillas, bloquean el aeropuerto de Bangkok y fuerzan la entrada al gobierno del PDN. A fecha de hoy los seguidores de Thaksin Shinawatra continúan manifestándose por lo que ellos consideran[cita requerida] un gobierno impuesto injustamente.
El 22 de mayo de 2014, tras meses de inestabilidad política, el Ejército dio un nuevo golpe de Estado, tomando el control del país una junta militar tras haber declarado la ley marcial. El 24 de marzo de 2019, Tailandia celebró elecciones generales.
En febrero de 2020 el Tribunal Constitucional de Tailandia ordenó disolver a la tercera fuerza política del país y la más crítica con la junta militar, el partido Anakot Mai. En consecuencia, miles de estudiantes en varias universidades en todo del país iniciaron una ola de protestas contra la ilegalización del partido, con mensajes de descontento contra el gobierno del general Prayut Chan-o- cha.

## Gobierno y política

El rey Rama IX Bhumibol Adulyadej y Sirikit en Nakhon Si Thammarat en 1959

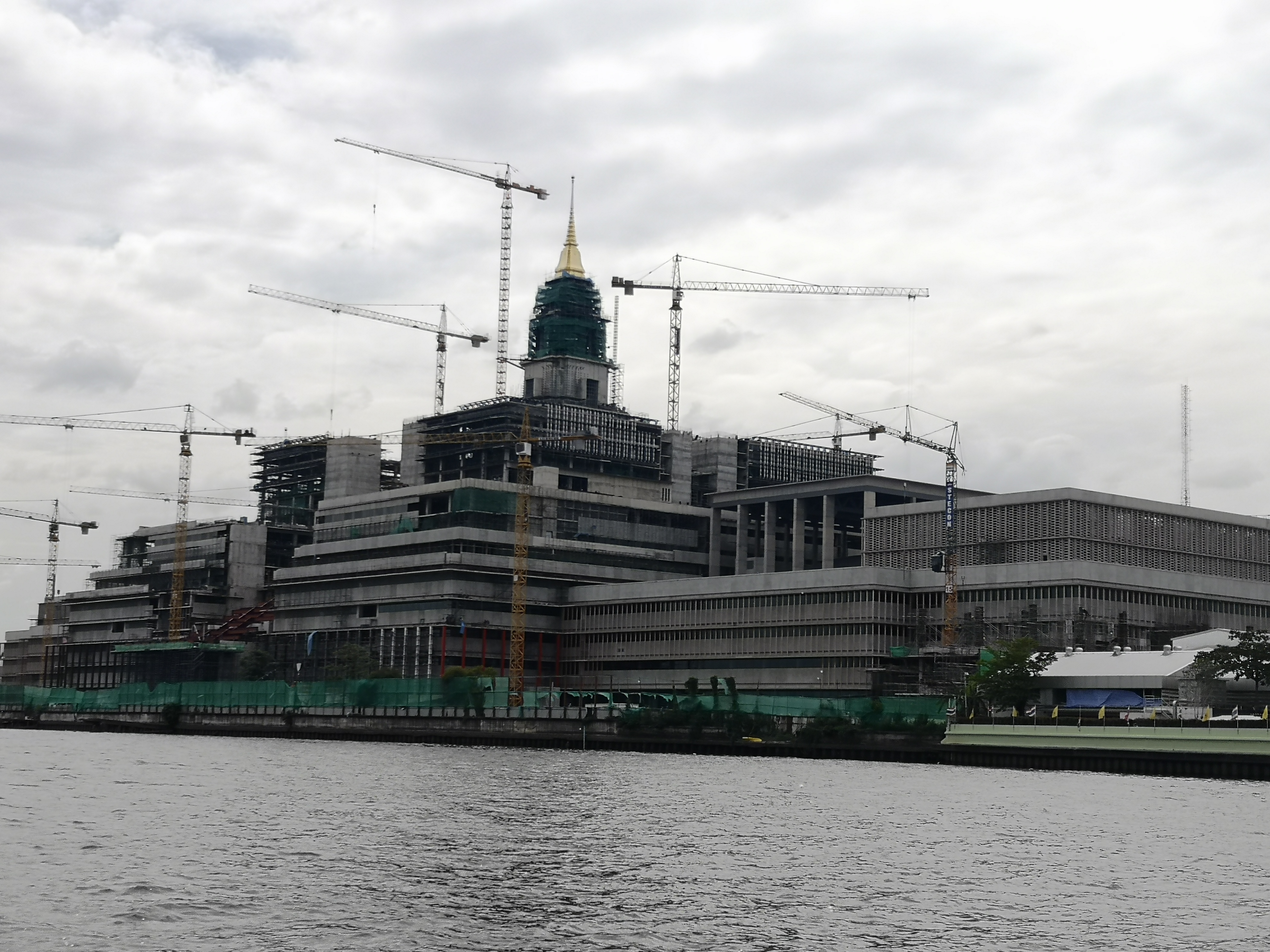
El parlamento tailandés, lugar de reunión de las dos cámaras de la Asamblea Nacional de Tailandia.

Durante la vigencia de la Constitución de 1997 el sistema político tailandés estaba basado en una monarquía constitucional, con los poderes del Estado separados al modo occidental, en la que la figura del rey, como jefe de Estado, tenía una función representativa aunque era, al mismo tiempo, el defensor del budismo tailandés. El poder legislativo residía en la Asamblea Nacional de Tailandia, en un sistema bicameral compuesto por el Sapha Phuthaen Ratsadon (Cámara Baja), que consistía en una cámara de representantes con 500 escaños y en un Senado (Wuthisapha) con 200 escaños. Los miembros de ambas cámaras eran elegidos por sufragio universal.
El más alto nivel judicial lo ocupaba el Tribunal Supremo o San Dika, cuyos jueces eran designados por el rey. El poder ejecutivo lo formaba un primer ministro y un gobierno de 26 miembros que respondía ante la Asamblea Nacional.
Hasta la década de 2000, el orden jerárquico tradicional reservaba el espacio político a las personas consideradas "superiores" en términos de moralidad y aptitudes, excluyendo a los trabajadores pobres y a los pequeños agricultores, a los que se consideraba demasiado incultos para participar en la vida política. Todos los primeros ministros tailandeses han aplicado políticas no disruptivas, con escaso impacto en la estructura social. Thaksin Shinawatra introdujo algunas reformas sociales y políticas, pero no pudo llevarlas a cabo ante la oposición del ejército.
El 19 de septiembre de 2006, las fuerzas del Real Ejército Tailandés tomaron Bangkok en un golpe de Estado que derrocó al primer ministro Thaksin Shinawatra. La Junta Militar que formaron los golpistas estuvo presidida por el general Sonthi Boonyaratglin, que abolió la Constitución, disolvió los poderes ejecutivo, judicial y legislativo, impuso la ley marcial y prohibió las actividades políticas, estableciendo además la censura de prensa y el control de las comunicaciones. Los argumentos que esgrimieron los golpistas fue la grave crisis de deterioro del sistema político como consecuencia de presuntas irregularidades financieras del primer ministro depuesto.

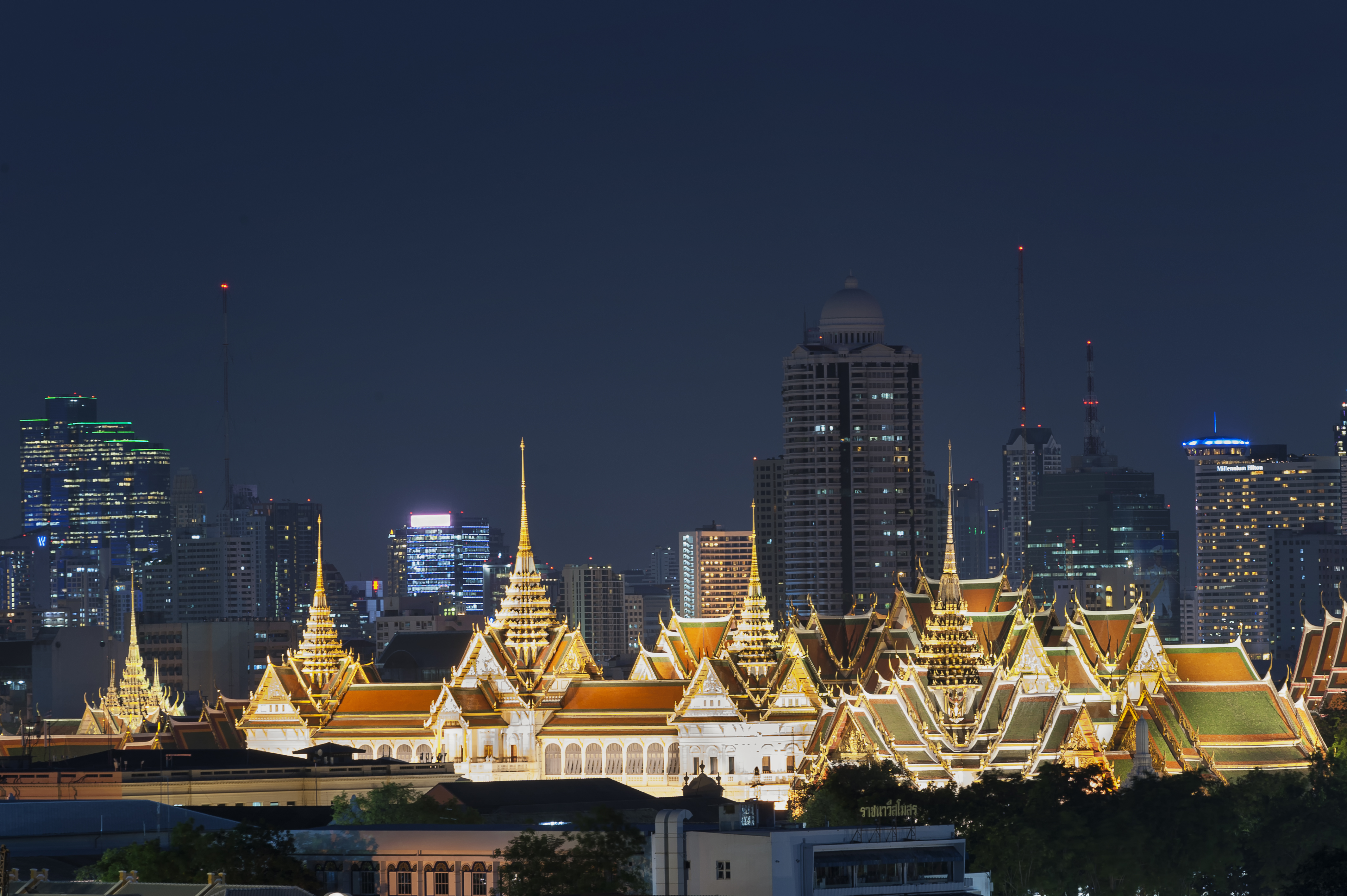
El Gran Palacio es la residencia oficial de los reyes de Siam (y más tarde de Tailandia) desde 1782.

Tras un breve periodo, el Consejo para la Reforma Democrática (nombre con el que se autodenominó la Junta Militar), obtuvo el beneplácito del rey Bhumibol Adulyadej y nombró un nuevo poder ejecutivo, así como dictó una Constitución provisional. El nuevo primer ministro desde el 1 de octubre fue el general Surayud Chulanont y el mismo día entró en vigor un texto constitucional provisional que mantiene la monarquía, si bien reserva para la Junta Militar, ahora denominada Consejo de Seguridad Nacional, la facultad de modificar el Gobierno y el propio primer ministro y elegir la Asamblea Constituyente para que en el plazo de un año presente un nuevo texto constitucional.
Después de aprobarse la Constitución tailandesa de 2007, se celebraron elecciones generales, que dieron la victoria al Partido del Poder del Pueblo liderado por Samak Sundaravej, hombre vinculado a Thaksin Shinawatra. Una vez formado gobierno, a los pocos meses se desató una grave crisis política liderada por la Alianza del Pueblo para la Democracia, que obligó a la dimisión de varios ministros antes del verano de 2008, causando unos altercados en Bangkok que obligaron a declarar el estado de emergencia y, finalmente, a la dimisión del primer ministro Sundaravej a raíz de una sentencia que le condenaba por presentar un programa gastronómico en televisión, considerado por el tribunal como una actividad privada ilícita para un miembro del gobierno.

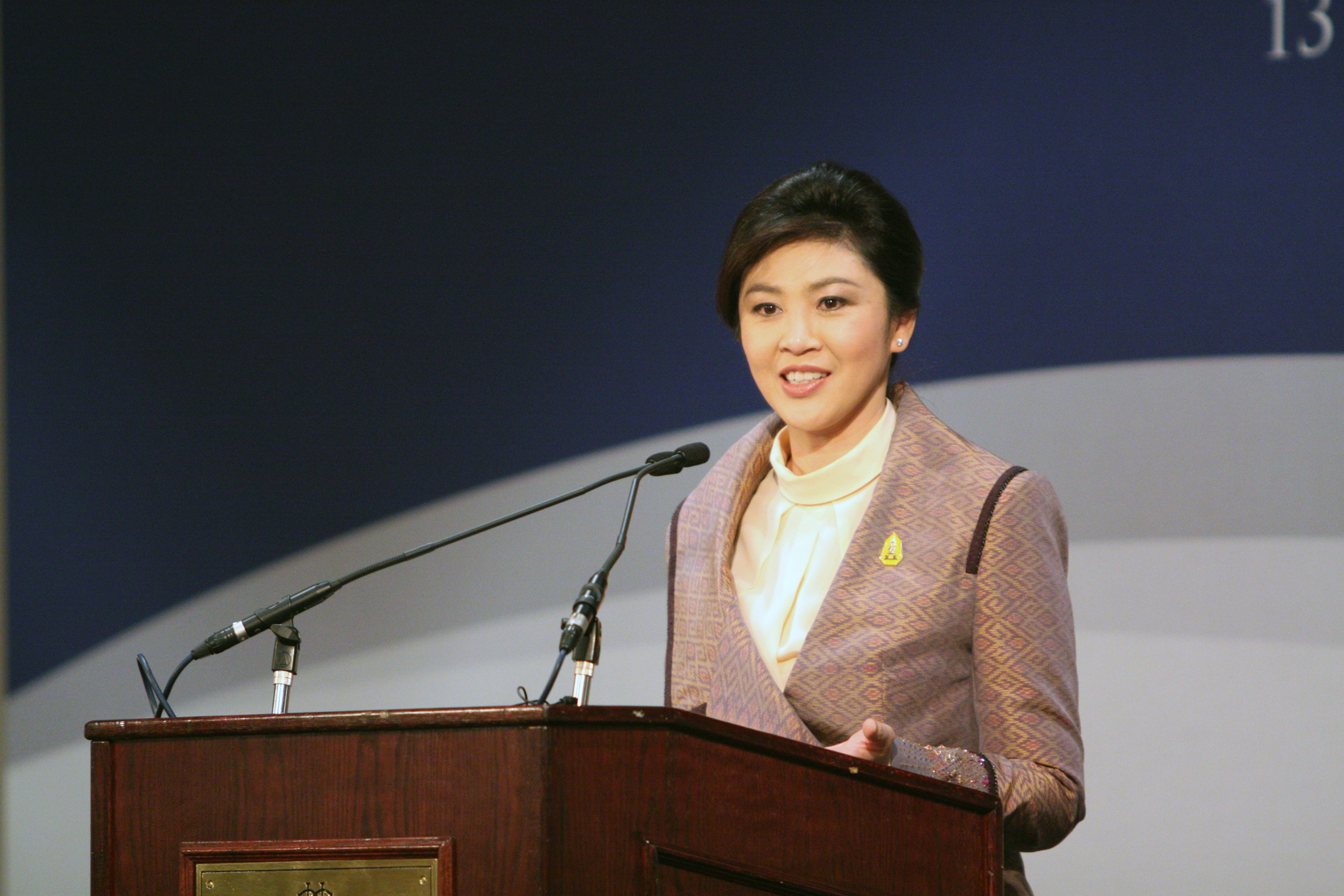
Yingluck Shinawatra, es la primera mujer que se convirtió en primer ministro en Tailandia.

El 17 de septiembre de 2008 la Asamblea Nacional eligió como nuevo primer ministro a Somchai Wongsawat, cuñado de Thaksin Shinawatra y miembro también del Partido del Poder del Pueblo. Sin embargo, el país vivió un largo periodo de crisis hasta 2010 en el que, primero, los camisas amarillas integrados en la Alianza Popular para la Democracia, consiguieron derribar el gobierno de Somchai Wongsawat y la Asamblea Nacional eligió como nuevo primer ministro al líder del Partido Demócrata, Abhisit Vejjajiva. El gobierno de Abhisit no estuvo exento de enfrentamientos civiles, en esta ocasión con los camisas rojas, integrados en el Frente Unido Nacional por la Democracia contra la Dictadura, que ocuparon Bangkok en la primavera de 2010. El desalojo de los camisas rojas por ejército dejó decenas de muertos y la crisis persistió. En 2011 se celebraron elecciones generales que dieron la victoria por mayoría absoluta a Yingluck Shinawatra, hermana menor del ex primer ministro Thaksin Shinawatra y que fue designada primera ministra por la Asamblea Nacional el 5 de agosto de 2011.

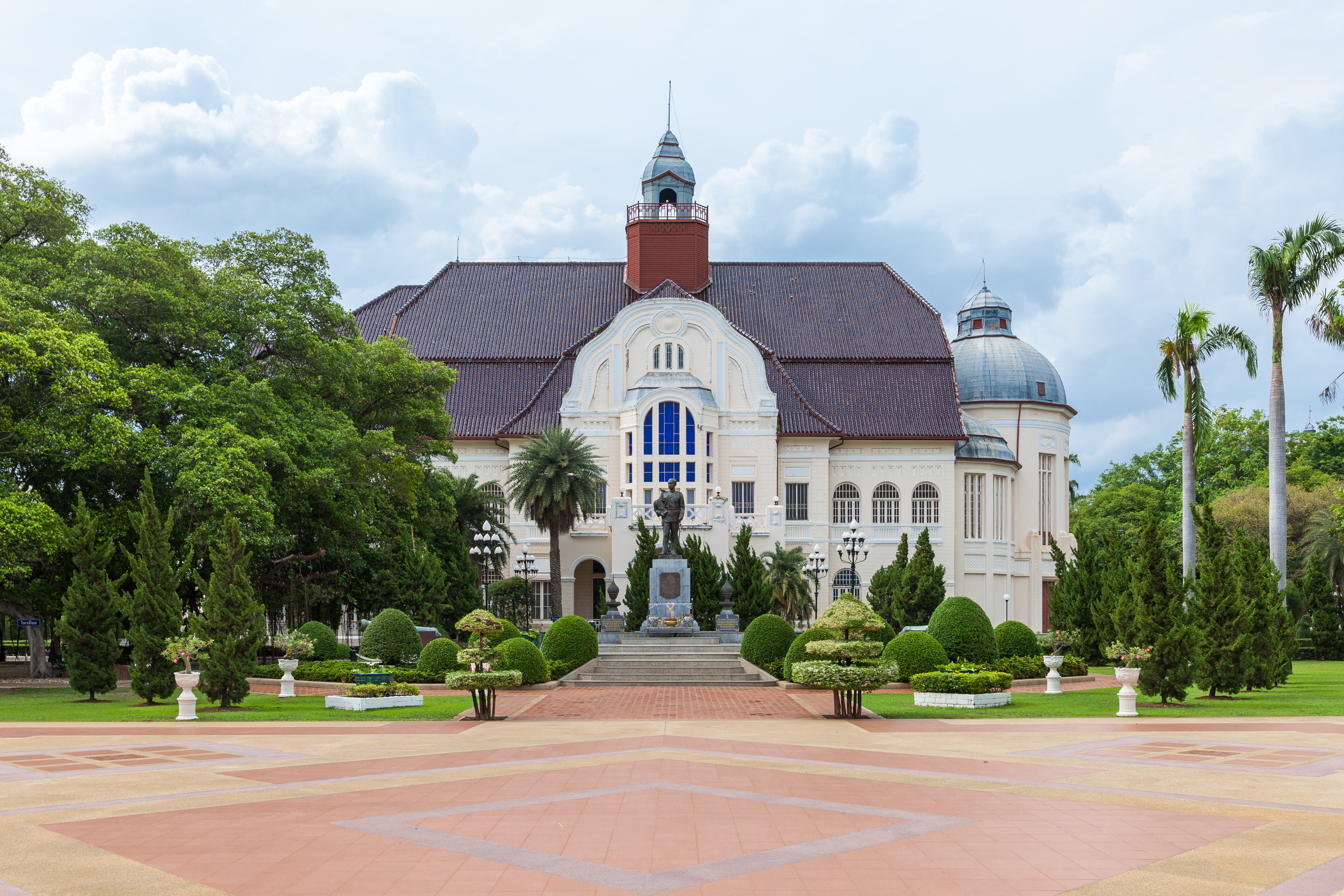
El Palacio de Phra Ram Ratchaniwet, es un antiguo palacio real en Phetchaburi. En la actualidad es un museo gestionado por el Real Ejército Tailandés.

De acuerdo al Índice de Percepción de Corrupción de 2014 publicado por la organización no gubernamental Transparencia Internacional Tailandia ocupa la posición 85 de 174 países evaluados.
Desde mayo de 2014 hasta junio de 2019, Tailandia se encontró bajo directorio militar, a raíz del golpe de Estado encabezado por Prayuth Chan-o-cha, comandante en jefe del ejército tailandés, quien una vez consumado el golpe, formó una junta de gobierno, suspendió garantías y ordenó arrestar a varios miembros del gabinete. Tras la aprobación de una nueva Constitución en 2016, se dio inicio a una transición democrática que desembocó en la celebración de elecciones generales en marzo de 2019, que confirmaron a Prayuth Chan-ocha como primer ministro de iure.
Actualmente, la sociedad tailandesa está dividida entre los partidarios de Yingluck Shinawatra, principalmente los arroceros y los pobres, y las élites de Bangkok, incluidos los generales en el poder, que los aborrecen por considerarlos "populistas peligrosos". Herederos del movimiento comunista, los miembros del movimiento republicano tailandés se unieron en su mayoría al Camisas Rojas en la década de 2000 para oponerse al régimen militar. El republicanismo se considera un delito de lesa majestad y se castiga con quince años de cárcel. Los activistas republicanos que se refugiaron en Laos fueron asesinados por las autoridades tailandesas.

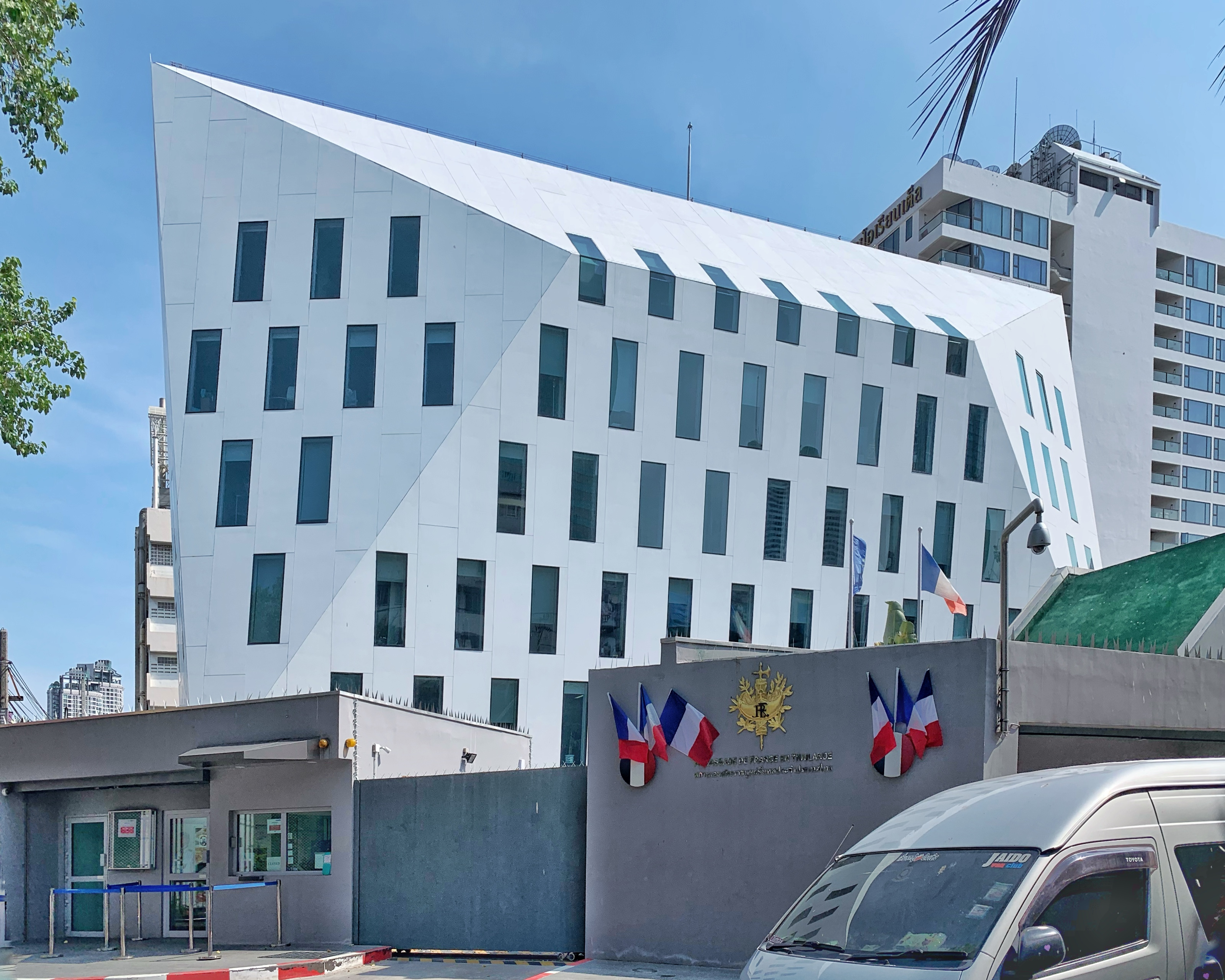
Embajada de Francia en Tailandia

### Relaciones exteriores
El modo de Siam y Tailandia de llevar las relaciones exteriores se ha descrito durante mucho tiempo como "bambú que se dobla con el viento", lo que significa adaptable y pragmático. Para asegurarse la independencia, trató de enfrentar a una gran potencia contra las demás para no ser dominada por ninguna.
Durante la Guerra Fría, Tailandia trató de impedir la expansión del comunismo, por lo que se unió a Estados Unidos, entre otras cosas participando en la alianza SEATO, enviando expediciones a Corea y Vietnam y ofreciendo a Estados Unidos el uso de su base. Tailandia es uno de los cinco miembros fundadores de la Asociación de Naciones del Sudeste Asiático (ASEAN), inicialmente para protegerse del comunismo. El final de la guerra de Vietnam supuso un punto de inflexión en la política exterior tailandesa, que posteriormente trató de mejorar sus relaciones con la China comunista y sus vecinos, ahora comunistas. Tailandia sigue siendo miembro activo de la ASEAN y trata de proyectar su influencia en ella. Tailandia ha desarrollado lazos cada vez más estrechos con otros miembros, progresando la cooperación regional en asuntos económicos, comerciales, bancarios, políticos y culturales.

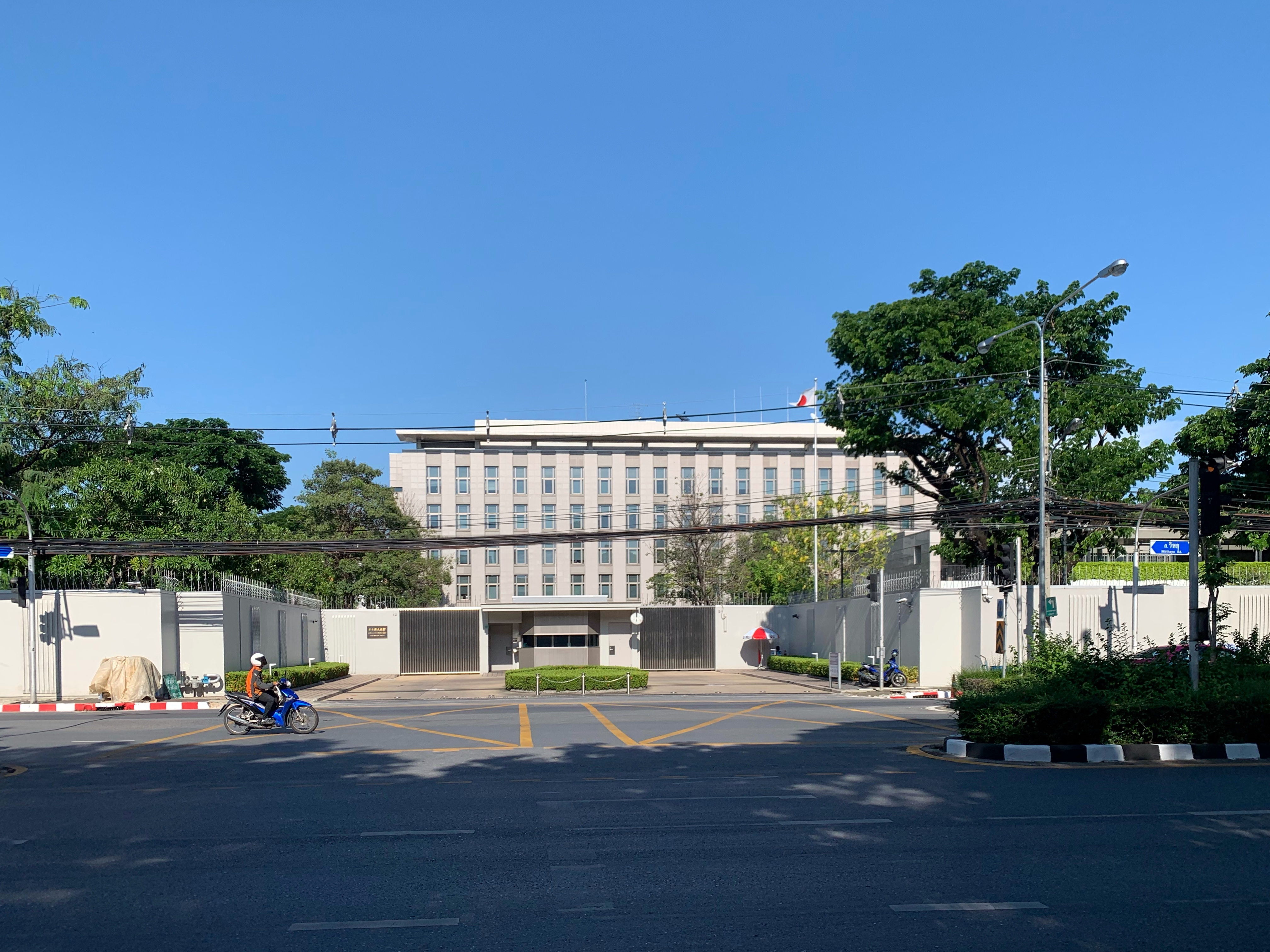
Embajada de Japón en Tailandia

En la década de 2000, Tailandia asumió un papel activo en la escena internacional y participó plenamente en organizaciones internacionales y regionales. Es uno de los principales aliados no pertenecientes a la OTAN y figura en la lista de vigilancia prioritaria del Informe Especial 301 de Estados Unidos. Cuando Timor Oriental se independizó de Indonesia, Tailandia contribuyó con tropas al esfuerzo internacional de mantenimiento de la paz. Como parte de su esfuerzo por aumentar los lazos internacionales, Tailandia se había acercado a organizaciones regionales como la Organización de Estados Americanos (OEA) y la Organización para la Seguridad y la Cooperación en Europa (OSCE).
Durante el mandato de Thaksin Shinawatra, se iniciaron negociaciones para varios acuerdos de libre comercio con China, Australia, Baréin, India y Estados Unidos. Thaksin trató de situar a Tailandia como líder regional, iniciando varios proyectos de desarrollo en países vecinos más pobres. Más polémicamente, estableció estrechos lazos amistosos con la dictadura birmana. Tailandia se unió a la invasión de Irak liderada por Estados Unidos, enviando un contingente humanitario hasta septiembre de 2004. Tailandia también había contribuido con tropas a los esfuerzos de reconstrucción en Afganistán.
En abril de 2009, la disputa fronteriza entre Camboya y Tailandia llevó a las tropas al territorio inmediatamente adyacente a las ruinas del templo hindú Preah Vihear de Camboya, de 900 años de antigüedad, cerca de la frontera.
Tras el golpe de Estado de 2014, Tailandia se inclinó más hacia China. La creciente influencia china y la afluencia de capital hicieron que algunos miembros del Parlamento plantearan la preocupación de una "colonia económica" bajo China tras muchas concesiones.
Durante el conflicto militar entre Israel y Hamás en 2023, en un primer momento el primer ministro de Tailandia declaró que su gobierno condena enérgicamente el ataque contra Israel y extiende sus más profundas condolencias al gobierno y al pueblo de Israel, pero el gobierno cambió más tarde su posición y anunció que Tailandia adoptó una postura neutral en este conflicto. 28 ciudadanos tailandeses murieron en este conflicto.
 España: Los primeros contactos entre España y el Reino de Siam se remontan al siglo XVI cuando Tello de Aguirre dirigió una misión comercial desde Filipinas. El resultado principal fue, según algunos historiadores, la firma de un tratado que reconocía a los españoles su derecho a residir, negociar y practicar su religión en Ayuttaya, entonces capital del Reino de Siam. En 1870, ambos reinos formalizaron sus relaciones con la firma de un Tratado de Amistad, Comercio y Navegación. El arquitecto fue Adolfo Paxton, quien dirigió una Misión Diplomática enviada desde China. La principal consecuencia del Tratado fue la creación de un Consulado de España en Bangkok. Los contactos e intereses comunes continuaron reduciéndose, a pesar de la histórica visita a España del rey de Tailandia Chulalongkorn en 1897, donde fue recibido por la reina regente María Cristina. En 1925 se firmaría un nuevo Tratado de Amistad, Comercio y Navegación.

A partir de 1975, se relanzaron los contactos oficiales, con el retorno de la democracia a España. Lo más destacado fueron las visitas de Estado de los Reyes de España a Tailandia en 1987 y 2006. Desde ese momento, España y Tailandia mantienen buenas relaciones basadas en la profunda amistad entre las dos monarquías.

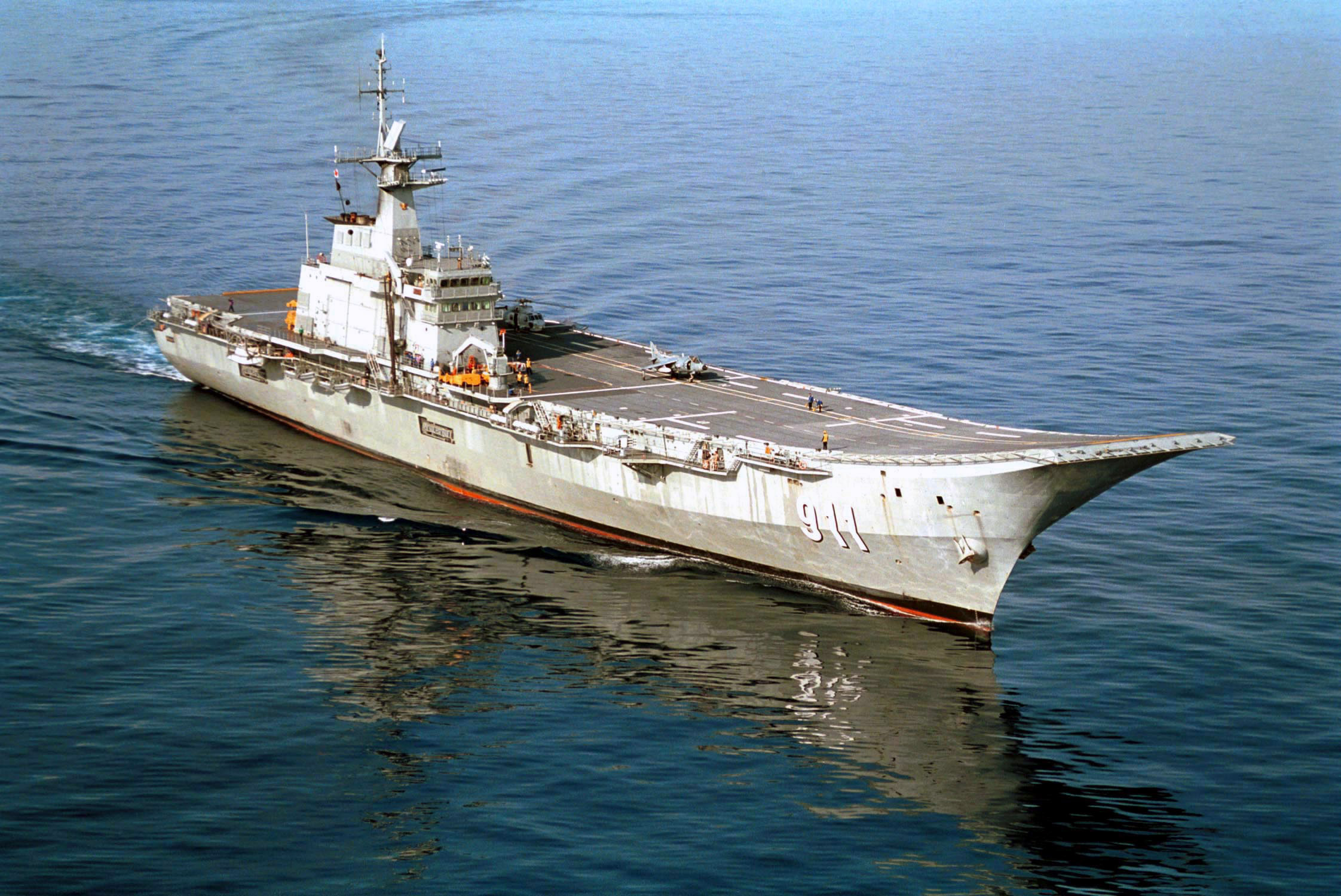
El portaaviones HTMS Chakri Naruebet, de la Real Armada Tailandesa, fue diseñado y construido en España.

La balanza comercial bilateral ha sido tradicionalmente deficiente para España. El impacto de la crisis financiera internacional coincidió con un aumento de las ventas españolas en Tailandia, que creció un 28.5 % en 2010 y un 24 % en 2011. En 2012, ese crecimiento se desaceleró un 3.57 %, con lo que el valor de las exportaciones ascendió a 415.6 M // €. Estos datos confirman la consolidación de Tailandia como el segundo mercado de destino español en la ASEAN, después de Singapur. 
 México : Las primeras relaciones no oficiales entre México y Tailandia tuvieron lugar a fines del siglo XVI cuando España comerciaba plata, chiles y frutas de Nueva España (actual México) con el Reino de Siam (actual Tailandia) desde las Filipinas. El comercio entre ambas naciones continuó hasta que México obtuvo su independencia de España en 1821. Serían otros 150 años antes de que ambas naciones establecieran relaciones diplomáticas. El 28 de agosto de 1975, México y Tailandia establecieron formalmente relaciones diplomáticas. En 1978, Tailandia abrió una embajada permanente en la Ciudad de México y en septiembre de 1989, México abrió una embajada en Bangkok.
En marzo de 2002, el primer ministro tailandés Thaksin Shinawatra se convirtió en el primer jefe de Estado tailandés en visitar México. En 2003, el presidente mexicano Vicente Fox realizó una visita a Tailandia. El 23 de mayo de 2014, México condenó el Golpe de Estado tailandés y solicitó una resolución pacífica del conflicto. Cada año, desde el establecimiento de las relaciones diplomáticas, los gobiernos de ambas naciones ofrecen becas a los ciudadanos de cada nación para estudiar en México/Tailandia para graduados y/o de formación diplomática. En 2015, ambas naciones celebraron su 40 aniversario de establecer relaciones diplomáticas.
En 2018, el comercio bilateral entre ambas naciones ascendió a $6000 millones de dólares. Los principales productos de exportación de México a Tailandia son: partes y accesorios de vehículos, teléfonos (incluidos los celulares) y abonos minerales o químicos. Los principales productos que se importaron de Tailandia son: computadoras, teléfonos (incluidos los celulares) y vehículos automotores para el transporte de mercancía.
 Portugal: Las relaciones entre Portugal y Tailandia datan del siglo XVI. Portugal fue la primera nación europea en tener contacto con el Reino de Ayutthaya, en 1511. Los portugueses se convirtieron en los comerciantes extranjeros predominantes y establecieron una presencia en la capital. Los comerciantes portugueses introdujeron armas de fuego y productos del Nuevo Mundo fruto del intercambio con América, influyendo en la cocina, el idioma y la cultura tailandeses. Aunque la influencia de Portugal en el extranjero disminuyó gradualmente desde el siglo XVII, siguió manteniendo lazos con Siam. 

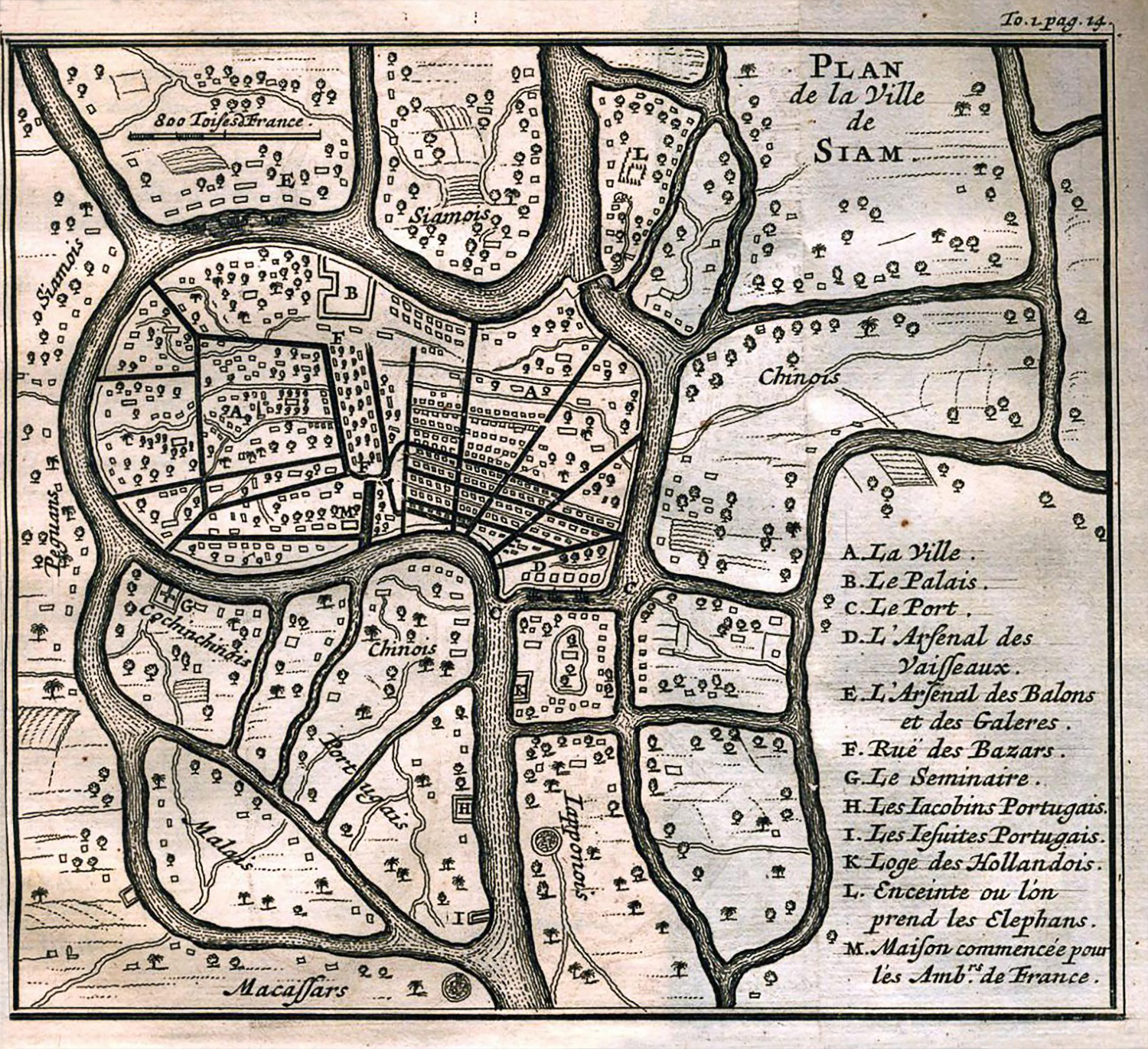
Mapa de la capital, Ayutthaya, del, con dos notables barrios portugueses.

La embajada portuguesa en Bangkok, establecida en 1820, es la misión diplomática más antigua del país. A diferencia de otras potencias europeas, contra cuyas aspiraciones coloniales luchó Siam durante el siglo XIX, la relación de Siam con Portugal fue en gran medida amistosa, sin incidentes. Ambos países elevaron sus misiones al estado de embajada en 1964, y Tailandia estableció una embajada permanente en Lisboa en 1981. Hoy, los dos países comparten una pequeña cantidad de actividades comerciales, turísticas y culturales.
 Perú: En 2009, Tailandia y Perú firmaron un acuerdo de libre comercio para eliminar los aranceles al 70 % de los 5000 artículos enumerados en el acuerdo. Tailandia importa pescado y derivados del estaño de Perú, mientras que Perú importa autopartes, 
electrodomésticos y ropa de Tailandia.

### Fuerzas Armadas
Las Fuerzas Armadas Reales Tailandesas (กองทัพไทย; Kong Thap Thai) constituyen el ejército del Reino de Tailandia. Está formado por el Ejército Real de Tailandia (กองทัพบกไทย), la Marina Real de Tailandia (กองทัพเรือไทย) y la Fuerza Aérea Real de Tailandia (กองทัพอากาศไทย). También incorpora varias fuerzas paramilitares.

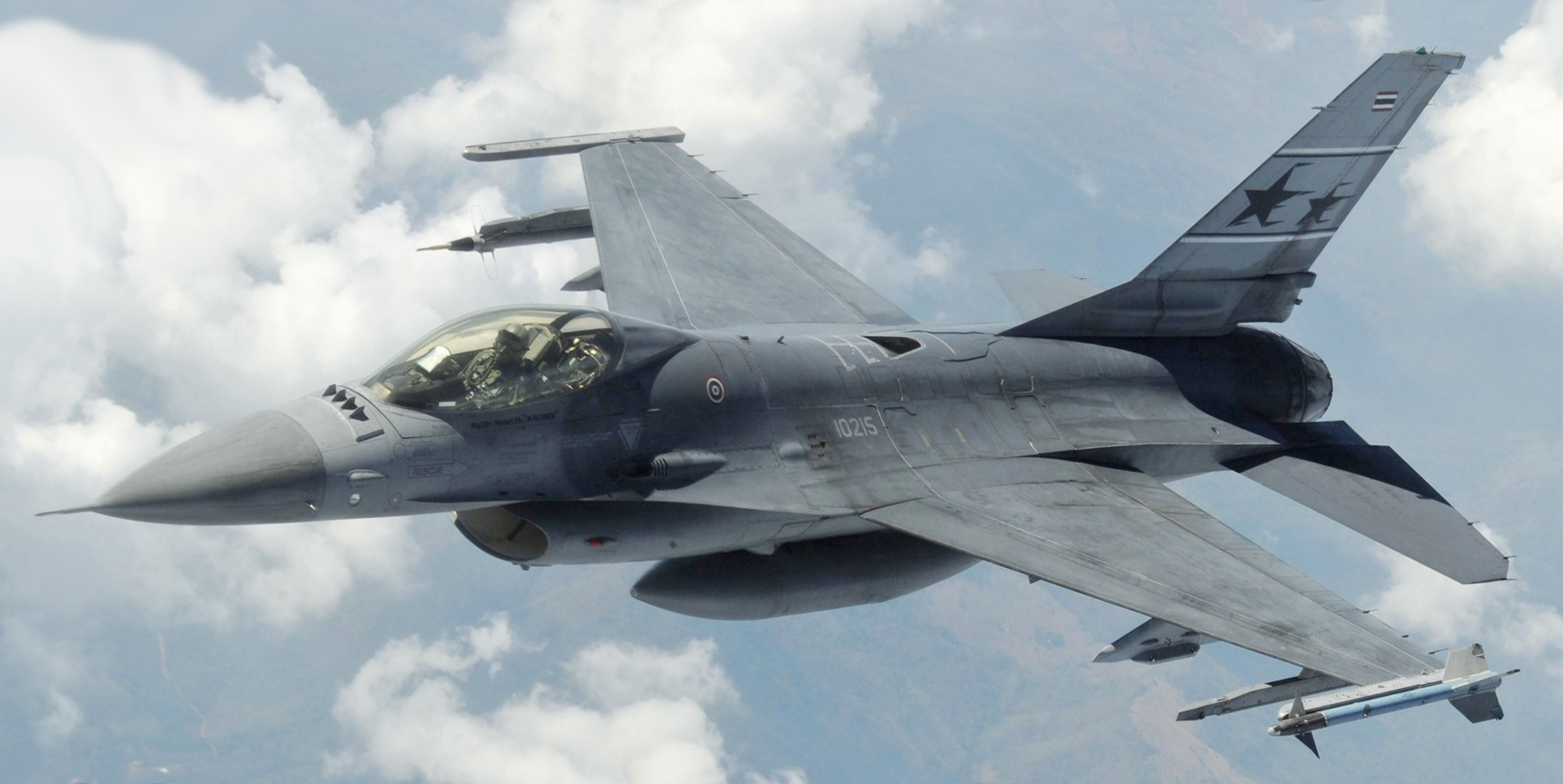
F-16 de la Real Fuerza Aérea Tailandesa

Las Fuerzas Armadas tailandesas cuentan con una dotación combinada de 306.000 efectivos en servicio activo y otros 245.000 en la reserva. El jefe de las Fuerzas Armadas tailandesas (จอมทัพไทย, Chom Thap Thai) es el rey, aunque este cargo es sólo nominal. Las fuerzas armadas son gestionadas por el Ministerio de Defensa de Tailandia, que está dirigido por el ministro de Defensa (un miembro del gabinete de Tailandia) y comandado por el Cuartel General de las Fuerzas Armadas Reales de Tailandia, que a su vez está dirigido por el Jefe de las Fuerzas de Defensa de Tailandia. El presupuesto anual de defensa tailandés casi se triplicó, pasando de 78 000 millones de baht en 2005 a 207 000 millones de baht en 2016, lo que representa aproximadamente el 1,5 % del PIB tailandés de 2019. Tailandia ocupó el puesto 16 a nivel mundial en el Índice de Fortaleza Militar basado en el informe de Credit Suisse en septiembre de 2015.
Los militares también se encargan de misiones humanitarias, como escoltar a los rohingya a Malasia o Indonesia, garantizar la seguridad y el bienestar de los refugiados durante la crisis de refugiados de Indochina.
Según la Constitución, servir en las fuerzas armadas es un deber de todos los ciudadanos tailandeses. Tailandia sigue utilizando el sistema de reclutamiento activo para los varones mayores de 21 años. Se les somete a una duración variable del servicio activo en función de la duración de la formación en la reserva como estudiante de defensa territorial y de su nivel de educación. Los que han completado tres años o más de formación en la reserva quedan exentos por completo. Esta práctica ha sido criticada durante mucho tiempo, ya que algunos medios de comunicación cuestionan su eficacia y valor. Se afirma que los reclutas acaban como sirvientes de los oficiales superiores o como dependientes en las tiendas de las cooperativas militares. En un informe publicado en marzo de 2020, Amnistía Internacional denunció que los reclutas militares tailandeses se enfrentan a un abuso institucionalizado que las autoridades militares silencian sistemáticamente.
Los críticos observaron que el principal objetivo de los militares tailandeses es hacer frente a las amenazas internas y no a las externas. Se denomina Comando de Operaciones de Seguridad Interna al brazo político de los militares tailandeses, que tiene funciones sociales y políticas que se solapan con la burocracia civil. También tiene una misión antidemocrática. Los militares también son famosos por numerosos incidentes de corrupción, como la acusación de tráfico de personas, y el nepotismo en la promoción de oficiales de alto rango. Recientemente, entre los senadores designados hay más de 100 militares en activo y retirados.
En 2017, Tailandia firmó y ratificó el Tratado de la ONU sobre la Prohibición de las Armas Nucleares.

## Organización político-administrativa

Mapa de las provincias de Tailandia.

El Reino de Tailandia se divide en 76 provincias (en tailandés: จังหวัด, chang-wat, singular y plural) reunidas en 5 grupos, en algunos casos las provincias del este y del oeste se agrupan. El nombre de cada provincia es el de su ciudad capital, algunas veces con el prefijo Mueang (o Muang) para evitar confusión con la provincia. Con la excepción de la provincia Songkhla, la capital es también la ciudad más grande de la provincia.
| Norte 1. Chiang Mai (เชียงใหม่) 2. Chiang Rai (เชียงราย) 3. Kamphaeng Phet (กำแพงเพชร) 4. Lampang (ลำปาง) 5. Lamphun (ลำพูน) 6. Mae Hong Son (แม่ฮ่องสอน) 7. Nakhon Sawan (นครสวรรค์) 8. Nan (น่าน) 9. Phayao (พะเยา) 10. Phetchabun (เพชรบูรณ์) 11. Phichit (พิจิตร) 12. Phitsanulok (พิษณุโลก) 13. Phrae (แพร่) 14. Sukhothai (สุโขทัย) 15. Tak (ตาก) 16. Uthai Thani (อุทัยธานี) 17. Uttaradit (อุตรดิตถ์) | Noreste 1. Amnat Charoen (อำนาจเจริญ) 2. Buri Ram (บุรีรัมย์) 3. Chaiyaphum (ชัยภูมิ) 4. Kalasin (กาฬสินธุ์) 5. Khon Kaen (ขอนแก่น) 6. Loei (เลย) 7. Maha Sarakham (มหาสารคาม) 8. Mukdahan (มุกดาหาร) 9. Nakhon Phanom (นครพนม) 10. Nakhon Ratchasima (นคราชสีมา) 11. Nong Bua Lam Phu (หนองบัวลำภู) 12. Nong Khai (หนองคาย) 13. Roi Et (ร้อยเอ็ด) 14. Sakon Nakhon (สกลนคร) 15. Si Sa Ket (ศรีสะเกษ) 16. Surin (สุรินทร์) 17. Ubon Ratchathani (อุบลราชธานี) 18. Udon Thani (อุดรธานี) 19. Yasothon (ยโสธร) 20. Bueng Kan (บึงกาฬ) |
| Central 1. Ang Thong (อ่างทอง) 2. Phra Nakhon Si Ayutthaya (พระนครศรีอยุธยา) 3. Bangkok (Krung Thep Maha Nakhon) (กรุงเทพ ฯ) 4. Chainat (ชัยนาท) 5. Kanchanaburi (กาญจนบุรี) 6. Lop Buri (ลพบุรี) 7. Nakhon Nayok (นครนายก) 8. Nakhon Pathom (นครปฐม) 9. Nonthaburi (นทบุรี) 10. Pathum Thani (ปทุมธานี) 11. Phetchaburi (เพชรบุรี) 12. Prachuap Khiri Khan (ประจวบคีรีขันธ์) 13. Ratchaburi (ราชบุรี) 14. Samut Prakan (สมุทรปราการ) 15. Samut Sakhon (สมุทรสาคร) 16. Samut Songkhram (สมุทรสงคราม) 17. Saraburi (สระบุรี) 18. Sing Buri (สิงห์บุรี) 19. Suphan Buri (สุพรณบุรี) | Este 1. Chachoengsao (ฉะเชิงเทรา) 2. Chanthaburi (จันทบุรี) 3. Chon Buri (ชลบุรี) 4. Prachin Buri (ปราจีนบุรี) 5. Rayong (ระนอง) 6. Sa Kaeo (สระแก้ว) 7. Trat (ตราด) Sur 1. Chumphon (ชุมพร) 2. Krabi (กระบี่) 3. Nakhon Si Thammarat (นครศรีธรมราช) 4. Narathiwat (นราธิวาส) 5. Pattani (ปัตานี) 6. Phang Nga (พังา) 7. Phatthalung (พัทลุง) 8. Phuket (ภูเก็ต) 9. Ranong (ระนอง) 10. Satun (สตูล) 11. Songkhla (สงขลา) 12. Surat Thani (สุราษฎร์ธานี) 13. Trang (ตรัง) 14. Yala (ยะลา)                                            |

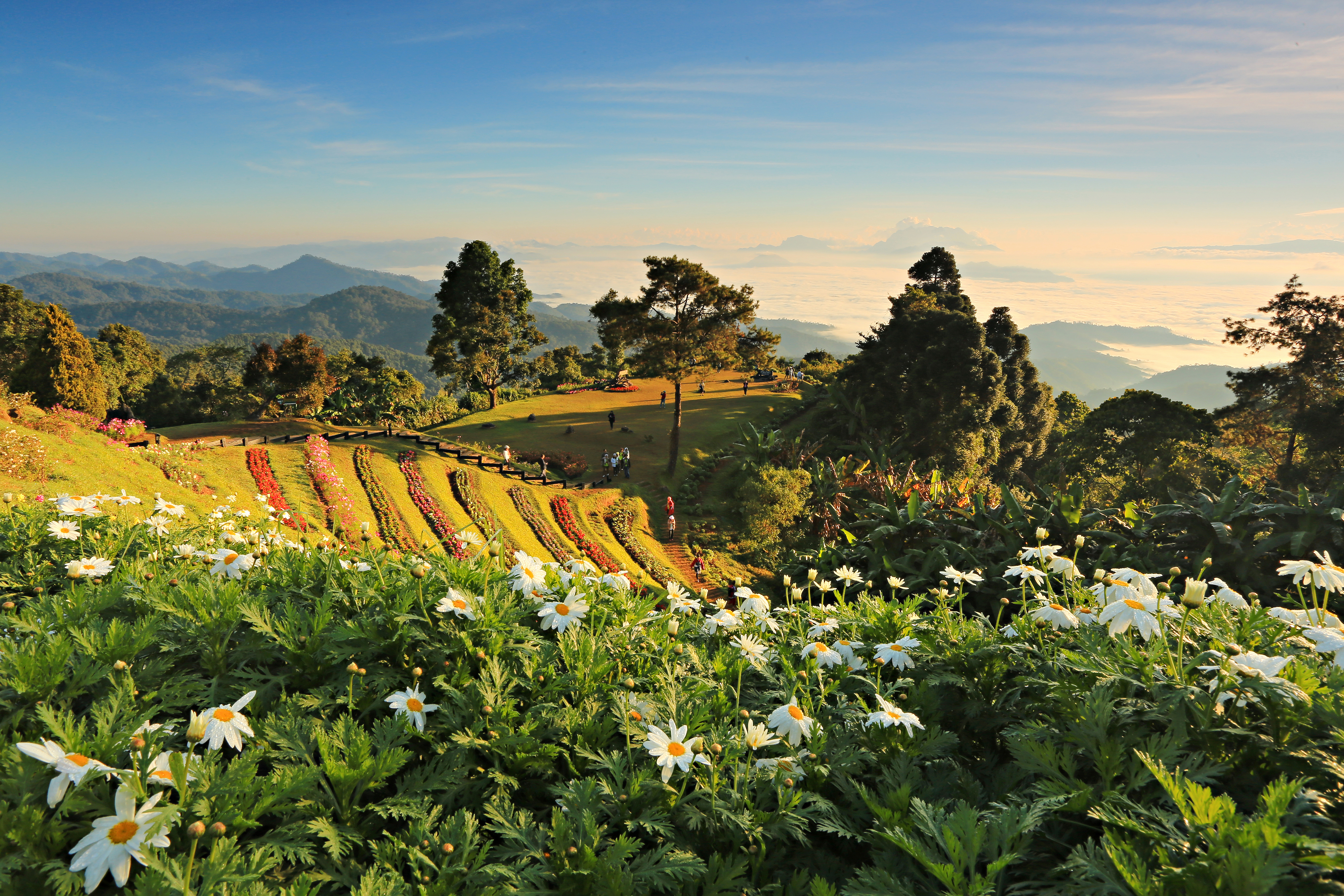
La Provincia de Chiang Mai con 20.107 km² es la segunda más grande de Tailandia, tiene un área comparable a la de Israel

Bangkok es al mismo tiempo la provincia más poblada y la de mayor densidad de población. La provincia de mayor área es Nakhon Ratchasima, la más pequeña es Samut Songkhram. La provincia de Mae Hong Son tiene la menor densidad de población, y Ranong tiene la menor población absoluta (cifras tomadas del censo de 2000).
Cada provincia es administrada por un gobernador, nombrado por el ministro del Interior. La única excepción es Bangkok, donde se elige al gobernador. Las provincias están divididas en 877 distritos (amphoe, อำเภอ). Los 50 distritos de Bangkok son llamados khet (เขต). Los distritos de las provincias se dividen a su vez en tambon (comunas o subdistritos) y muban (poblados).

## Geografía

### Relieve
La serie de cordilleras que se prolongan de norte a sur, ocupa la parte septentrional y occidental del país. Las mayores elevaciones se dan en los sistemas montañosos que se prolongan hacia el oeste, a lo largo de la frontera con Birmania, y que se elevan hasta los 2595 metros sobre el nivel del mar del Doi Inthanon que es, por otro lado, el punto más alto de Tailandia. La zona que pertenece a la península de Malaca está rodeada por estrechas mesetas costeras y alcanza su cota más elevada en el Jao Luang (1790 metros). En el centro de Tailandia aparece otro sistema montañoso que se extiende en dirección norte-sur, aunque su extremo meridional gira hacia el oeste; el Doi Pia Fai (1270 metros) es el monte más elevado. En el este del territorio continental se encuentra la meseta de Jorat (escrito Khorat en inglés), una zona estéril con escasas cumbres y que abarca aproximadamente un tercio del país, quedando limitada por el valle del río Mekong.

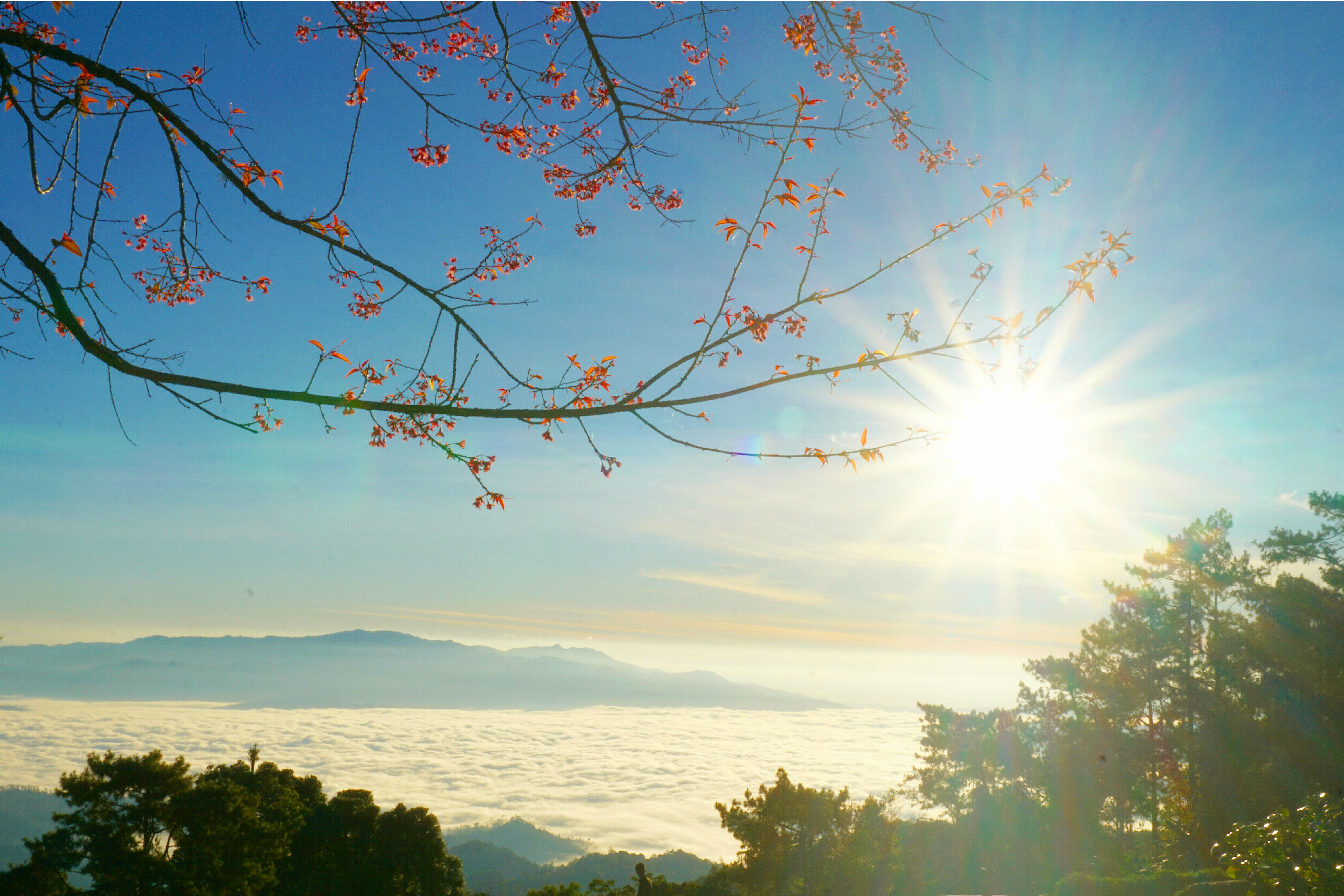
Norte de Tailandia
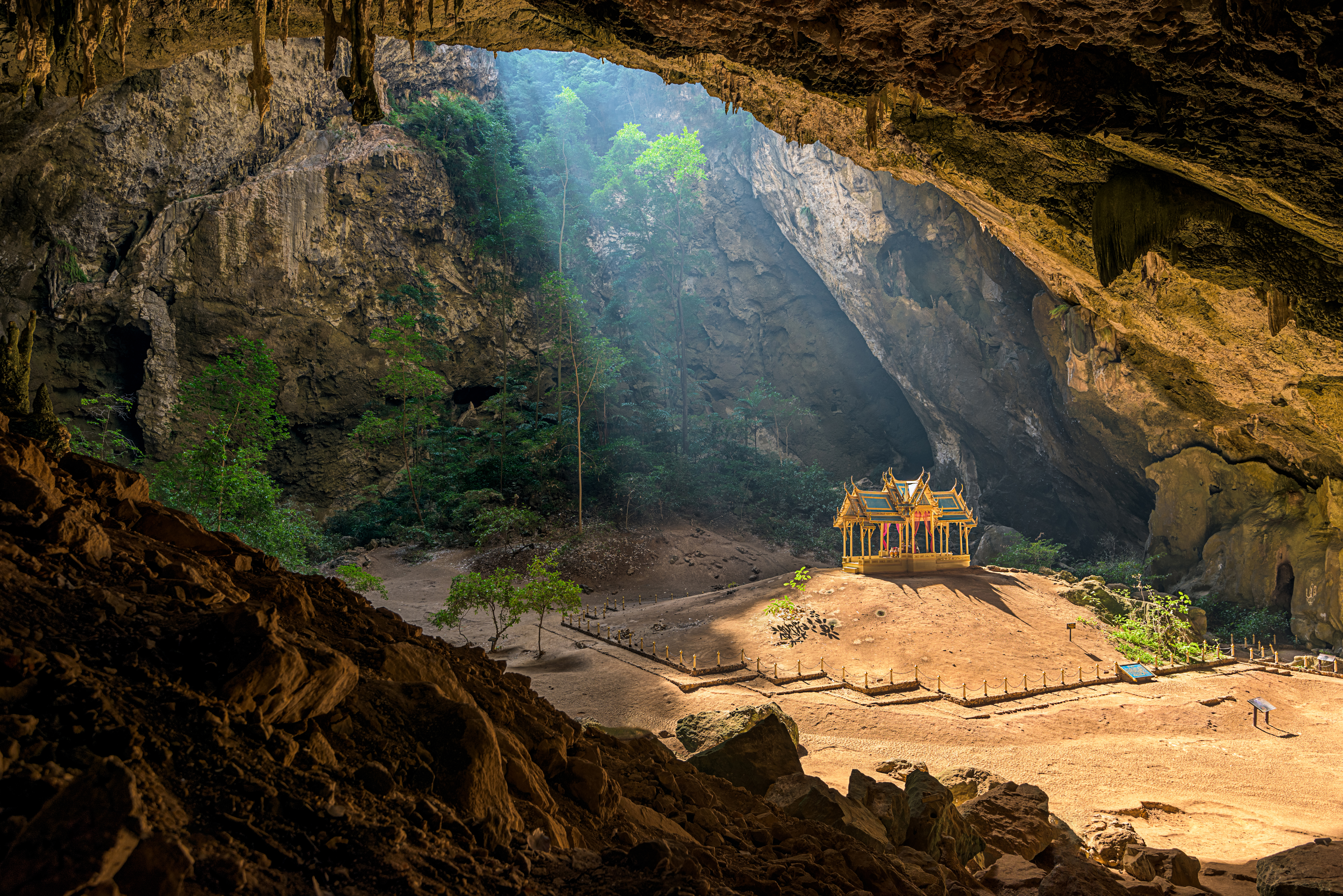
Tailandia occidental
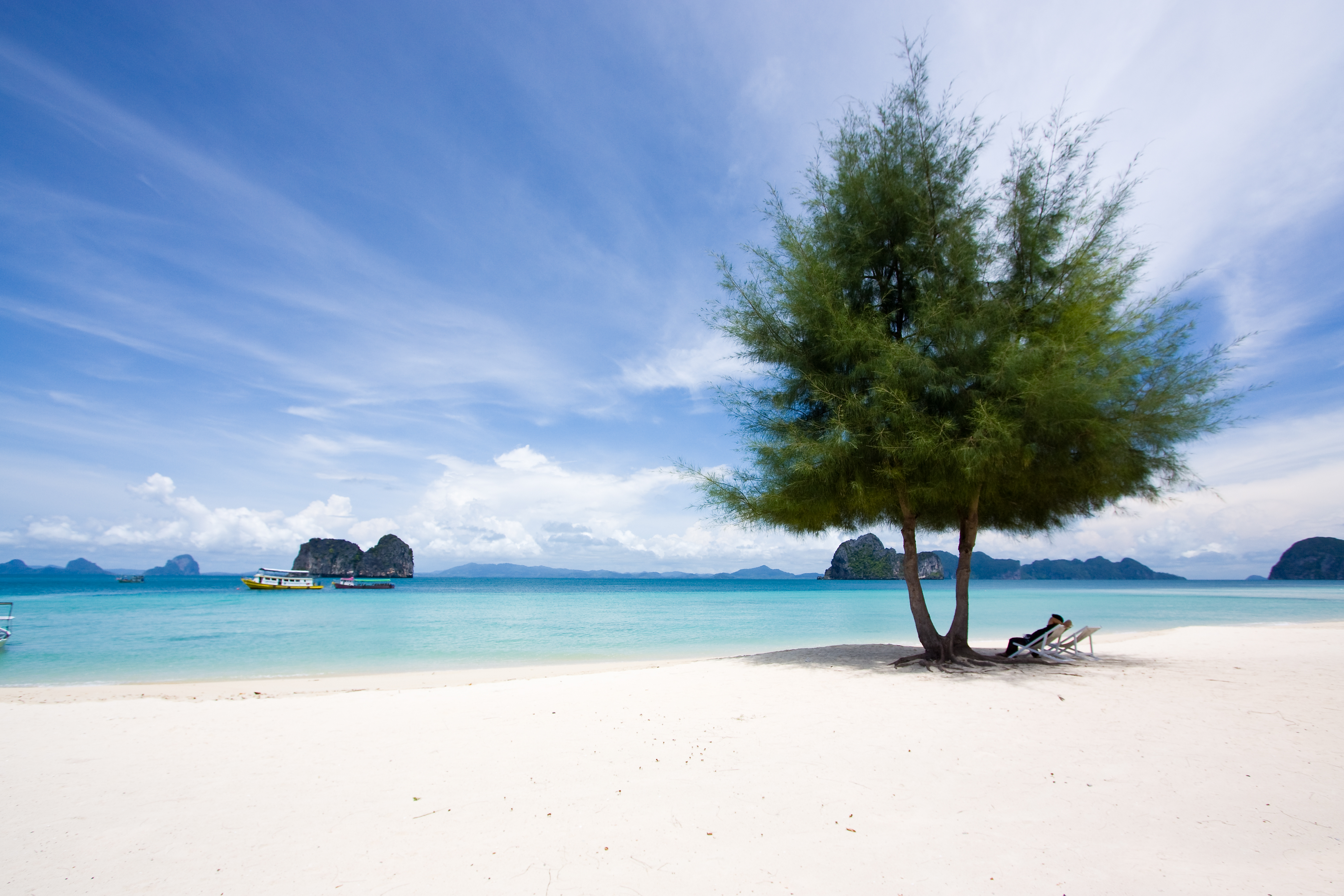
Tailandia del Sur
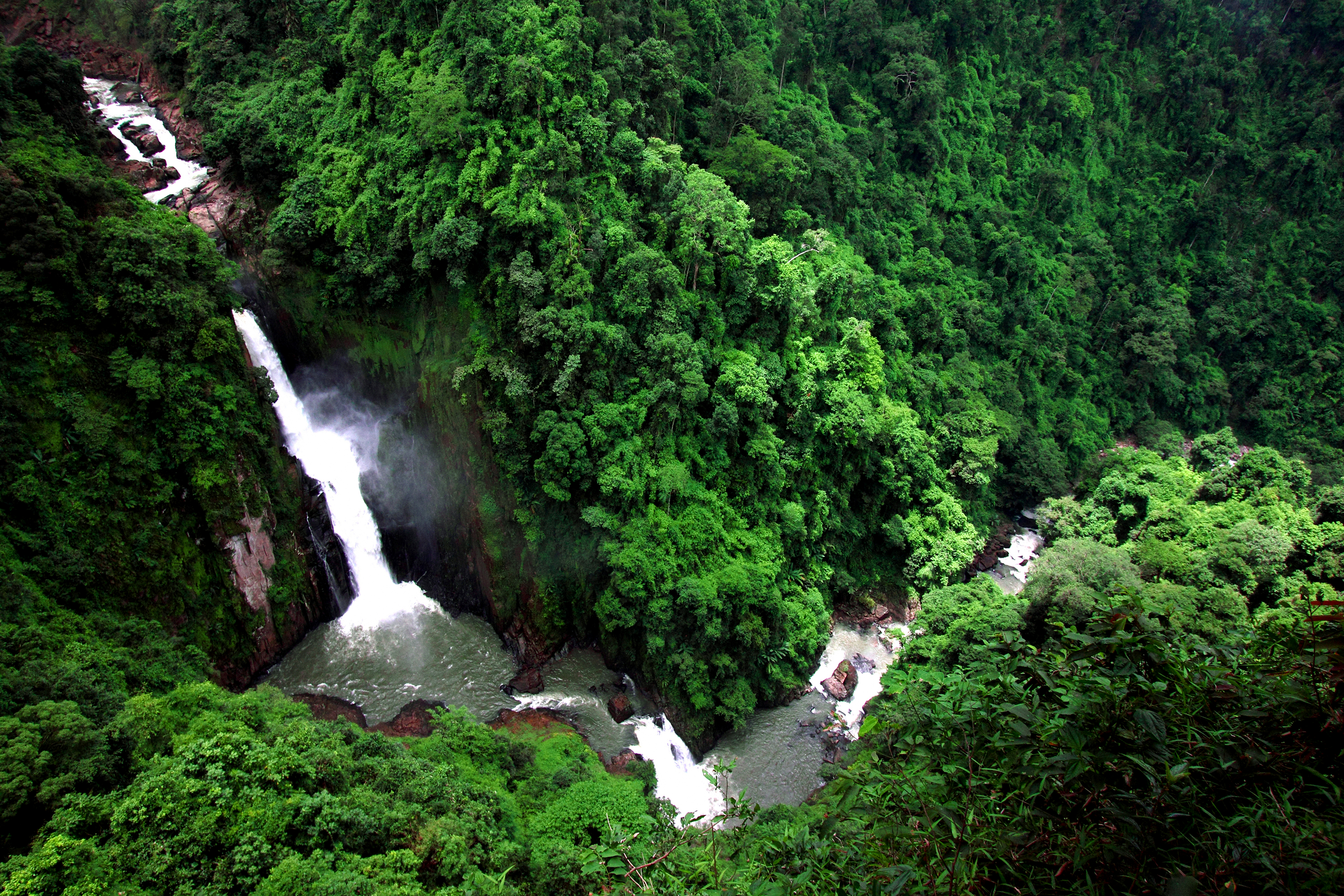
Noreste de Tailandia

### Clima
Tailandia goza de un clima tropical húmedo afectado por la acción de los vientos monzones, que varían de dirección según la estación del año. De abril a octubre, los vientos son en su mayoría de componente sureste y están cargados de humedad; el resto del año, estos vientos soplan desde el noreste.
Las temperaturas en Tailandia son por lo general altas, oscilando entre los 15 °C y 35 °C. Las temperaturas más altas son durante los meses de marzo, abril, mayo o junio y septiembre. La temporada de lluvias va desde junio a octubre, cuando las temperaturas son altas y se producen fuertes precipitaciones. Los meses más fríos son noviembre, diciembre, enero y febrero, cuando las temperaturas caen hasta los 15 °C durante las noches, aunque durante el día llegan a rondar los 30 °C.
Las precipitaciones anuales son de unos 1525 mm en el norte, oeste y regiones centrales; de 2540 mm o incluso más en la parte tailandesa de la península de Malaca; y de unos 1270 mm en la meseta de Jorat.

### Flora y fauna

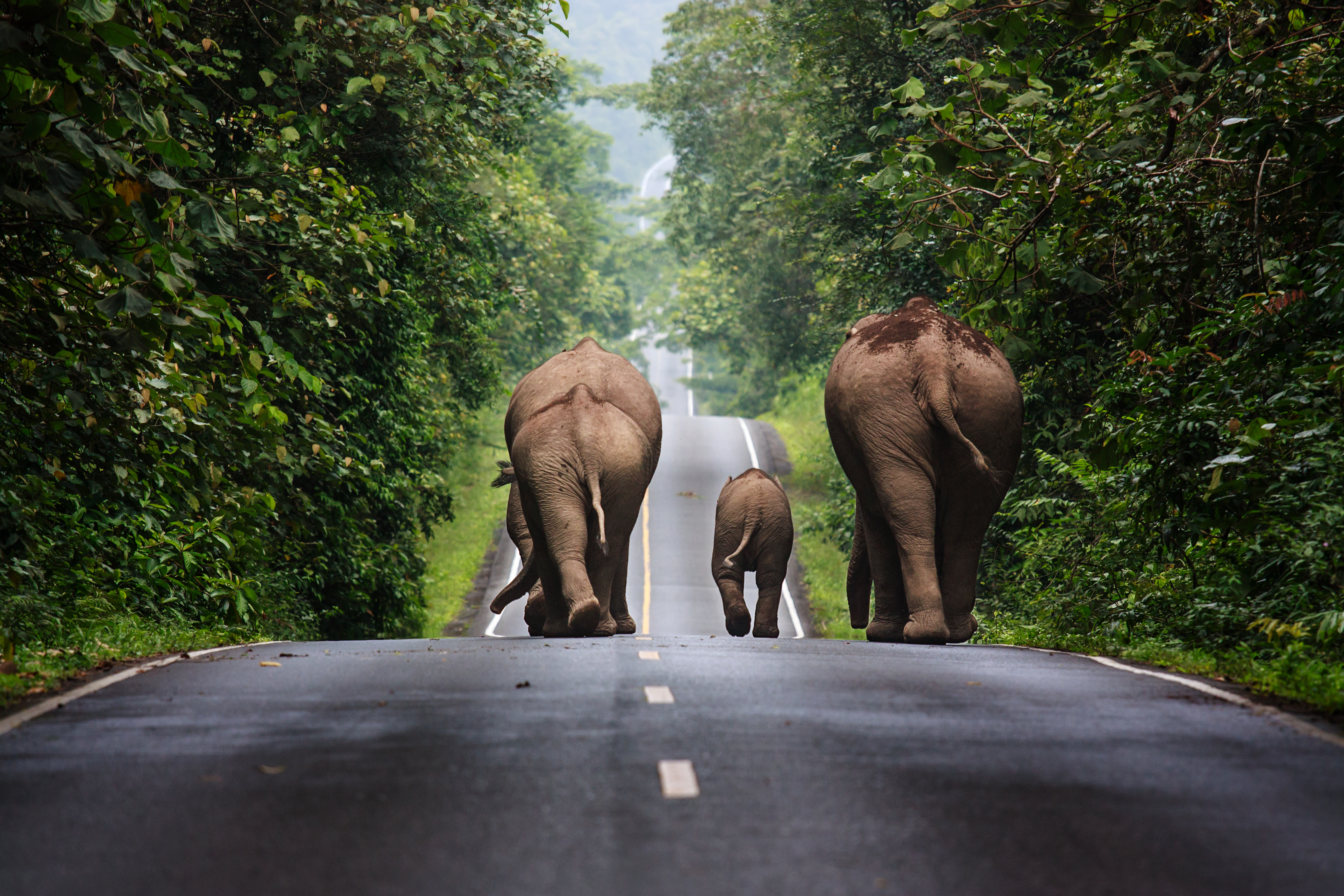
Los tailandeses sienten un gran respeto hacia los elefantes.

Las junglas y zonas pantanosas se reparten por todas las áreas costeras de Tailandia y cuentan con enormes zonas de árboles tropicales, entre los que se encuentran mangles, juncos de Indias, ébano y distintas especies de madera de gran resistencia, como el mezquite, el palosanto y el palo de rosa. Las zonas de las tierras altas y de las mesetas cuentan también con bastantes especies de árboles, destacando la teca (un tipo de árbol resinoso), el agalloch y el roble, junto con una gran variedad de plantas y árboles frutales tropicales como orquídeas, gardenias, hibiscos, plátanos, mangos y cocos. Entre las especies animales está el elefante, que se utiliza como animal de carga, además de cuadrúpedos como rinocerontes, tigres, leopardos, gaures o bueyes salvajes, gibones y búfalos. El gato siamés es, como su nombre indica, originario de Tailandia. En el país hay más de cincuenta clases de serpientes, entre las que se encuentra una gran variedad de especies venenosas.

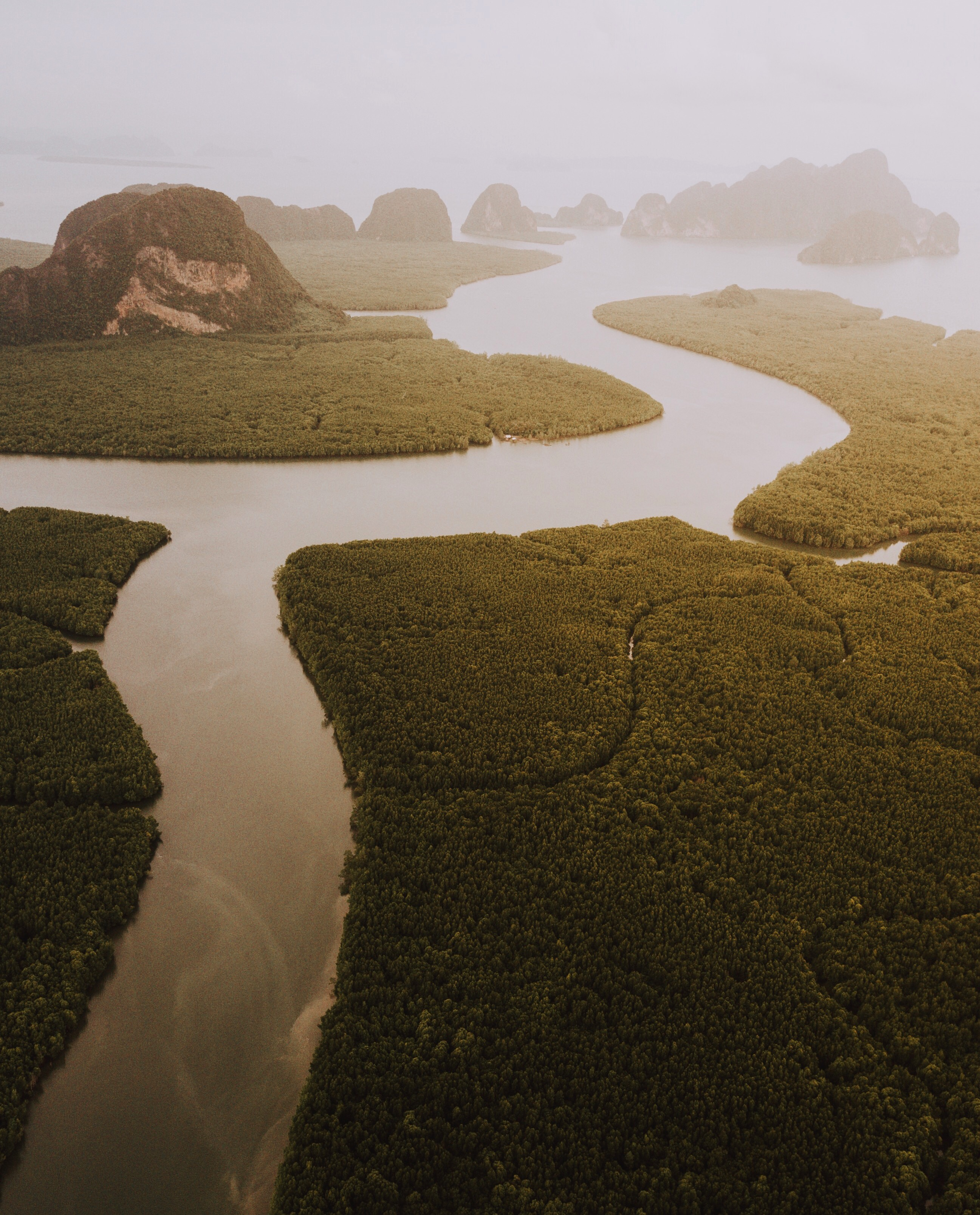
Ríos en el parque nacional de Phang-nga

### Hidrografía
Más de dos tercios del territorio tailandés están drenados por dos sistemas fluviales. El Mae Nam Chao Phraya con sus afluentes Mae Nam Ping, Mae Nam Yom, Mae Nam Nan y Mae Nam Wang, y el río Mekong con sus afluentes Mae Nam Mun, Mae Nam Chi y Mae Nam Ing. En el norte montañoso de Tailandia, las zonas de drenaje de estos dos ríos se entrelazan con mucha fuerza, mientras que en el centro del país las montañas Phetchabun forman la cuenca.
El caudal de ambos sistemas fluviales está sujeto a fuertes fluctuaciones estacionales. Sus tramos inferiores se caracterizan por una pendiente muy baja, lo que provoca frecuentes inundaciones, deposición de sedimentos y desplazamiento de los cursos de los ríos. Ambos ríos están regulados por numerosas presas y lagos, y en sus orillas se practica el cultivo intensivo de arroz.
En el sur de Tailandia sólo hay ríos cortos, entre los que destacan el Tapi, el Phum Duang y el Pattani. Se inundan regularmente durante el monzón del noreste, es decir, en invierno.
Los lagos más importantes son el lago Songkhla, el Nong Han, el lago Phayao y el Bueng Boraphet.

### Geomorfología
La zona de la actual Tailandia estuvo cubierta por un mar poco profundo entre el Paleozoico y el Jurásico Superior. El primer pliegue norte-sur se produjo en la misma época. Entre el Mesozoico y el Terciario medio se produjo una intensa meteorización de la superficie con escasa actividad tectónica. El resultado son montañas de arenisca con mesetas y paisajes cársticos en forma de torre. En la época más reciente, a partir del Terciario joven, comenzó la colisión de la placa indio-australiana con la continental euroasiática-china. El plegamiento y el levantamiento se produjeron con la formación simultánea de cadenas montañosas de tendencia norte-sur con relieves de valles de muesca y llanuras intramontanas. Las llanuras de levantamiento que desde entonces han sido formadas por depósitos sedimentarios son importantes para el asentamiento.

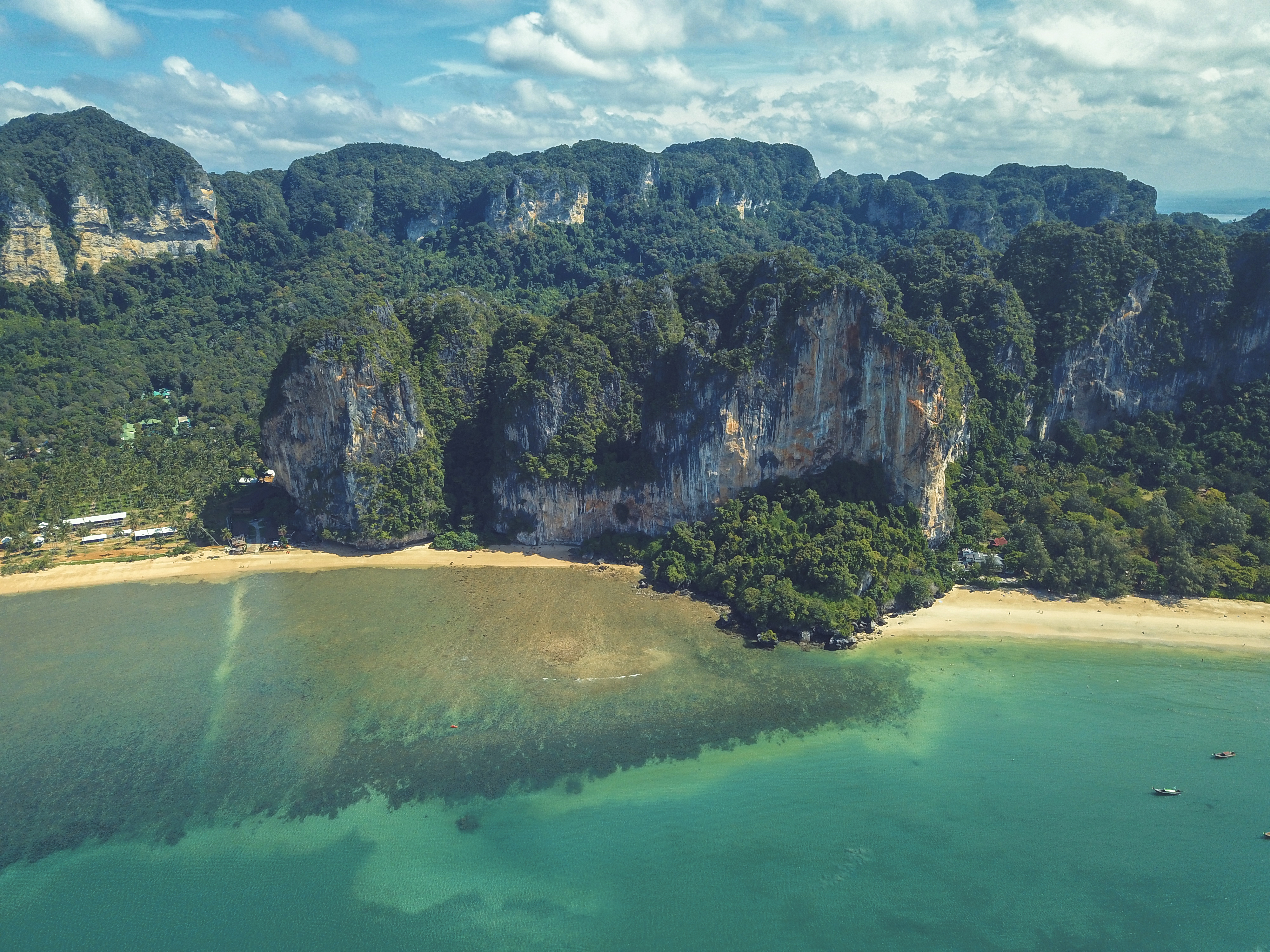
Acantilados en la provincia de Krabi

En ellos predominan los fluvisoles, que se utilizan intensamente para el cultivo de arroz en húmedo y, por tanto, se han transformado en gran medida en antrosoles. Los ferrosoles, plinthosoles y acrisoles se encuentran en las zonas de la grupa, que dejan de ser productivas pocos años después de ser desbrozadas. En las laderas predominan los acrisoles y cambisoles, muy propensos a la erosión.

### Contaminación
Las principales fuentes de contaminación son el tráfico de automóviles y las industrias que utilizan carbón. La normativa vigente no se respeta y la represión de las infracciones sigue siendo débil. La contaminación atmosférica reduce la esperanza de vida de los tailandeses en cuatro años. La contaminación del aire ha aumentado un 23 % entre 1998 y 2019.
Tailandia multiplicó por diez las importaciones de residuos en 2018, como consecuencia de la decisión de China de detener sus propias importaciones. Los problemas medioambientales y sanitarios han aumentado como consecuencia de ello.

### Deforestación

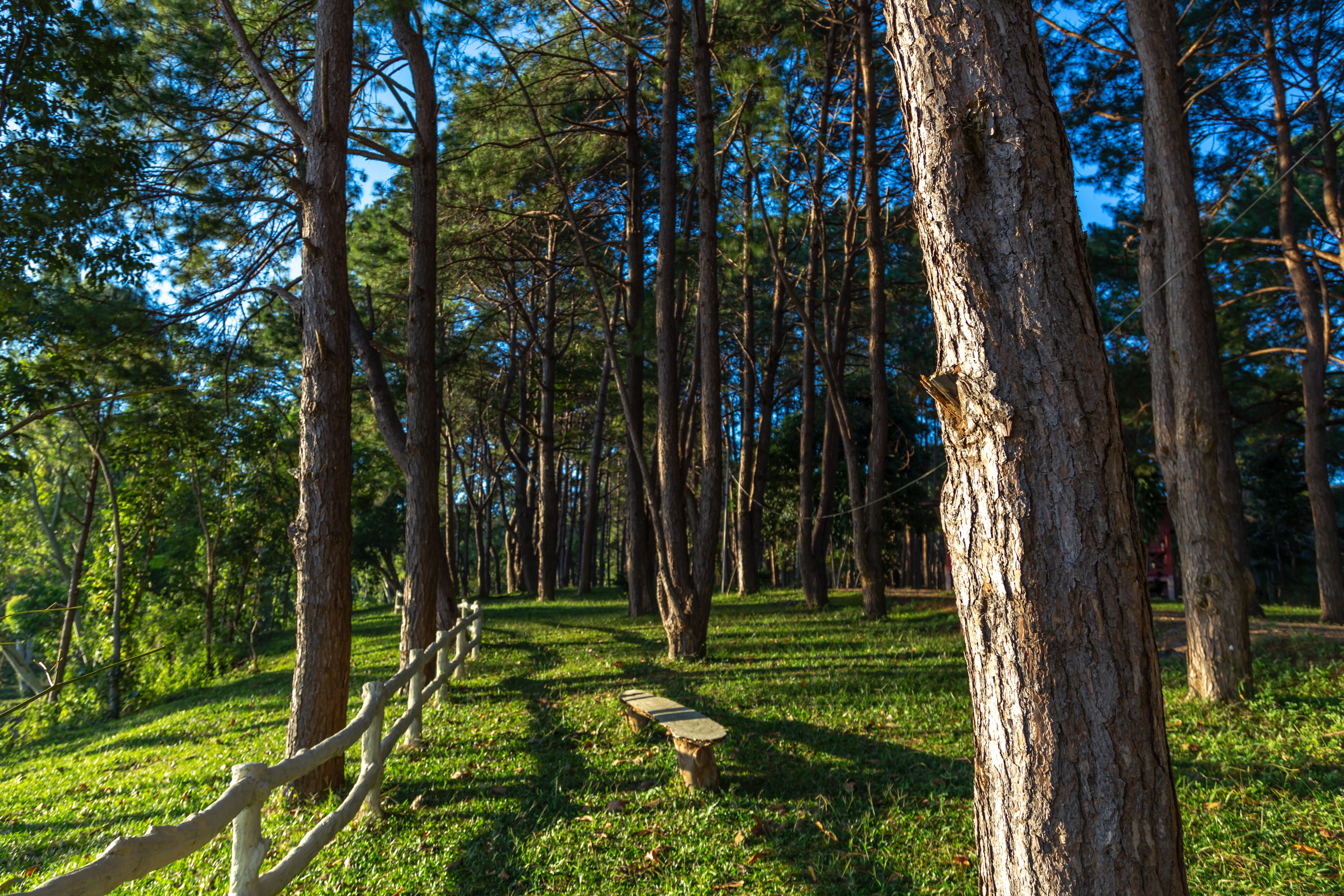
Bosque en el parque nacional Khao Kho

La deforestación en Tailandia se refiere a la conversión de sus tierras forestales a otros usos. Las cifras de deforestación son inexactas debido al alcance de la cuestión. Según el Real Departamento Forestal (RFD) en 2019, los bosques tailandeses cubren el 31,6% (102 millones de rai) de la masa terrestre de Tailandia. El departamento afirma que la cobertura forestal creció en 330.000 rai en 2018, un área equivalente en tamaño a la isla de Phuket. Un año antes, un académico afirmaba que, desde 2016, la superficie boscosa había disminuido en 18.000 rai, una mejora significativa respecto al periodo 2008-2013, cuando se perdía un millón de rai boscosas cada año. En 1975, el Gobierno se fijó el objetivo de alcanzar una cobertura forestal del 40% -25% de bosque natural y 15% de bosque comercial- en un plazo de 20 años. Para alcanzar ese objetivo en 2018, habría que forestar 27 millones de rai.
Entre 1945 y 1975, la cubierta forestal de Tailandia disminuyó del 61% al 34% de la superficie del país. En los 11 años siguientes, Tailandia perdió cerca del 28% de todos los bosques que le quedaban. Esto significa que el país perdió el 3,1% de su cubierta forestal cada año durante ese periodo. Una estimación del Fondo Mundial para la Naturaleza concluyó que, entre 1973 y 2009, el 43% de la pérdida de bosques en la subregión del Gran Mekong se produjo en Tailandia y Vietnam.

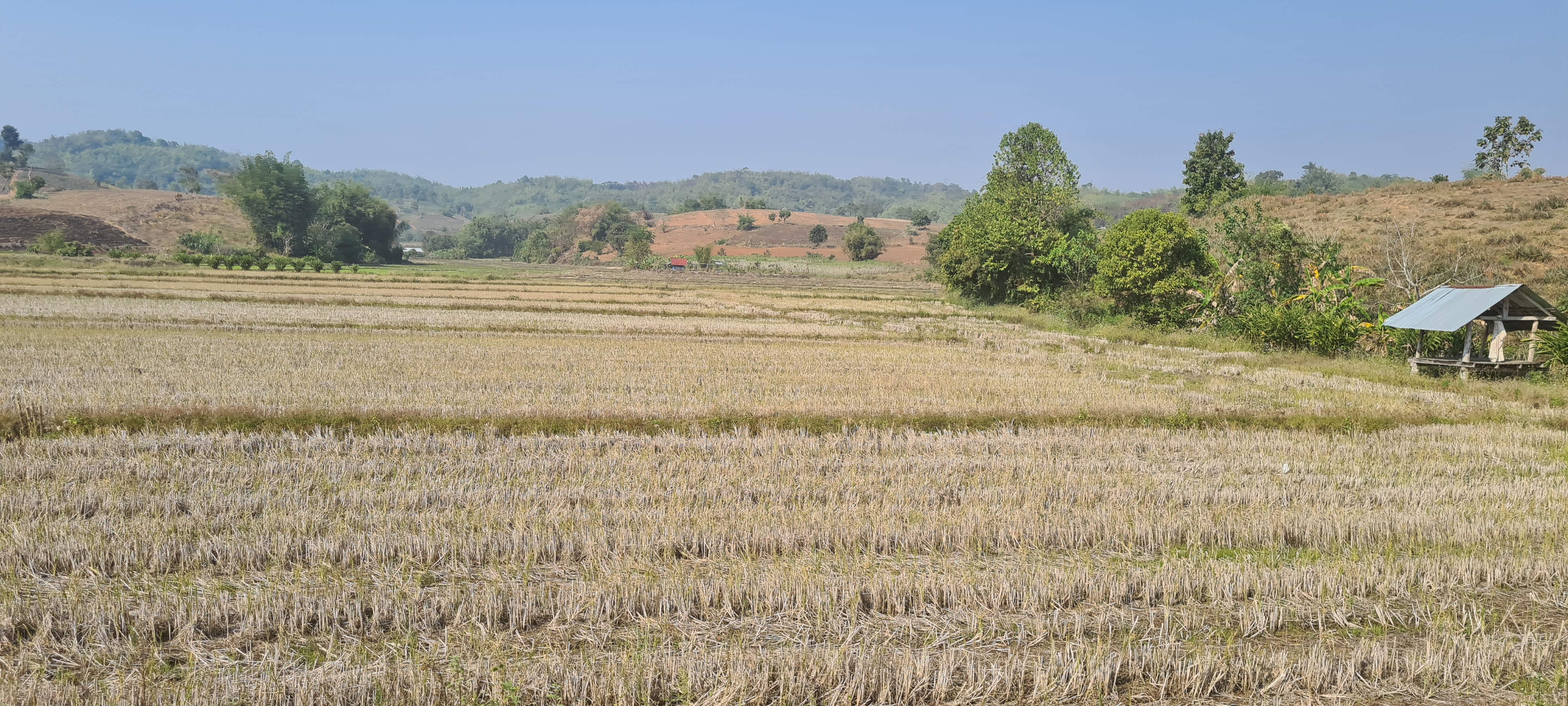
Bosque recientemente talado para la agricultura a unos kilómetros al este de Sop Ruak.

Las tierras altas del norte de Tailandia, la región más boscosa del país, no estuvieron sometidas al control y la colonización del gobierno central hasta la segunda mitad del siglo XIX, cuando las empresas madereras británicas, en particular la Bombay Burmah Trading Corporation y la Borneo Company Limited, se introdujeron en el comercio de la teca a finales de la década de 1880 y principios de la de 1890. El Departamento Forestal Real, creado en 1896 y dirigido por un guarda forestal británico hasta 1925, intentó conservar los bosques frente a las peores prácticas comerciales de las empresas madereras británicas, tailandesas y chinas que trabajaban en la región.
Durante el siglo XX, la deforestación en Tailandia se debió principalmente a la expansión agrícola, aunque la deforestación de la teca se produjo como consecuencia directa de la tala. Los activistas medioambientales y quienes viven en estrecha relación con el bosque se han referido al Real Departamento Forestal como "la muerte del bosque", ya que su fomento general de la deforestación para la tala y otras empresas agrícolas provocó la gran disminución de la cubierta forestal. Gran parte del crecimiento de las tierras de cultivo en las tierras altas de Tailandia, donde se ha producido la mayor parte de la deforestación, se debe al crecimiento y la globalización de la economía agrícola tailandesa y a la relativa escasez de tierras disponibles en las tierras bajas.

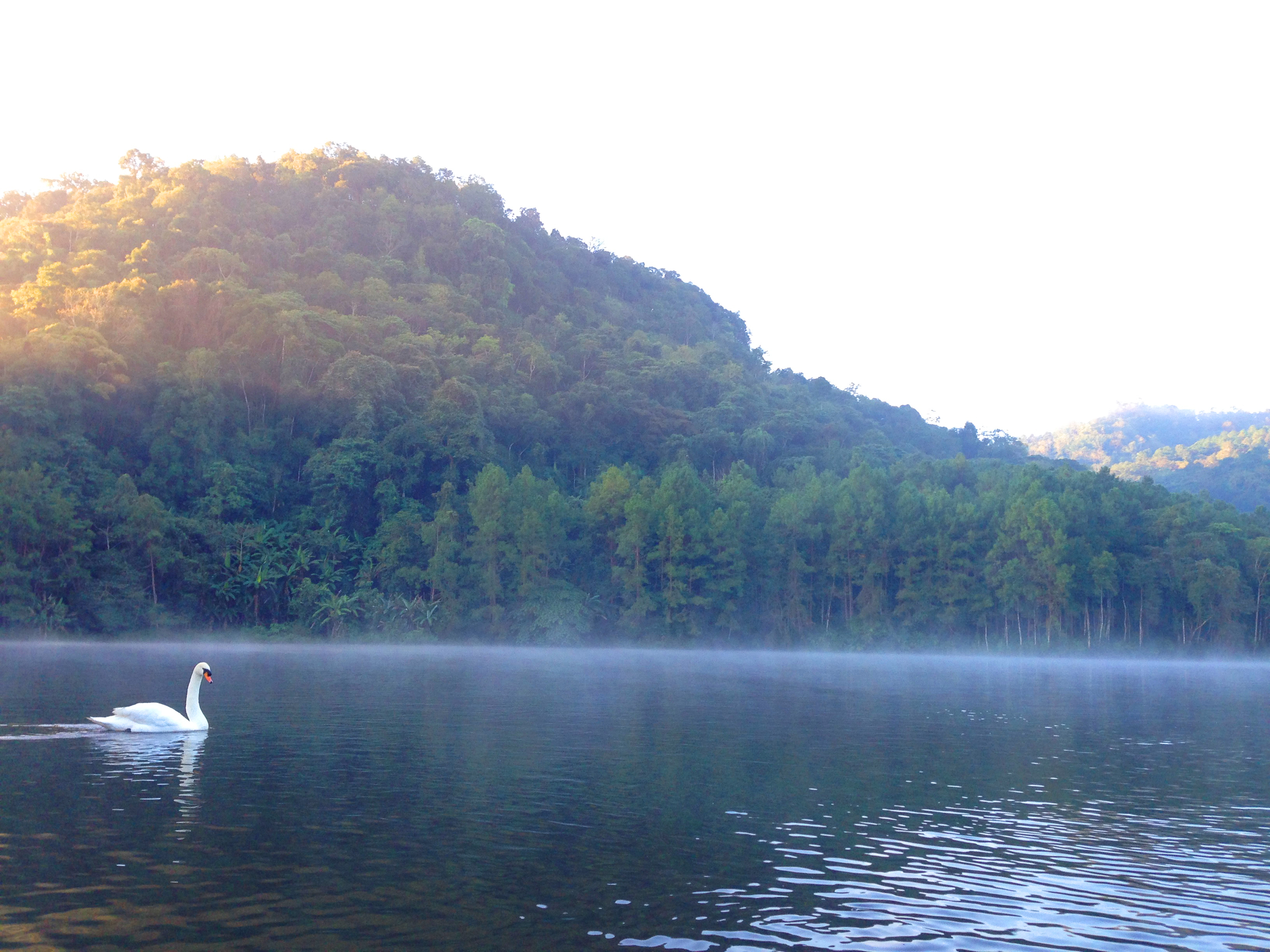
Parque forestal de Pang Ung

El gobierno tailandés, tanto a través de la legislación como de la actuación del Real Departamento Forestal, está empezando a hacer hincapié en la restauración de los bosques mediante una combinación de políticas que buscan la reserva de las tierras forestales existentes para su conservación y la promoción de plantaciones de árboles para contribuir a aumentar la cubierta forestal. En particular, las políticas del país encaminadas a la conservación y mejora de los bosques de las tierras altas han entrado en conflicto con las comunidades de las tierras altas, cuyos medios de vida y prácticas agrícolas tradicionales se han visto muy afectados. Además, un grupo de monjes budistas del país, conocidos como "monjes ecologistas", participan cada vez más en actividades que promueven la conservación del medio ambiente y la protección de los bosques originales.

## Economía
La riqueza combinada de las 50 personas más ricas de Tailandia supera los 160.000 millones de dólares en 2019. Los beneficios del crecimiento y la industrialización de las últimas décadas han sido captados principalmente por la aristocracia tradicional y las nuevas élites económicas y financieras. Según el informe de Credit Suisse de 2018 sobre la distribución de la riqueza mundial, el 1 % de la población posee el 66,9 % de la riqueza del país. Las estrategias de bajo salario y alto beneficio, así como la desinversión del Estado hacia el campo, han provocado una división rural-urbana y la exclusión de sectores enteros de la sociedad que se enfrentan al éxodo, la masificación del sector informal, la falta de protección social o las dificultades de acceso a la educación y los servicios básicos.

### Agricultura

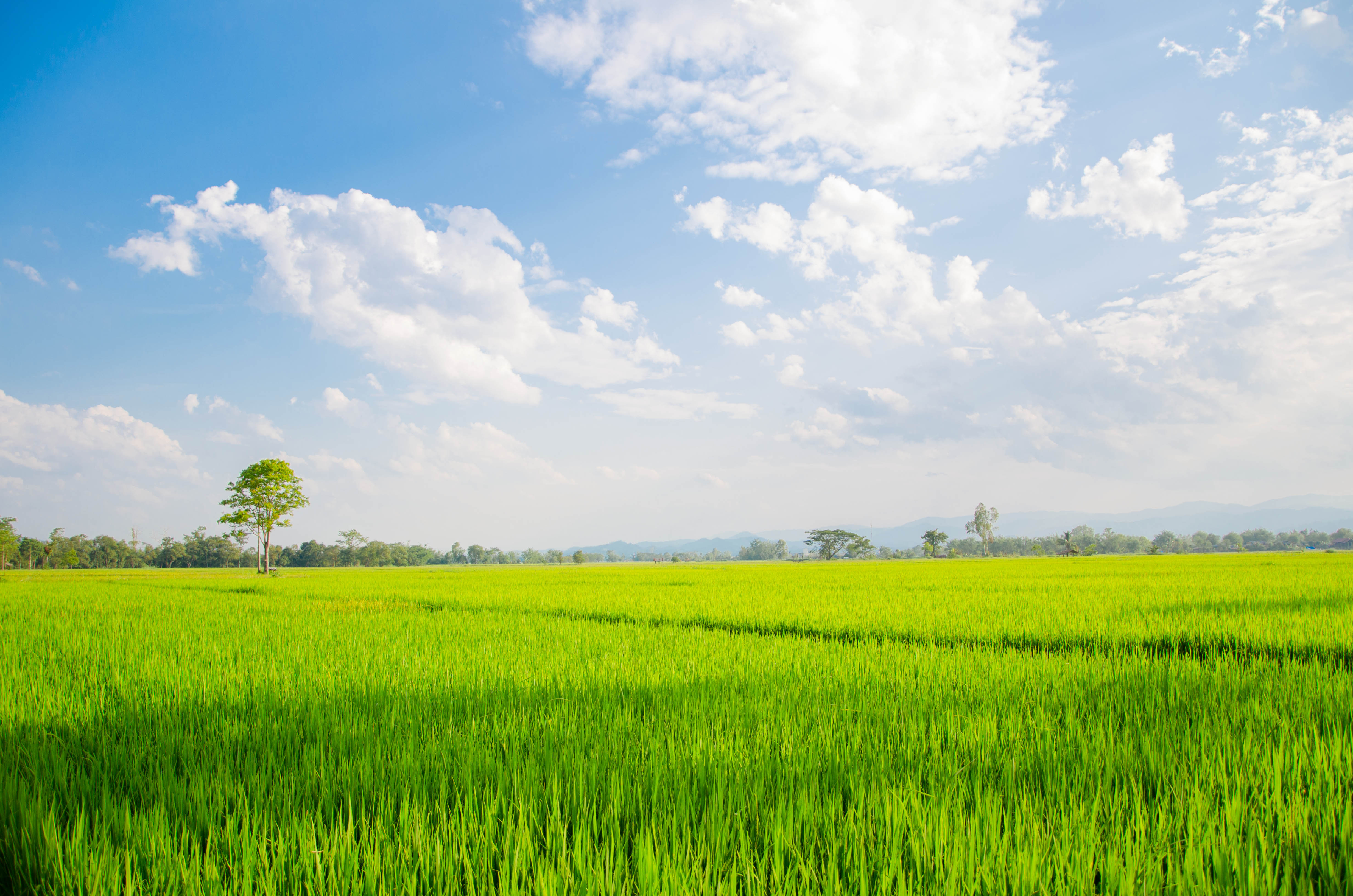
Tailandia es el mayor exportador de arroz del mundo.

La participación de la agricultura en el PIB tailandés ha disminuido rápidamente en las últimas décadas y actualmente no se cifra más que en un 12 %. La agricultura todavía representa más del 25 % del total de los ingresos de exportación, pero la productividad de la mano de obra es relativamente baja y el sector sigue contribuyendo con el 46 % del empleo total. Los productos agropecuarios constituyen el 15 % del total de las exportaciones (incluidas las invisibles), pero el porcentaje que les corresponde en las importaciones es bastante más reducido (menos del 5 %), debido sobre todo a los abundantes suministros de alimentos de producción local. En estas circunstancias, cabe esperar que un sistema de comercio mundial sin distorsiones y compatible con los principios del mercado dispense grandes beneficios a Tailandia.
El cultivo, procesado y exportado de los productos agrícolas, en especial del arroz, han sido tradicionalmente el principal sustento de la economía tailandesa. A pesar de que el país ha sido uno de los más prósperos de Asia, su dependencia del monocultivo de arroz le ha hecho muy vulnerable a la fluctuación de los precios en el mercado y la variación de cosechas. El gobierno ha llevado a cabo campañas para reducir en la medida de lo posible esta vulnerabilidad, instituyendo un determinado número de programas de desarrollo orientados a la diversificación de la economía y a la promoción de métodos de cultivo científicos, en particular en aquellos que consisten en el riego mediante anegación de los campos de arroz, que permiten que las cosechas sean más o menos estables incluso durante años de sequía.

### Ganadería

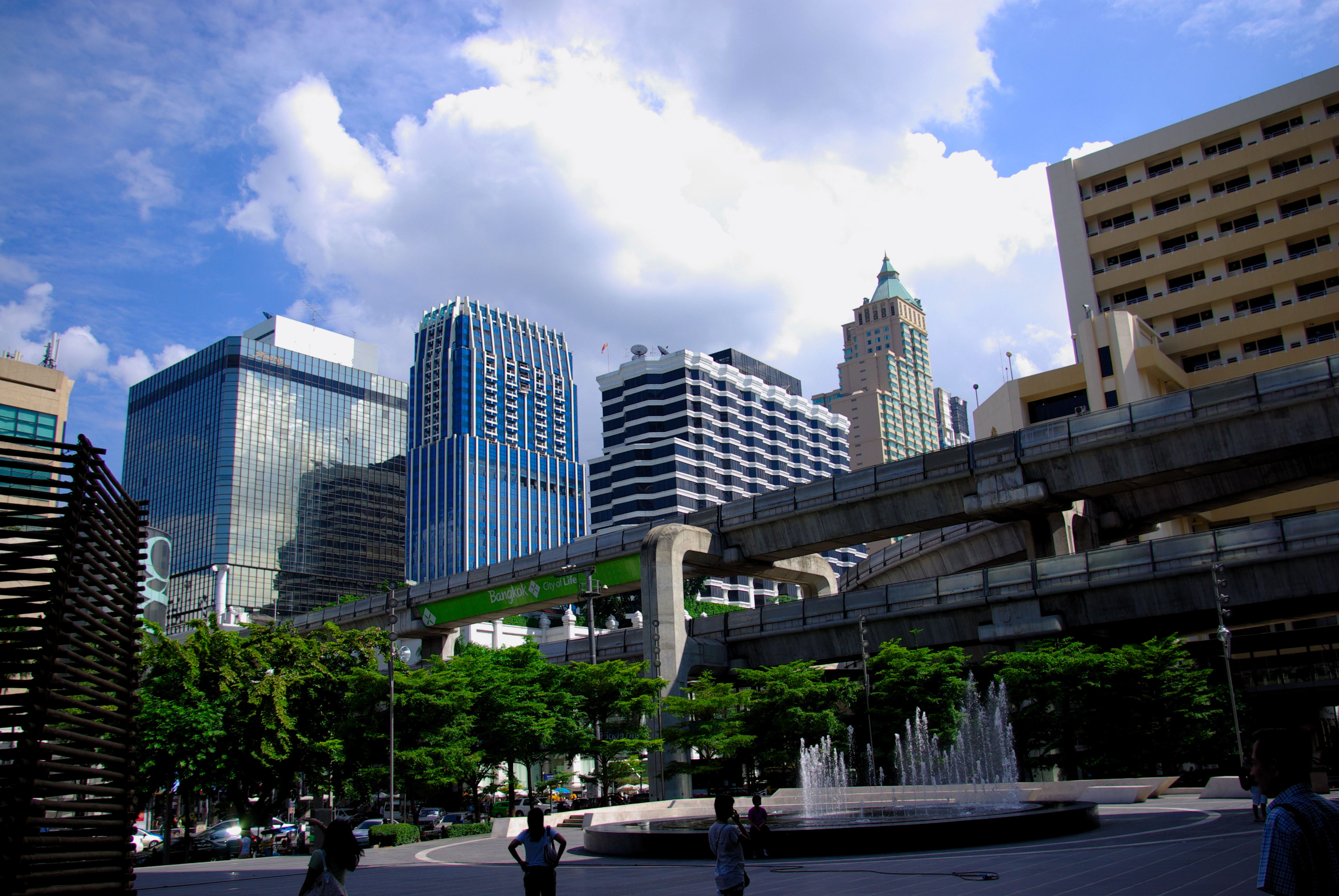
Ruta de divergencia de BTS en el centro comercial Central World.

En Tailandia, está prohibida la exportación de cerdo al extranjero, a pesar de ser uno de los mayores exportadores de alimentos en Asia. En Tailandia, los principales productos ganaderos, provienen de patos, cerdos, bueyes, y vacas.

### Pesca
Los lugares más importantes de pesca en el país, son, además del mar de Andamán y el golfo de Tailandia, en el río Mekong, y en el Chiang Mai; ya mejores organizados debido a una nueva ley sacada por el gobierno tailandés para evitar los conflictos entre la pesca industrial, y la pesca de escala.
Las grandes especies de pesca de Tailandia de agua dulce son: la perca gigante, la carpa siamesa, el gigante del Mekong, el bagre y el snackhead gigante. En cuanto a las especies de mar, las especies más importantes son: alligator gar, el barbo de Java, el barbo de Hampala, el pavón, el bagre, el manglar Jack y el tambaqui.

### Trabajadores a domicilio

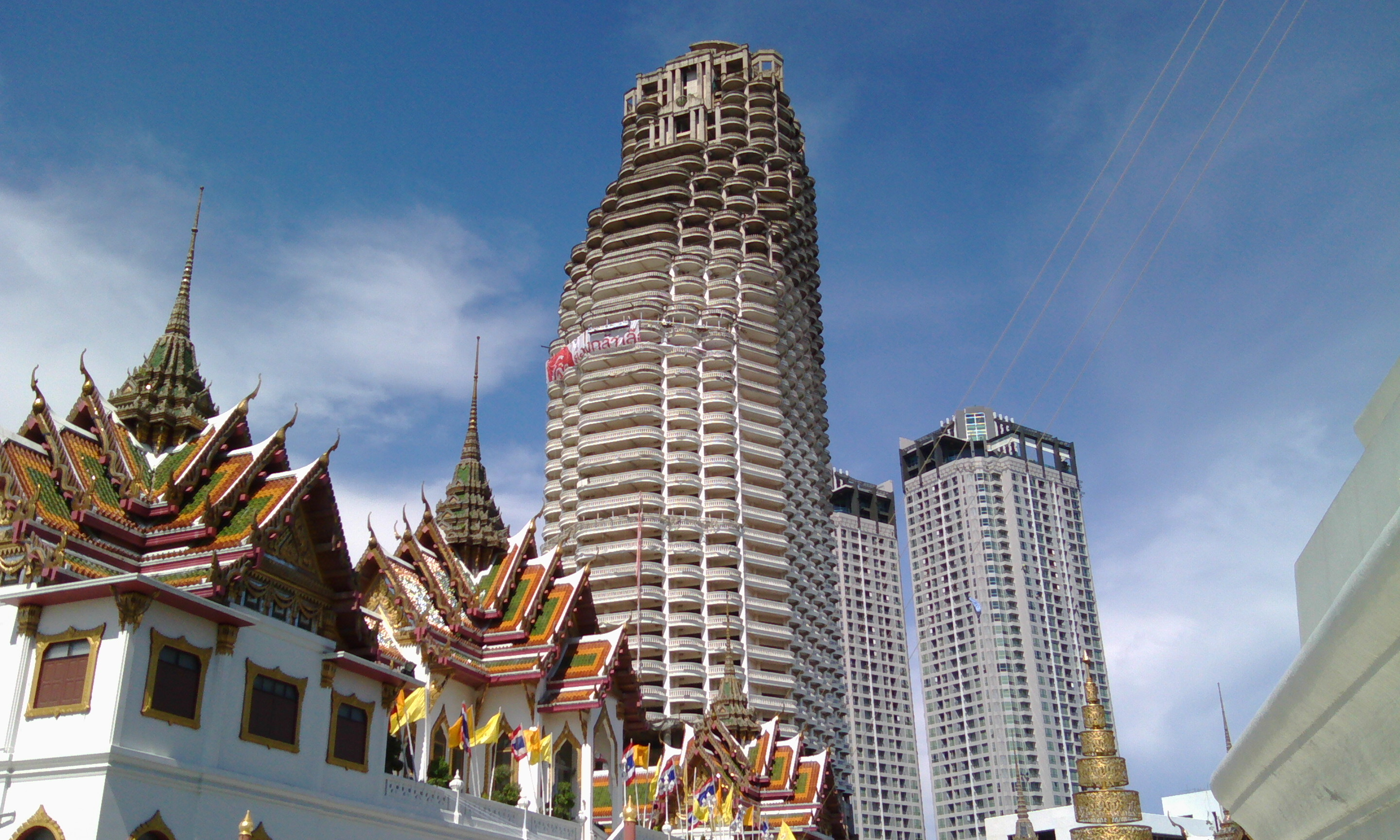
Sathorn Unique Tower, el edificio abandonado sin terminar se vio afectado por la crisis financiera asiática de 1997.

Una mención importante se debe hacer a los trabajadores a domicilio, que desde 2011 cuentan con la Ley de Protección de Trabajadores a Domicilio y una Política de Protección Social. Esta ley ha beneficiado más de 2 millones de trabajadores en Tailandia, mejorando así su calidad de vida.

### Moneda
Durante la dinastía que inauguró Rama I se introdujo un nuevo tipo de moneda llamada bala. En un principio, estas piezas consistían en trozos de plata que llevaban una contramarca real a veces acompañada por una marca llamada chakra u ojo de la diosa Vishnu. Del símbolo real existen varios punzones que permiten conocer bajo qué monarca se realizó cada contramarca. Existen monedas que están contramarcadas solo con uno de estos símbolos, pero otras presentan dos o tres símbolos a la vez. Estas curiosas contramarcas se estampaban para facilitar la circulación de las monedas extranjeras dentro del país y aumentar su valor. Se contramarcaron reales de a ocho españoles y pesos mexicanos republicanos que circularon por valor legal de 2 baht u 8 salung. También se conoce una contramarca del siglo XIX que fue empleada en Bangkok por un cambista de monedas y ensayador de metales llamado Yong Kim.
La moneda de Tailandia es el baht, que tiene una equivalencia de 100 stang, en euros, (€) de 0,0233 €. y en dólares americanos es de 0.03 $ aunque el valor del baht varía constantemente en el mercado de divisas, siendo además la única divisa aceptada dentro del país.
 

Tailandia es uno de los países asiáticos con mayor proporción de deuda de los hogares en relación con el PIB, sólo por detrás de Corea del Sur y Hong Kong. Uno de cada tres tailandeses está sobreendeudado. 

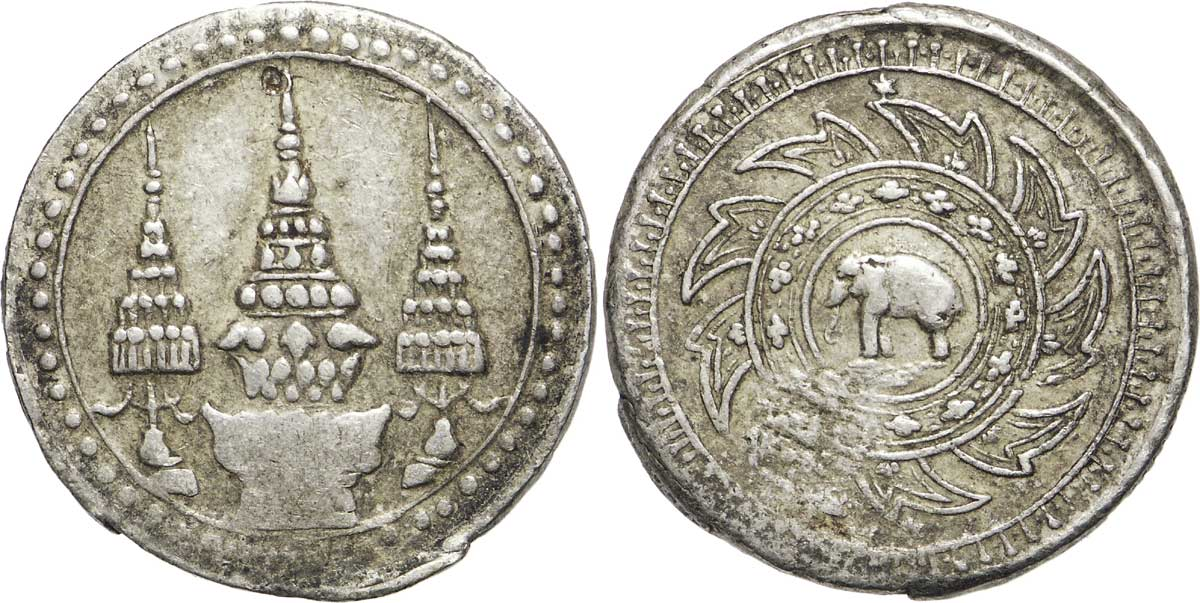
Siam, reinado de Rama IV, 1 salung de plata (1/4 baht) con motivos de templo y elefante (1869).

En Tailandia, a lo largo de su historia, ha habido varias fechas para la creación de cada moneda actual, y otras que ya se han extinguido:
- 1874-1882: 0.5 pai.
- 1876-1925: 1 salueng.(*)
- 1919-1921: 2 salueng.
- 1902-1905: 1 at.
- 1913-1996: 1 baht.(*)
- 1929: 0.5 baht.
- 1908-1996: 1 y 5 satang.(*)
- 1942-1996: 10 satang.(*)
- 1945: 20 stang.
- 1946-1996: 25 satang.(*)
- 1950-1996: 50 satang.(*)
- 1972-1995: 5 baht.(*)
- 1988-1996: 10 baht.

(*) Ha tenido varios modelos a lo largo de su historia

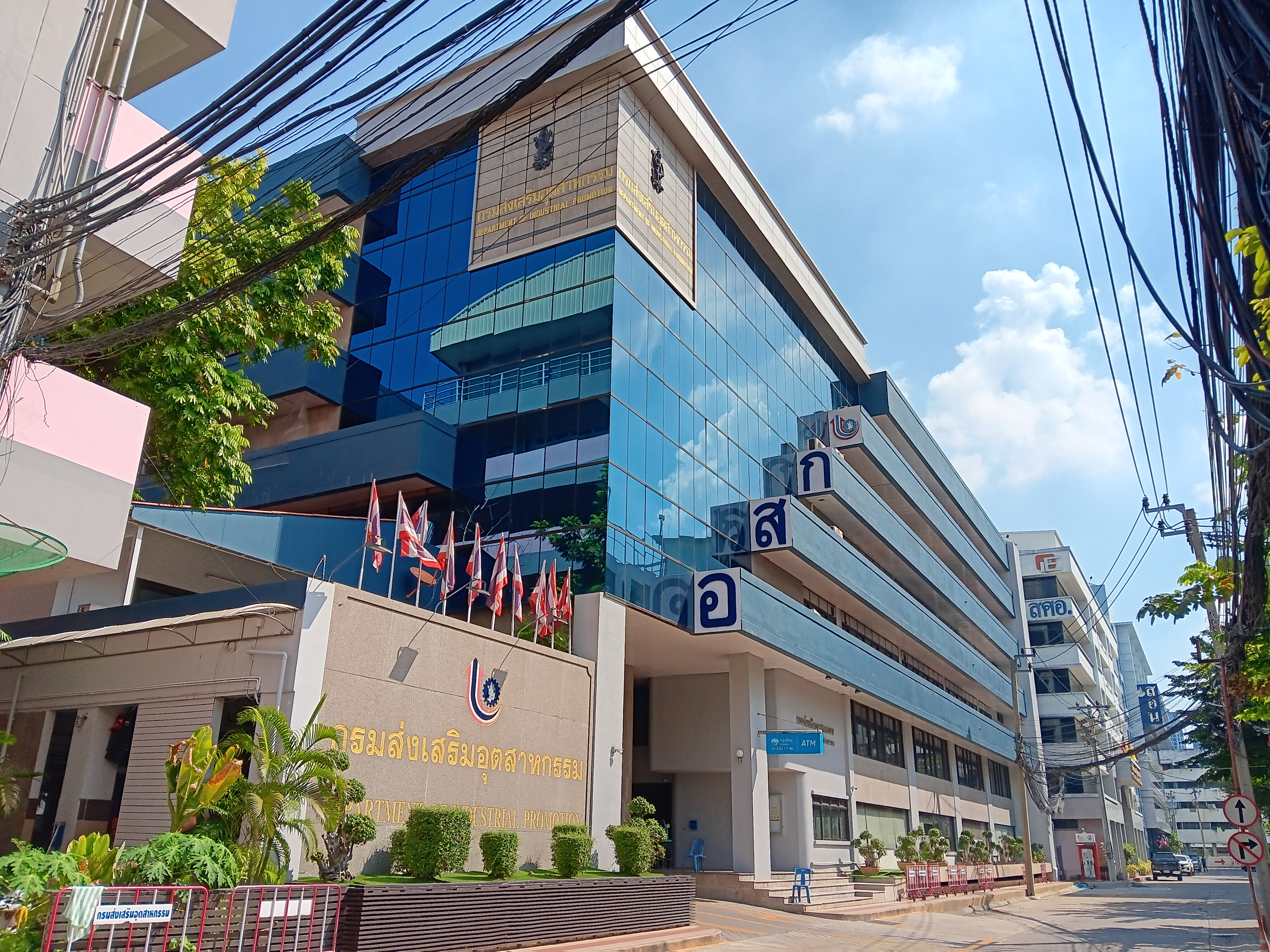
Sede del Ministerio de Industria de Tailandia

### Exportaciones y manufacturas
La economía de Tailandia depende en gran medida de las exportaciones, que representan más de dos tercios del producto interior bruto (PIB). Tailandia exporta anualmente bienes y servicios por valor de más de 105.000 millones de dólares. Entre las principales exportaciones se encuentran los automóviles, las computadoras, los electrodomésticos, el arroz, los textiles y el calzado, los productos pesqueros, el caucho y la joyería.
Las industrias más importantes son las de electrodomésticos, componentes, componentes informáticos y vehículos. La recuperación de Tailandia tras la crisis financiera asiática de 1997-1998 dependió principalmente de las exportaciones, entre otros factores. En 2012, la industria automovilística tailandesa era la mayor del sudeste asiático y la novena del mundo. La industria tailandesa tiene una producción anual de cerca de 1,5 millones de vehículos, en su mayoría vehículos comerciales.
La mayoría de los vehículos construidos en Tailandia son desarrollados y autorizados por productores extranjeros, principalmente japoneses y estadounidenses. La industria automovilística tailandesa aprovecha la Zona de Libre Comercio de la ASEAN (AFTA) para encontrar un mercado para muchos de sus productos. Ocho fabricantes, cinco japoneses, dos estadounidenses y Tata de la India, producen camionetas en Tailandia. A partir de 2012, debido a su fiscalidad favorable para las camionetas de 2 puertas, de sólo el 3-12 % frente al 17-50 % del turismo, Tailandia fue el segundo mayor consumidor de camionetas del mundo, después de EE. UU. En 2014, las camionetas representaron el 42 % de todas las ventas de vehículos nuevos en Tailandia.

### Turismo
En la actualidad, Tailandia sigue siendo uno de los destinos turísticos más populares del mundo, bien considerado por la calidad y variedad de sus atractivos turísticos, por ser un lugar de compras de primera clase, por el valor de sus productos y la relación calidad-precio, además de por sus servicios. A pesar de mantener en los últimos años una tasa de crecimiento económico inferior a otros países de la región, confía en el turismo como una de sus bazas económicas, junto con la inversión pública y las exportaciones.
El país se ha caracterizado por las ruinas, templos y se destaca mucho la cultura milenaria.
En Tailandia hay siete lugares conocidos como las "Siete Maravillas de Tailandia", y son las siguientes: Thainess, la Tierra de los Tesoros y la Historia, las playas, el entorno natural tailandés, el País de la Sonrisa Saludable, las tendencias tailandesas a su cultura y los festivales internacionales de Tailandia.
El turismo en Tailandia constituye alrededor del 6 % de la economía nacional. Tailandia fue el país más visitado en el sudeste asiático en 2013, según la Organización Mundial del Turismo. La prostitución y el turismo sexual también forman parte de facto de la economía del país. Con un medio cultural combinado con la pobreza y la tentación del dinero fácil han causado que la prostitución y el turismo sexual se hayan convertido en un medio de subsistencia para muchos jóvenes. Dada la situación, eso ha hecho florecer el turismo sexual como una cultura de servicio dentro del turismo interno y externo de Tailandia. Una estimación publicada en 2003 colocó el comercio sexual con 4300 millones de dólares por año de ganancias, que es aproximadamente el 3 % de la economía tailandesa. Según las investigaciones de la Universidad de Chulalongkorn, la economía ilegal (crimen organizado) y la prostitución en Tailandia, en el período comprendido entre 1993 y 1995, representó alrededor de 2,7 % del PIB. Se cree que al menos el 10 % de los dólares de todos los turistas se gastan en el comercio sexual.
Tailandia se ubica en el quinto destino de turismo de salud más grande del gasto de turismo médico entrante a nivel mundial, según la última investigación realizada por el Consejo Mundial de Viajes y Turismo. El país también es el número uno de Asia. El país está a la vanguardia de la práctica cada vez mayor de la cirugía de reasignación de sexo (SRS). La estadística tomada de 2014 ilustra la industria del turismo médico del país que atrae a más de 2.5 millones de visitantes por año. En 2017 y 2018, Tailandia vio 2,4 millones y 2,5 millones de turistas médicos, respectivamente, con datos que muestran que las formas más modernas de cirugía estética están creciendo en popularidad. En 1985-1990, solo el 5 % de los pacientes transexuales extranjeros visitaron Tailandia para someterse a una cirugía de reasignación de sexo. En años más recientes, 2010-2012, más del 90 % de los visitantes viajaron a Tailandia para SRS.

### Ciencia y tecnología
En los tiempos modernos, los científicos tailandeses han hecho muchas contribuciones significativas en diversos campos de estudio. Por ejemplo, en química, Krisana Kraisintu, conocida como la "farmacéutica gitana", desarrolló una de las primeras combinaciones genéricas de dosis fijas de antirretrovirales y dedicó su vida a hacer más asequibles y accesibles los medicamentos. Sus esfuerzos han salvado innumerables vidas en África, y ahora GPO-VIR ha sido elegido por la Organización Mundial de la Salud como el primer régimen de tratamiento para los pacientes de VIH/sida en los países pobres.

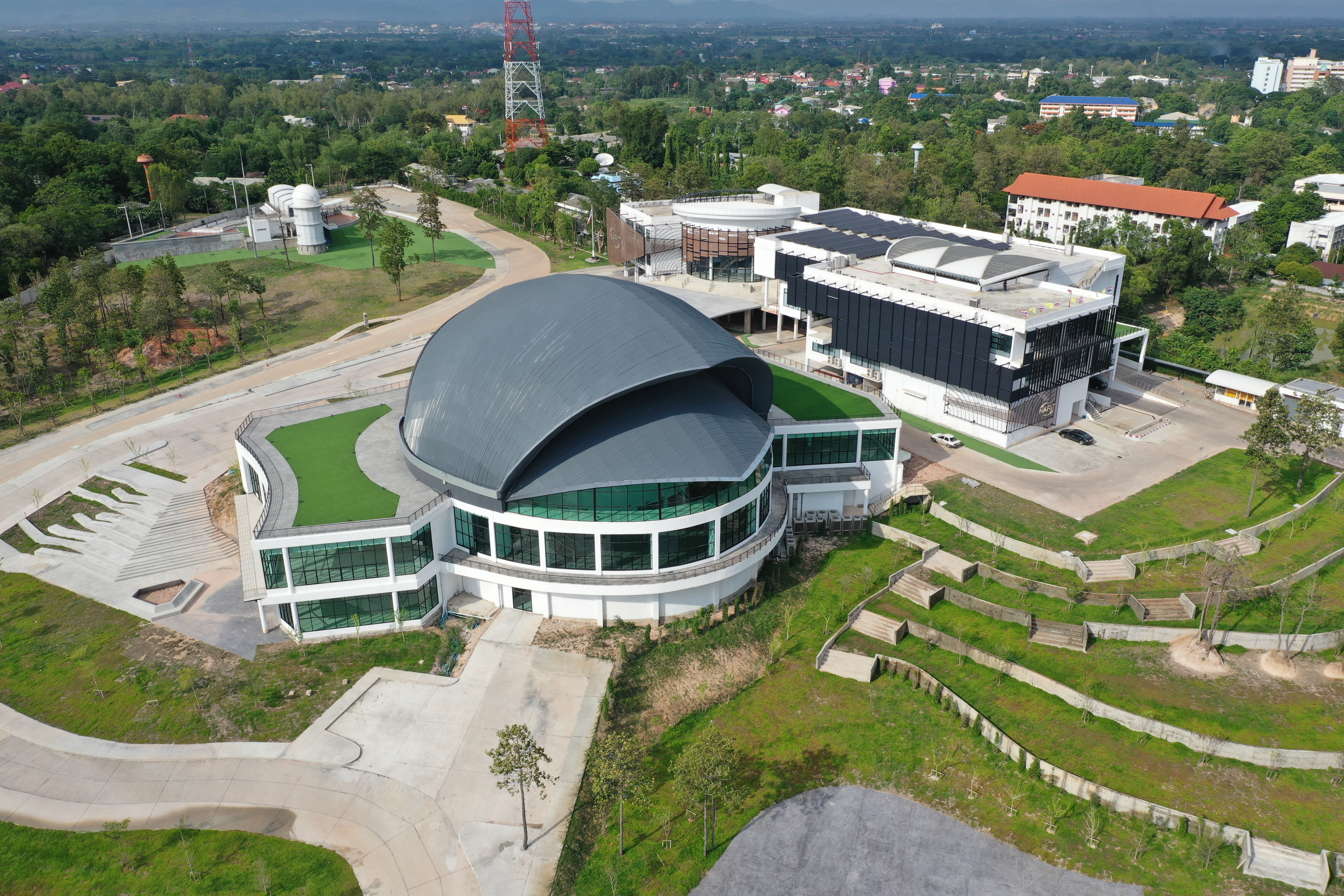
Parque Astronómico Sirindhorn, provincia de Chiang Mai

 En Tailandia, este medicamento (GPO-VIR) se utiliza en el programa nacional de tratamiento del VIH/sida, por lo que es gratuito para 100.000 pacientes. Mientras que Pongrama Ramasoota, descubrió la producción de anticuerpos monoclonales humanos terapéuticos contra el virus del dengue y el primer medicamento del mundo contra la fiebre del dengue, incluye el desarrollo de vacunas de ADN para el dengue y el parvovirus canino.
Tailandia también ha realizado importantes avances tecnológicos en el desarrollo de la robótica médica. Los robots médicos se han utilizado y promovido en Tailandia en muchos ámbitos, como la cirugía, el diagnóstico, la rehabilitación y los servicios, y su uso ha ido en aumento. como, por ejemplo, un robot para el cuidado de ancianos hecho por un fabricante tailandés que las residencias de ancianos japonesas están utilizando ampliamente. En el ámbito de la cirugía, en 2021, el equipo "BART LAB" de la Universidad de Mahidol investigó con éxito la invención de la cirugía asistida por robot (cirugía mínimamente invasiva).
En 2019, el Departamento de Servicios Médicos dio a conocer el robot tailandés creado para ayudar a los cirujanos en la cirugía cerebral de pacientes afectados por la epilepsia. ya en 2017, el Hospital Ramathibodi, un importante hospital gubernamental de Bangkok y una reputada escuela de medicina, realizó con éxito la primera cirugía cerebral asistida por un robot en Asia. Para la rehabilitación y los robots de terapia, se desarrollaron para ayudar a los pacientes con lesiones en los brazos y las piernas a realizar movimientos practicados ayudados por los robots es el ganador del primer premio del Concurso de Innovación i-MEDBOT 2018 celebrado por el Centro de Excelencia de Tailandia para las Ciencias de la Vida (TCELS).

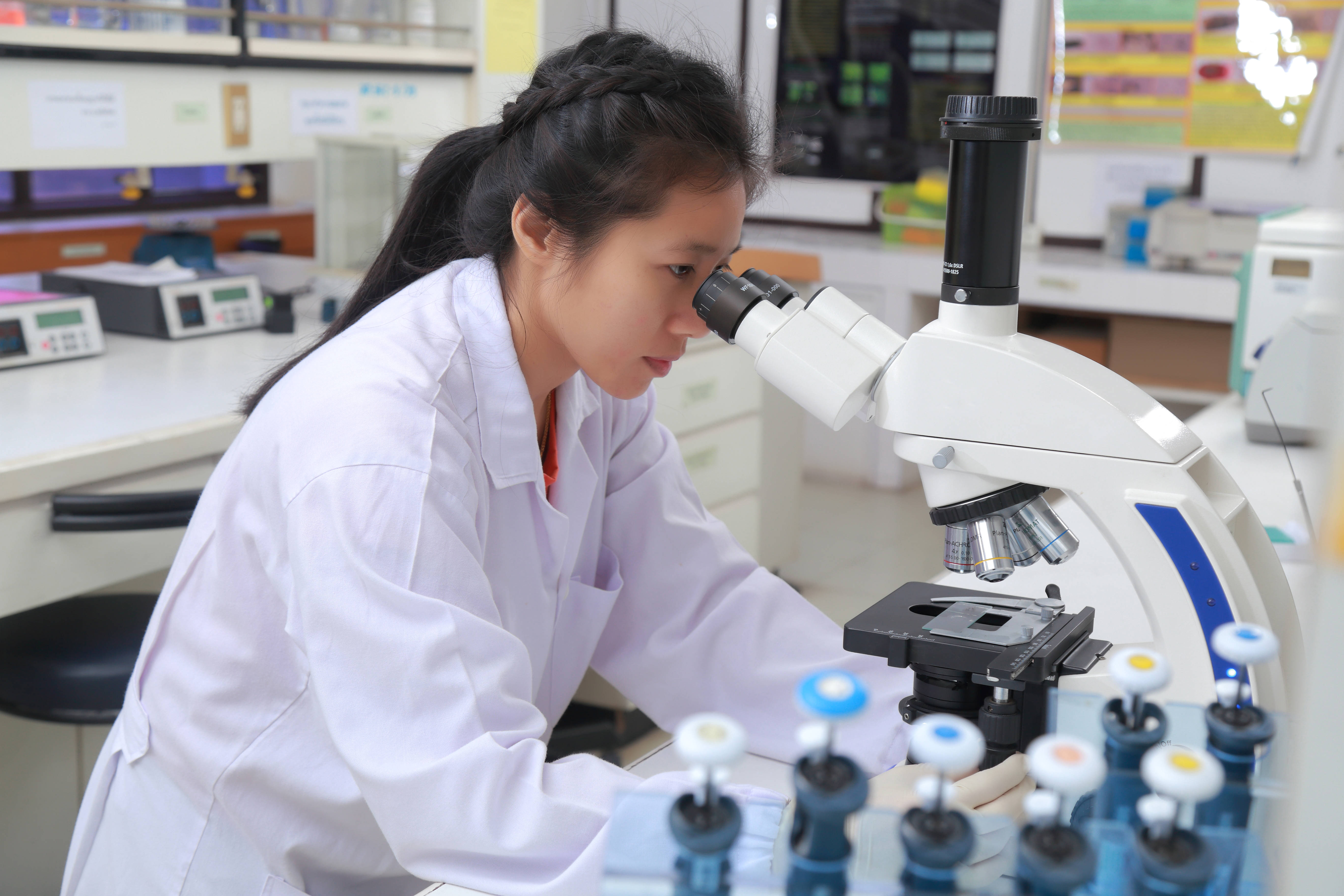
Un laboratorio en Tailandia

Según el Instituto de Estadística de la UNESCO, Tailandia dedicó el 1 % de su PIB a la investigación y el desarrollo de la ciencia en 2017. Entre 2014 y 2016, la mano de obra de investigación y desarrollo en Tailandia aumentó de 84 216 personas a 112 386. Tailandia ocupó el puesto 41 en el Índice Global de Innovación de la Organización Mundial de la Propiedad Intelectual en 2024, mientras que en 2021, 2022 y 2023 obtuvo el lugar 43. El gobierno tailandés está desarrollando nuevos polos de crecimiento comenzando por el Corredor Económico Oriental de Innovación (EECi) para acelerar el desarrollo de los recursos humanos y la investigación. La Agencia Nacional de Desarrollo Científico y Tecnológico es una agencia del gobierno de Tailandia que apoya la investigación en ciencia y tecnología y su aplicación en la economía tailandesa.
En diciembre de 2020, con 308,35 Mbit/s, Tailandia se había convertido en el líder mundial en cuanto a velocidad de Internet de banda ancha fija, por delante de Suiza y Francia en Europa, en los puestos 5 y 8 respectivamente, y de Estados Unidos en el puesto 10 con 173,67 Mbit/s.

### Trabajadores migrantes
Tailandia acoge a unos 2,6 millones de emigrantes, principalmente de Laos, Camboya y Myanmar. Los trabajadores emigrantes se concentran en la industria manufacturera, la pesca, la construcción y el trabajo doméstico. Estos trabajos se clasifican como sucios, peligrosos y difíciles. La mayoría de los trabajadores migrantes en Tailandia cobran el salario mínimo establecido por el gobierno.

## Sistema legal y derechos de los extranjeros
El sistema jurídico de Tailandia se basa en el derecho civil, con influencias del modelo europeo continental, adaptado a las tradiciones locales. Está codificado en leyes como el Código Civil y Comercial y es administrado por un poder judicial independiente que incluye tribunales civiles, penales, laborales y de familia. Los procedimientos legales se llevan a cabo principalmente en tailandés y, para los extranjeros, comprender las normativas puede ser un reto. El sitio oficial del Tribunal Supremo de Tailandia ofrece información institucional sobre el sistema judicial del país (judiciary.go.th) y las leyes vigentes pueden consultarse en la Oficina de la Comisión de Juristas del Consejo de Estado (krisdika.go.th).
Aunque la ley tailandesa prohíbe a los extranjeros ser propietarios del terreno, existen mecanismos legales que permiten proteger sus inversiones inmobiliarias. Los extranjeros pueden adquirir un condominio bajo ciertas condiciones o establecer derechos reales como el usufructo, el derecho de superficie, o contratos de arrendamiento a largo plazo. Estos instrumentos otorgan el uso y disfrute de una propiedad sin ser titulares del terreno. Se puede consultar más sobre el usufructo en Tailandia, incluyendo su base legal y ejemplos de aplicación práctica.

## Transporte
El transporte en Tailandia es variado, y no predomina ningún medio. Los autobuses son muy utilizados para viajes de larga distancia y en Bangkok, mientras que las motos suplantan a las bicicletas en las ciudades. El transporte por carretera es el principal medio de transporte de mercancías del país. La red ferroviaria existe desde hace tiempo, pero las líneas son lentas, aunque hay planes para desplegar líneas de alta velocidad en varias partes de Tailandia. 

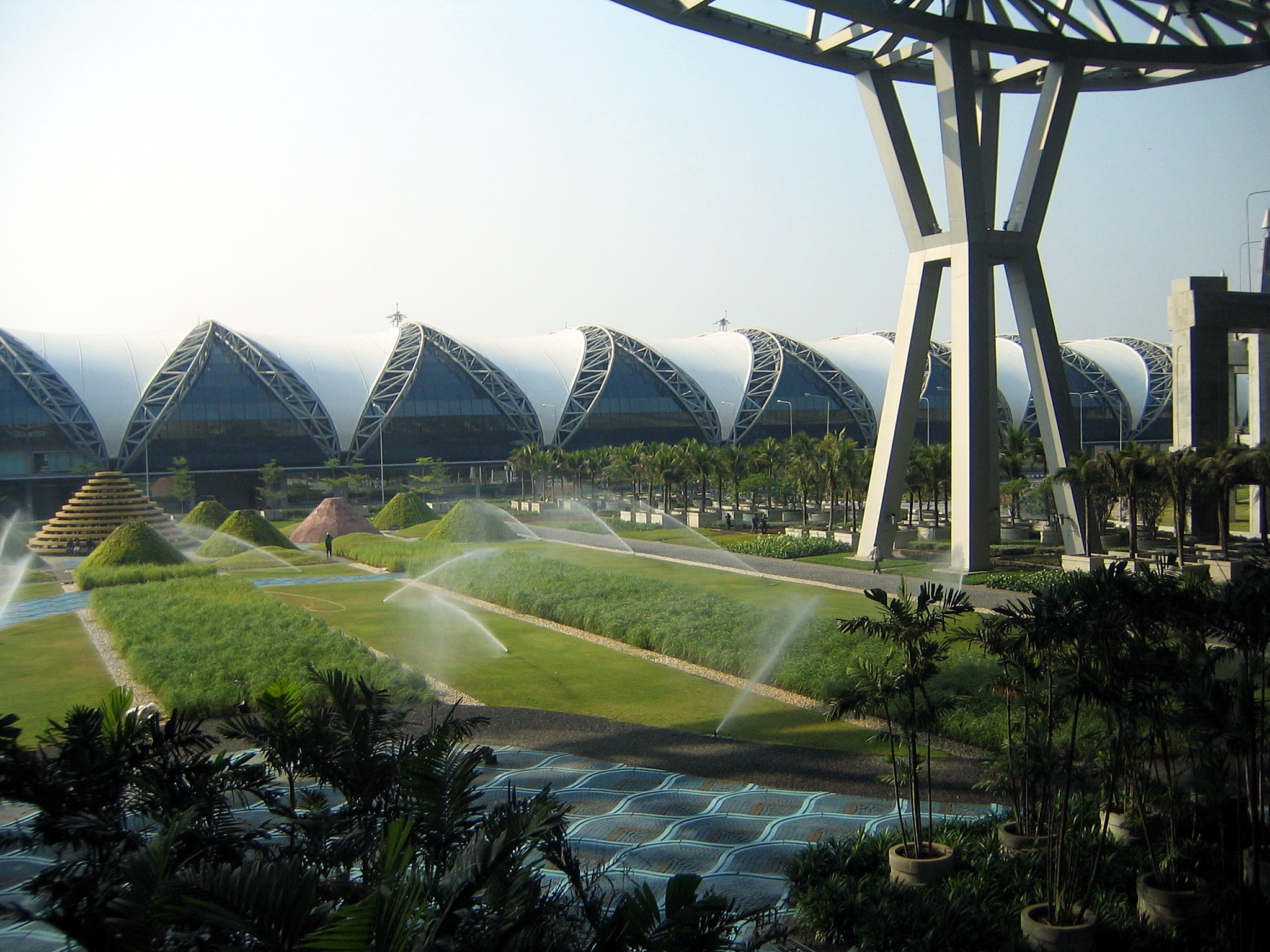
El principal aeropuerto de Tailandia es el aeropuerto de Suvarnabhumi en Bangkok

El transporte aéreo nacional se ha popularizado recientemente, con la llegada de las aerolíneas de bajo coste. En las principales ciudades, hay un servicio público de mototaxis. En Bangkok, el número de taxis en circulación es impresionante. Desde la inauguración del SkyTrain de Bangkok en 1999, el número de pasajeros diarios ha superado los 800.000 y hay varias líneas adicionales en construcción. El automóvil, cuyo rápido crecimiento ha contribuido a la congestión del tráfico de Bangkok en las dos últimas décadas, es cada vez más popular, sobre todo entre turistas, expatriados, ricos y una creciente clase media. La red de autopistas se está construyendo poco a poco. La mayoría de las vías navegables disponen de barcos u ofrecen servicios de transporte. Por último, hay varios medios de transporte especiales, como el tuk-tuk o los paseos en elefante en las zonas rurales.
La entrada internacional más importante es a través del aeropuerto internacional Suvarnabhumi que, además de ser el aeropuerto principal de Tailandia, es el más importante del Sudeste Asiático. Otros aeropuertos de menos importancia son el de Phuket, y el de Chiang Mai.
La red ferroviaria tiene una extensión de 4600 kilómetros, y conecta las principales ciudades, pueblos y centros turísticos del país, con la excepción de Phuket.

### Carreteras

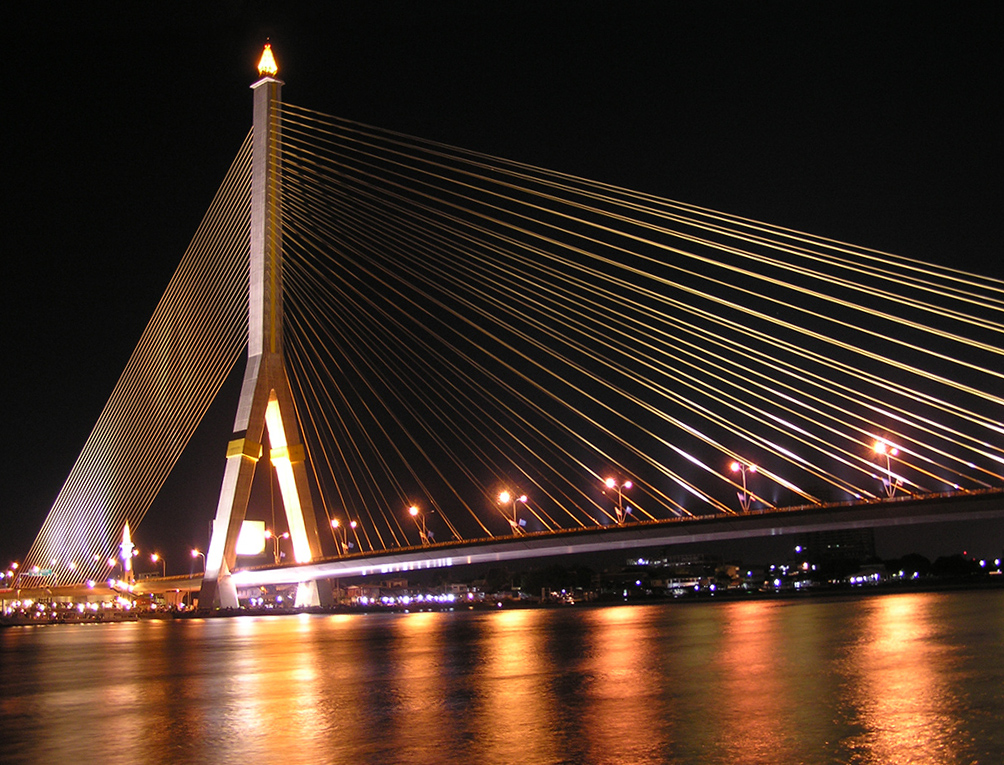
Puente del Rey Rama VIII en la noche

La red viaria tailandesa consta de unos 64.600 km de carreteras.
Las autopistas conectan toda Tailandia. Suelen estar atravesadas por pasos de peatones, separados unos 250 m en las zonas urbanas. No tienen carriles de inserción ni deceleración, sino una separación central, excepto en Bangkok, donde abundan los carriles de giro. Muchas carreteras de dos carriles se han transformado en cuatro carriles con separación central, lo que aumenta enormemente la seguridad y la velocidad.
La red de autopistas es limitada (145 km), pero el gobierno tailandés planea grandes inversiones para ampliarla.
Los autobuses son uno de los principales medios de transporte de personas y mercancías, y el más popular para viajes de larga distancia. Hay autobuses de lujo para recorridos turísticos, mientras que los urbanos o de segunda clase suelen ser viejos y estar cubiertos de pintura y anuncios.
A diferencia de sus vecinos, excepto por Malasia, en Tailandia se conduce por el lado izquierdo de la carretera.

### Ferrocarriles
La red ferroviaria tailandesa está gestionada por la empresa nacional State Railway of Thailand (SRT) en tailandés การรถไฟแห่งประเทศไทย. Esta red comprende más de 4.000 km de vías férreas.
La estación de Hua Lamphong, en el centro de Bangkok, es el punto de partida de las líneas de tren a todo el país. Las cuatro líneas principales son la red norte hasta Chiang Mai, la red noreste hasta Ubon Ratchathani y la frontera con Laos, la red este hasta Aranyaprathet en la frontera con Camboya y la red sur hasta la frontera con Malasia. La estación de Thonburi es el punto de partida de los trenes a Kanchanaburi y su famoso puente.

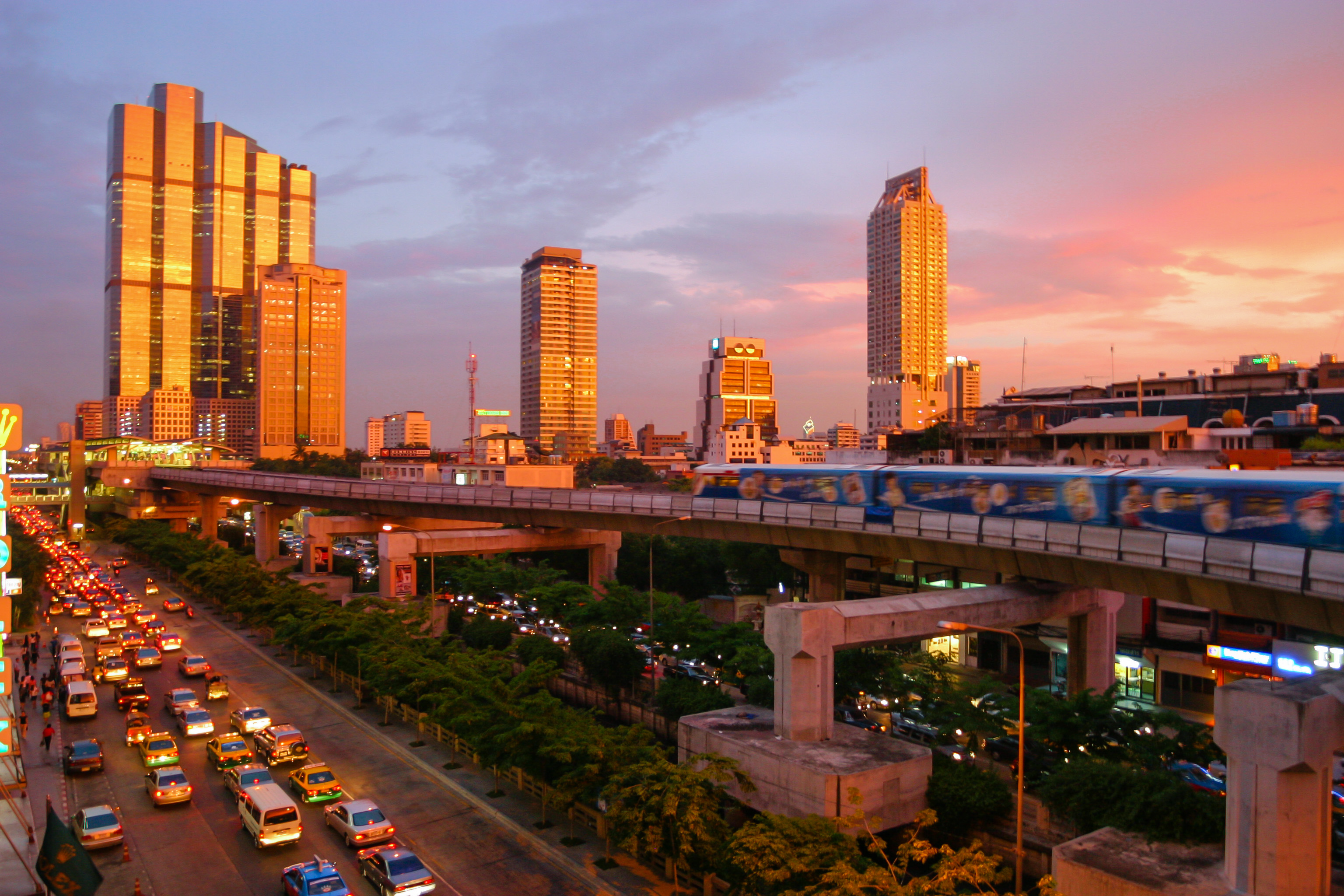
Tren en un viaducto del BTS Sky Train o Metro Aéreo de Bangkok

El tren de prestigio, el Eastern and Oriental Express, circula regularmente entre Bangkok y Singapur, y entre Bangkok y Chiang Mai cada seis meses.
Bangkok es la única ciudad del país dotada de metro (desde 1999 en su parte aérea y desde 2004 en la subterránea) y de un servicio de autobuses turísticos.

### Transporte Aéreo
El principal aeropuerto de Tailandia es el de Suvarnabhumi, en Bangkok, con más de 55 millones de pasajeros en 2017. Le siguen los aeropuertos internacionales de Don Mueang (Bangkok), Phuket y Chiang Mai.
La aerolínea nacional es Thai Airways International, fundada en 1988, con 84 destinos en 37 países en 2018. Fue una de las diez mejores aerolíneas del mundo según Skytrax ese año. Cuenta con una filial de bajo coste llamada Thai Smile. La compañía privada Bangkok Airways opera vuelos regulares desde 1986 y cuenta con tres aeropuertos en Tailandia, incluido el de Ko Samui. Atiende 12 destinos en Tailandia y 18 en el extranjero. El número de aviones de aerolíneas de bajo coste con base en Tailandia ha aumentado de 42 en 2013 a 136 en 2018. Las tres aerolíneas más importantes son AirAsia (filial de la Malasia AirAsia), Thai Lion Air (filial de la indonesia Lion Air) y Nok Air (cuyo principal accionista es Thai Airways).

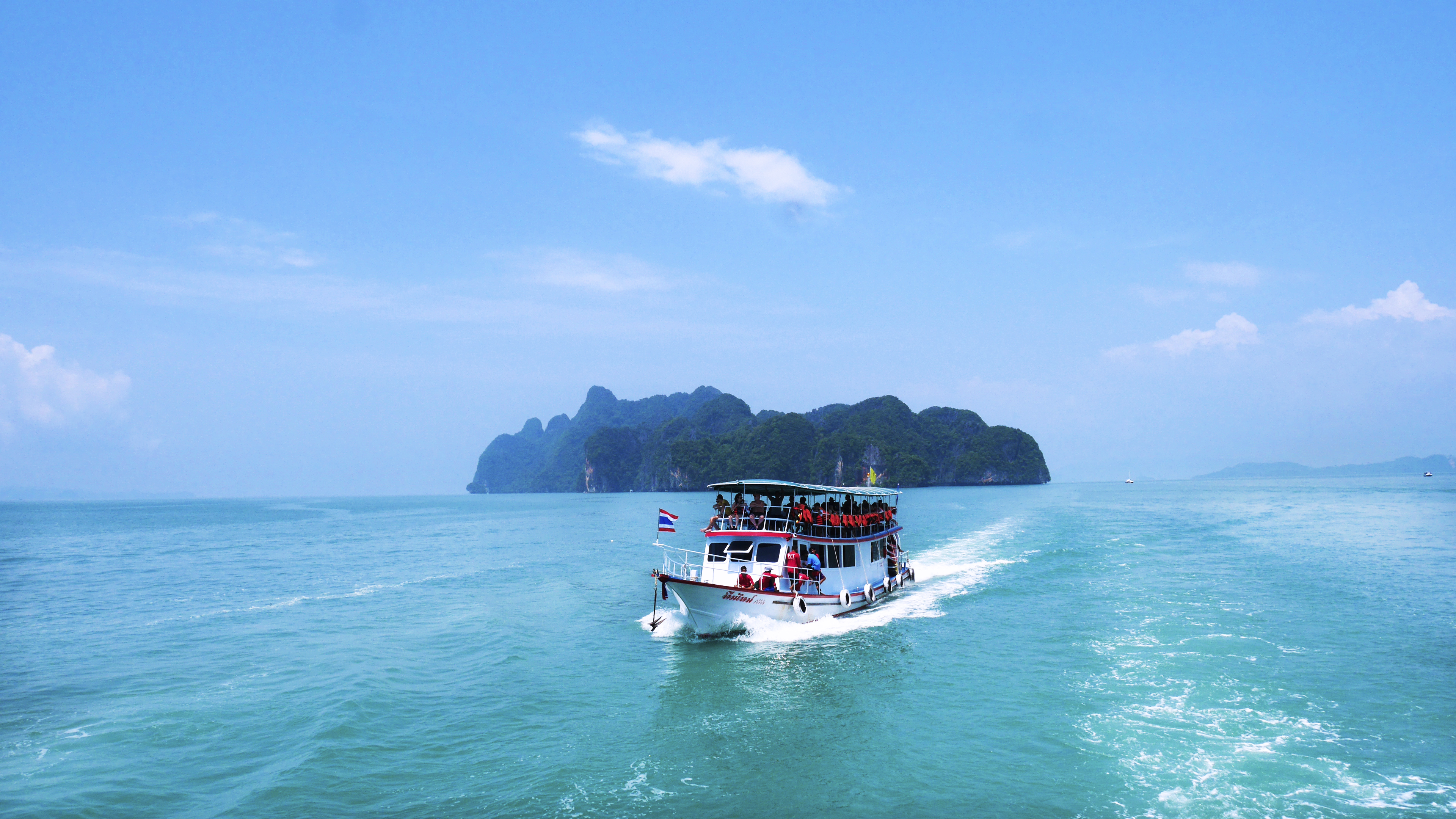
Paseo en barco por Phang-nga

### Transporte fluvial
Muchos ríos son navegables en el país, formando una red de 3.999 km. En Bangkok, el Chao Phraya es una arteria principal de comunicación por la que circulan transbordadores, taxis acuáticos y barcos tradicionales de cola larga propulsados por motores de camión.
Los transbordadores conectan cientos de islas con el continente, y también circulan por ríos navegables. Hay muchos transbordadores internacionales.

## Demografía
La población tailandesa está dominada por las etnias tai y lao, las cuales forman las tres cuartas partes de la población. Existe también una amplia comunidad china, que históricamente ha jugado un papel muy significativo en la economía tailandesa. Otros grupos étnicos incluyen a los malayos en el sur, los mon, los jemer y varias tribus indígenas de las montañas. Alrededor del 95% de los tailandeses son budistas de la tradición theravada, pero también existen minorías de musulmanes, cristianos e hindúes. El idioma tailandés es la lengua nacional de Tailandia, escrita con su propio alfabeto, a pesar de la existencia de dialectos étnicos y regionales; y a pesar también de que el inglés es ampliamente enseñado en las escuelas.

### Educación

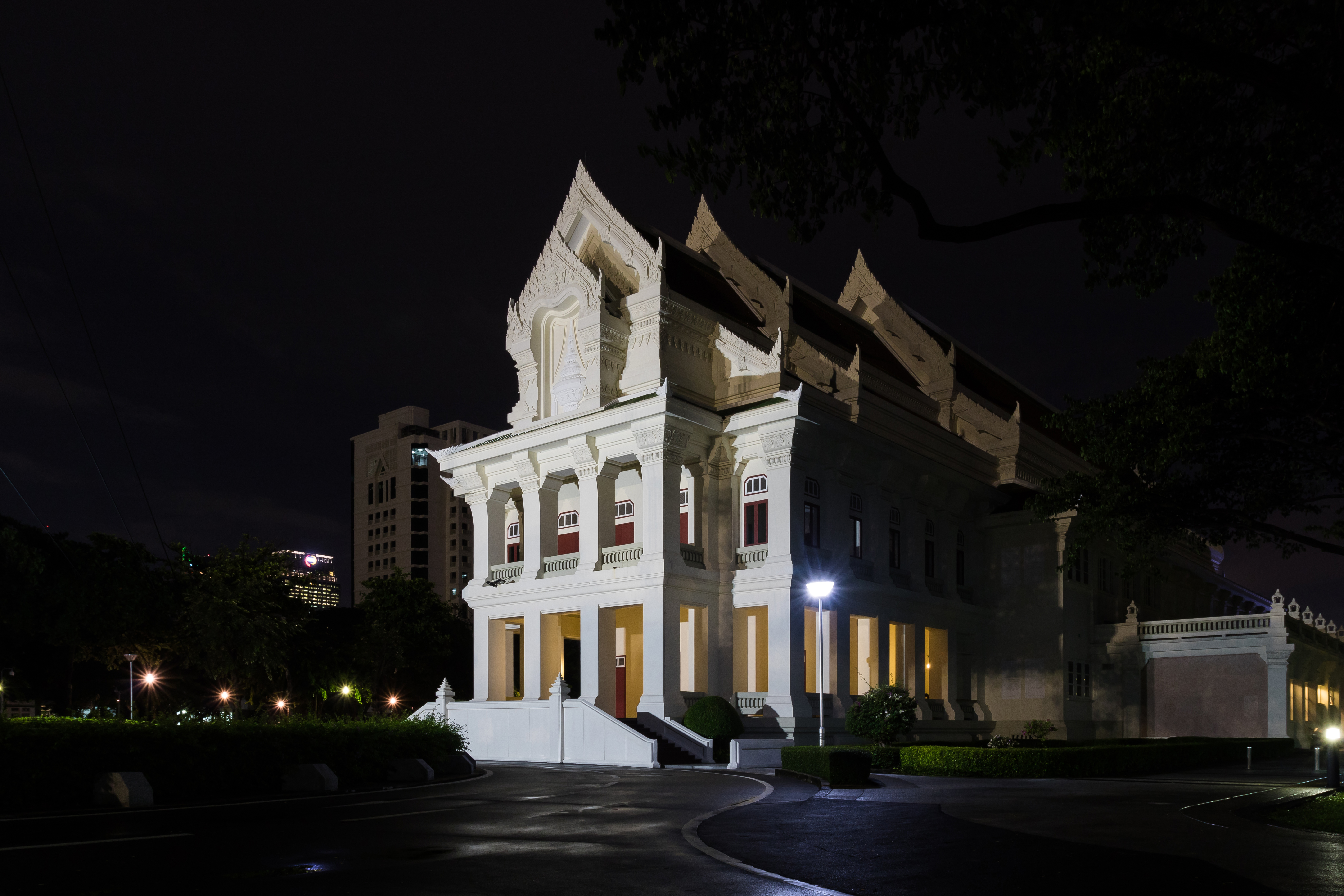
La Universidad de Chulalongkorn, creada en 1917, es la más antigua de Tailandia.

El Ministerio de Educación administra y regula la enseñanza en Tailandia. En 2005 el Gobierno tailandés asignó 262.938,3 millones de baht, cerca del 22 % del presupuesto nacional, para la educación. Desde 2005 Tailandia tiene uno de los niveles más altos de alfabetización en la región asiática con el 92,6 %.
La Constitución tailandesa garantiza 12 años de educación básica gratuita. La educación formal se divide en cuatro etapas. El primer nivel, Prathom 1-3, abarca los tres años de escuela elemental. El segundo nivel, Prathom 4-6, del grado 4° al 6.º El tercer nivel, Matthayom 1-3, incluye los primeros tres años de escuela secundaria. El cuarto y último nivel Matthayom 4-6, comprende los últimos tres años correspondientes al bachillerato. Los tailandeses están obligados a asistir 6 años a la escuela elemental y al menos los primeros 3 años de escuela secundaria. A los estudiantes se les exige también que tomen el NET (Examen de Educación Nacional) después de cada nivel. Al graduarse de la secundaria, es necesario presentar dos exámenes para continuar con la enseñanza superior: O-NET (Examen Ordinario de Educación Nacional) y A-NET (Examen Avanzado de Educación Nacional).

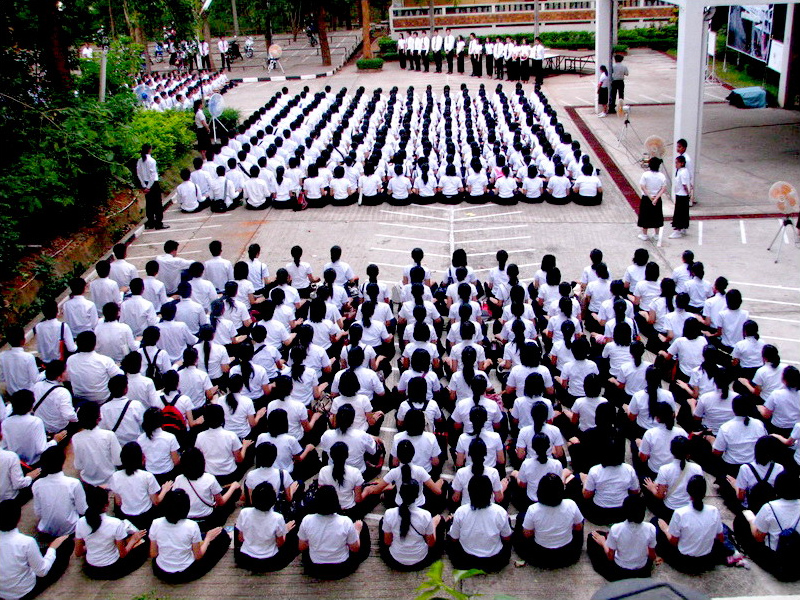
estudiantes en una universidad

Los planes más solicitados en las universidades públicas y privadas de Tailandia son los cursos en medicina, tecnologías de información, humanidades y artes. Las clases de leyes y negocios en el extranjero han comenzado a ganar popularidad entre los estudiantes tailandeses. Todos los estudiantes que aspiran a ingresar en la universidad tienen que aprobar el CUAS (Sistema Central de Admisión Universitaria) antes de obtener un título de licenciatura. El CUAS contiene 50 % de los resultados del O-NET y el A-NET y el 50 % del promedio de puntos obtenidos desde el cuarto nivel. Más de la mitad de las provincias en Tailandia tienen la llamada Universidad Rajabhat, una institución educativa para profesores y que es formalmente conocida como el Instituto Rajabhat.

### Religión

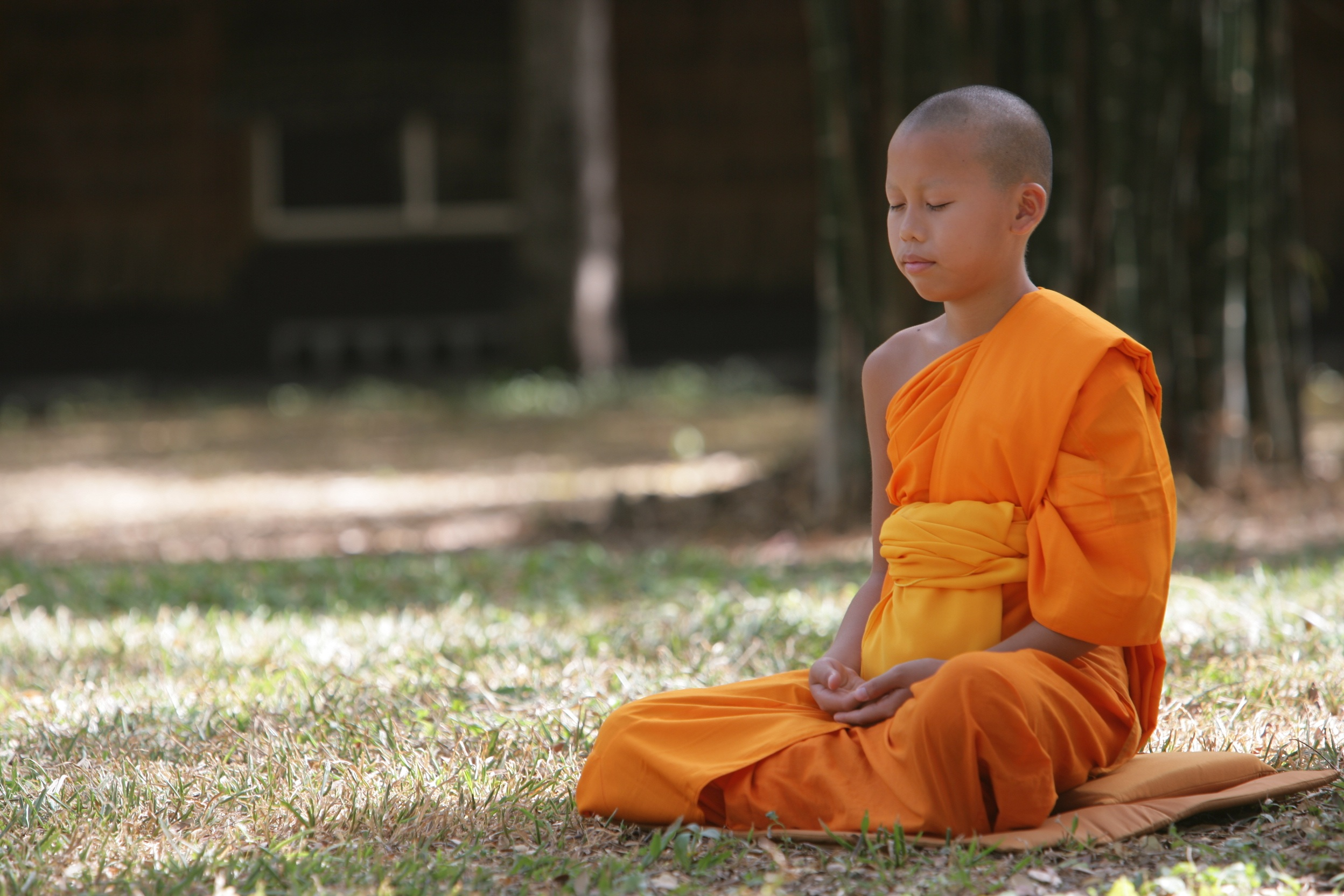
Novicios budismo meditando en el bosque

Tailandia tiene una cultura muy variada, que generalmente se encuentra influenciada por el budismo. Las enseñanzas del budismo theravada se consideran la principal religión, y el centro de la identidad y fe para muchos tailandeses. Hoy día el país es un estado laico, que es una parte integral de la identidad y cultura tailandesas. La participación activa en el budismo se encuentra entre las más altas del mundo. Según el censo de 2000, el 94,6 % y el 93,58 % en 2010 de la población del país se autoidentificaron como budistas de la tradición Theravada. Los musulmanes constituyen el segundo grupo religioso más grande en Tailandia, que comprende el 4,29 % de la población en 2015.
No existe una religión oficial del estado en la constitución tailandesa. La ley tailandesa establece la libertad de religión, y el gobierno generalmente respeta este derecho en la práctica. Sin embargo, no registra nuevos grupos religiosos que no hayan sido aceptados en uno de los órganos rectores religiosos existentes por razones doctrinales u otras. En la práctica, las organizaciones religiosas no registradas operan libremente, y la práctica del gobierno de no reconocer ningún grupo religioso nuevo no restringe las actividades de los grupos religiosos no registrados. El gobierno limita oficialmente el número de misioneros extranjeros que pueden trabajar en el país, aunque los misioneros no registrados están presentes en grandes cantidades y se les permite vivir y trabajar libremente. No ha habido informes generalizados de abusos sociales o discriminación basada en creencias o prácticas religiosas.

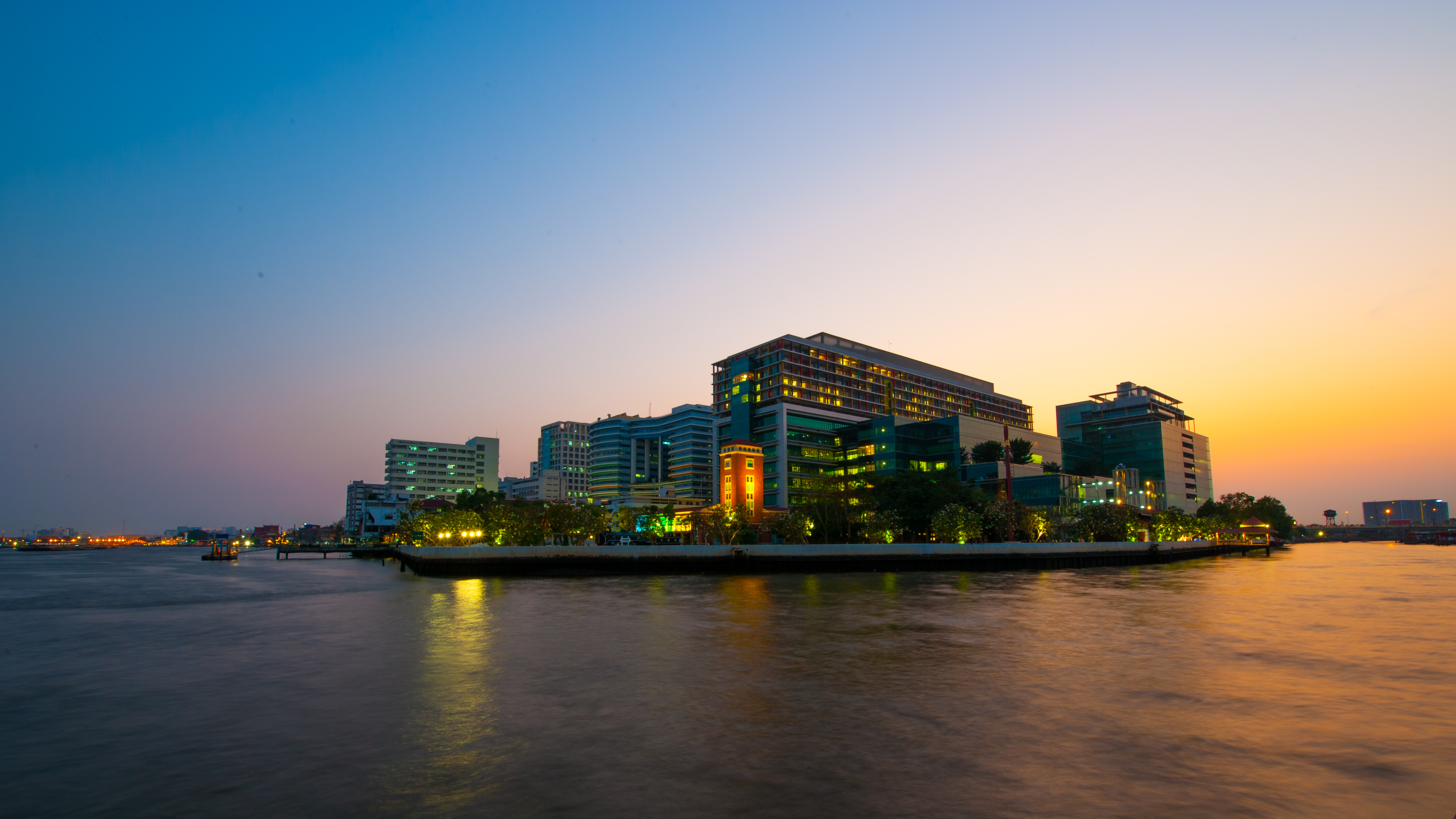
Hospital Siriraj en Bangkok, el más grande y antiguo de ese país

### Salud
La Constitución tailandesa garantiza el acceso a la asistencia sanitaria a todos los ciudadanos en diversos ámbitos. Especifica que el Estado debe prestar un servicio sanitario público a la población, por lo que se han creado indicadores para medir la cobertura media de los servicios.
En 2003, con su Noveno Plan Nacional de Desarrollo Sanitario, el Estado se comprometió a garantizar unas buenas condiciones sanitarias para todos los ciudadanos de Tailandia. Esta política no sólo se centra en el tratamiento de las enfermedades, sino también en llegar a las poblaciones marginadas, como los pobres urbanos, los inmigrantes indocumentados, etc. En 2002 se aprobó una ley para desarrollar un fondo nacional de seguros.

## Cultura
Existen siete períodos y temas sobre el arte de Tailandia durante los últimos 2000 años. Además, ha habido diferentes temas regionales en diferentes períodos, que algunos de ellos, ya no conforman la región actual de Tailandia.

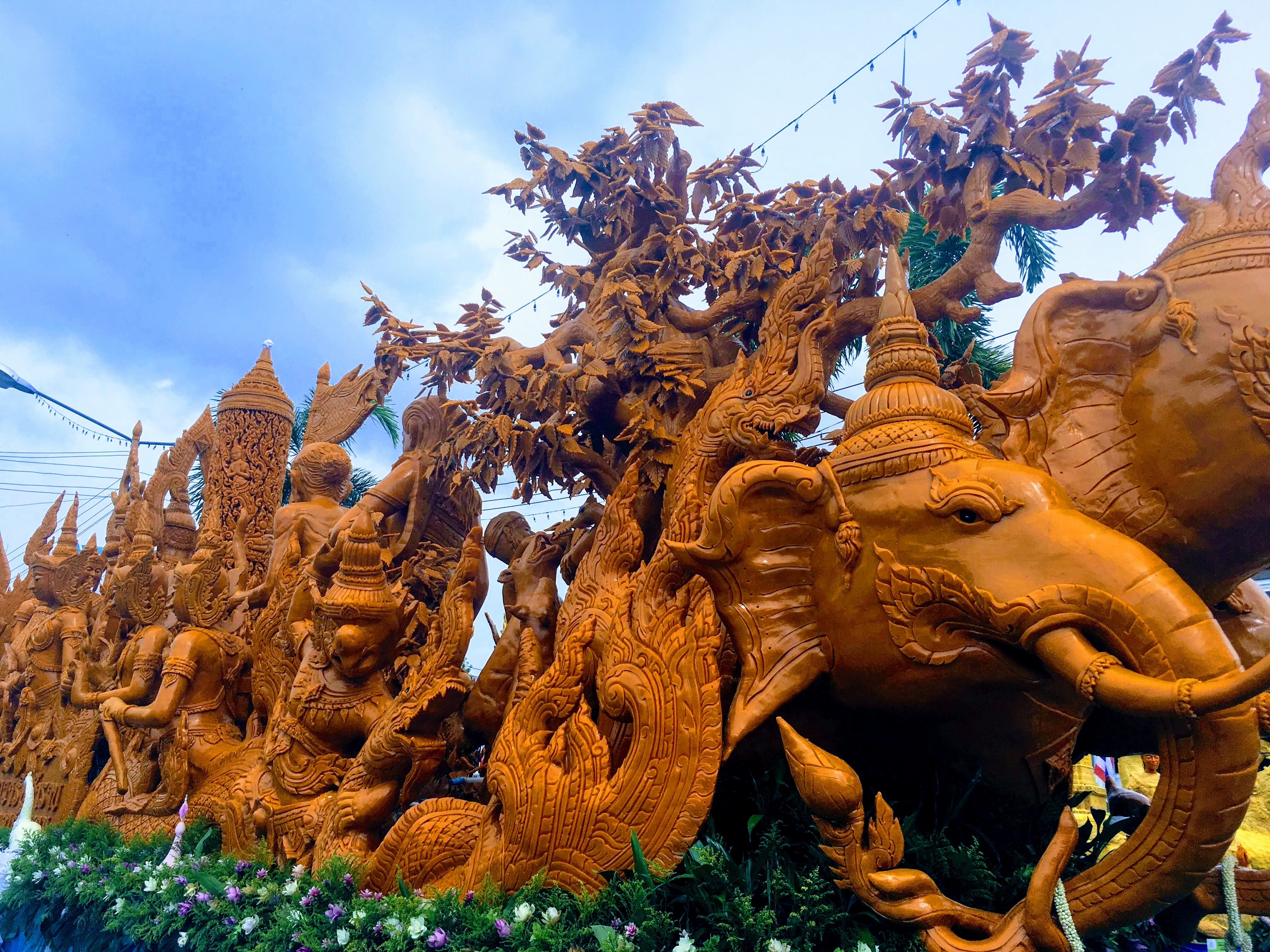
Festival de las velas en Ubon Ratchathani

La cultura tailandesa ha sido moldeada por muchas influencias, incluidas la india, laosiana, birmana, camboyana y china.

El saludo tradicional tailandés, el wai, generalmente es ofrecido primero por el más joven de las dos personas reunidas, con las manos juntas, las yemas de los dedos apuntando hacia arriba mientras la cabeza se inclina para tocar las yemas de los dedos, generalmente coincidiendo con las palabras habladas “sawatdi khrap” para los varones y “sawatdi kha” para las mujeres. El anciano puede responder de la misma manera. El estado social y la posición, como en el gobierno, también influirán en quién realiza primero el wai. Por ejemplo, aunque uno puede ser considerablemente mayor que un gobernador provincial, cuando se reúne suele ser el visitante el primero en respetar. Cuando los niños se van para ir a la escuela, se les enseña a esperar a sus padres para indicar su respeto. El wai es un signo de respeto y reverencia por otro. A los jóvenes se les enseña a respetar a sus padres, ancianos, maestros y monjes budistas.

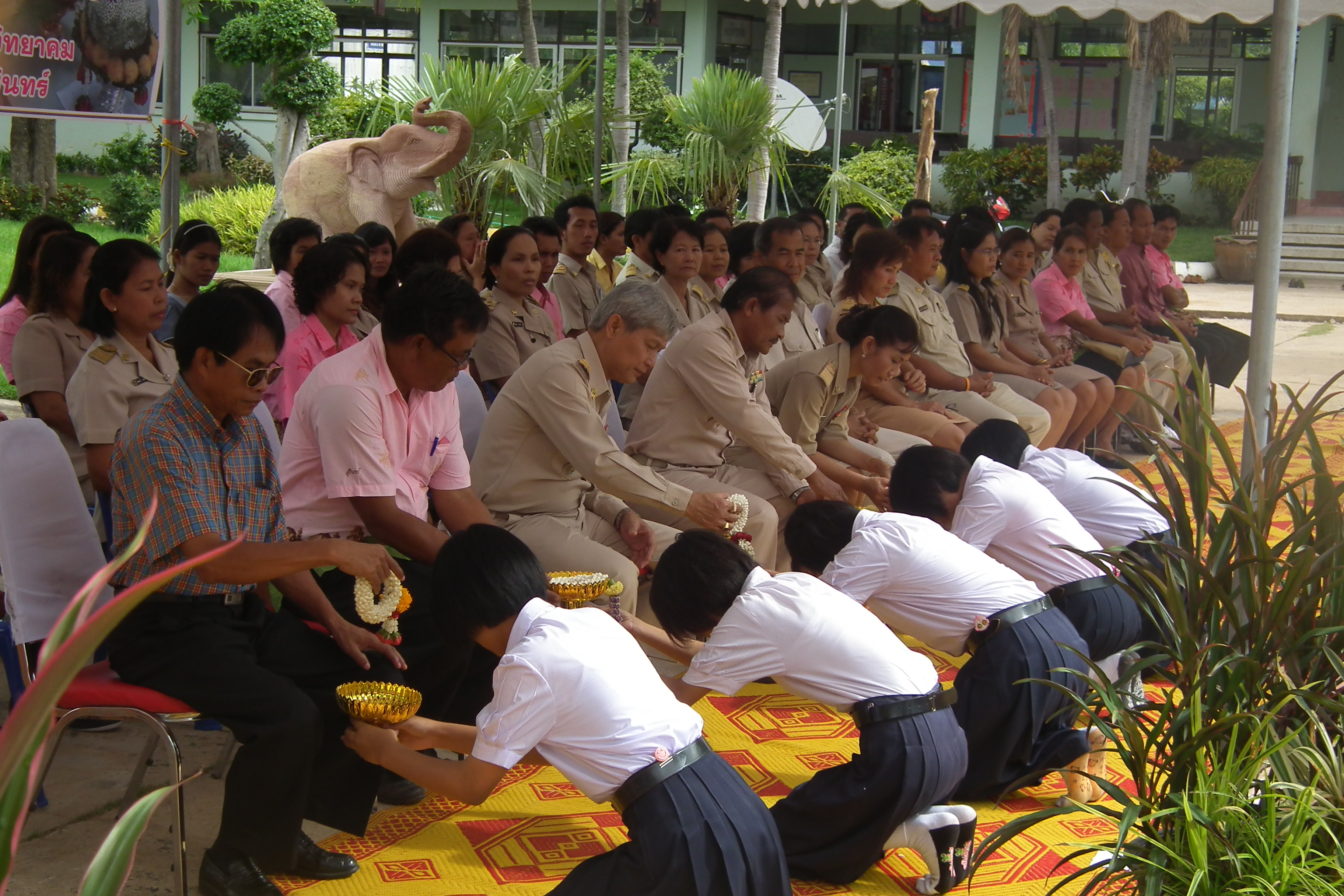
A los niños se les enseña a respetar a sus mayores.

El respeto hacia los antepasados es una parte esencial de la práctica espiritual tailandesa. Los tailandeses tienen un fuerte sentido de hospitalidad y generosidad, pero también un fuerte sentido de jerarquía social. La antigüedad es primordial en la cultura tailandesa. Los ancianos, por tradición, han gobernado las decisiones o ceremonias familiares. Los hermanos mayores tienen deberes con los más pequeños.
Entre las creencias o tabúes de Tailandia se incluyen tocar la cabeza de alguien o señalar con los pies, ya que la cabeza es considerada la parte más sagrada y los pies la parte más impura del cuerpo.

### Arte
Los orígenes del arte tailandés estuvieron muy influenciados por el arte budista y por escenas de las epopeyas indias. La escultura tradicional tailandesa representa casi exclusivamente imágenes del Buda, siendo muy similar a los otros estilos del sudeste asiático. Las pinturas tradicionales tailandesas generalmente consisten en ilustraciones de libros y ornamentación pintada de edificios como palacios y templos. El arte tailandés fue influenciado por las civilizaciones indígenas de los Mon y otras civilizaciones. En el período de Sukothai y Ayutthaya, el thai se había desarrollado en su propio estilo único y luego fue influenciado por otros estilos asiáticos, principalmente por Sri Lanka y China. La escultura y la pintura tailandesas, y las cortes reales proporcionaron patrocinio, erigieron templos y otros santuarios religiosos como actos de mérito o para conmemorar eventos importantes.

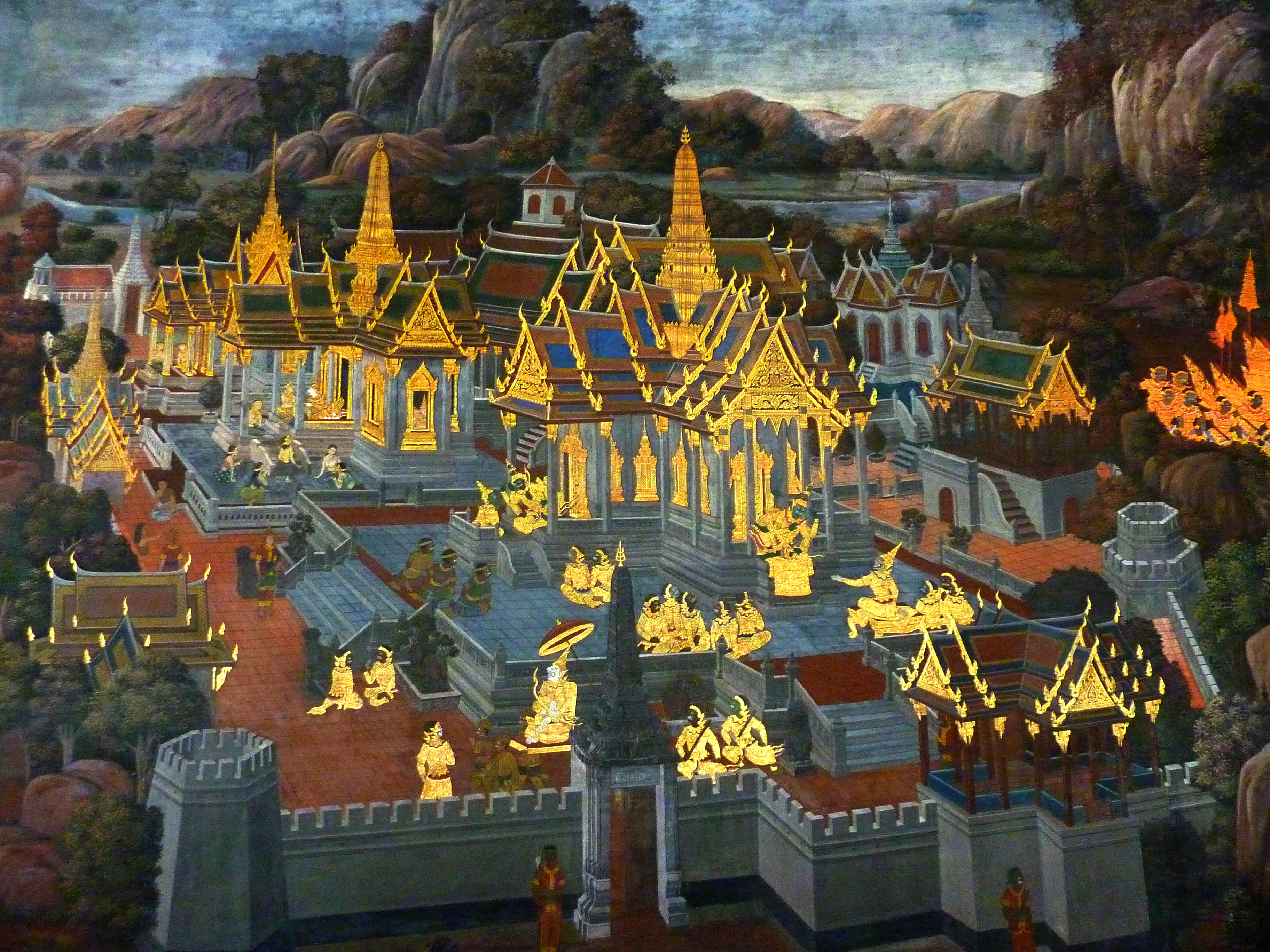
Escena del Ramakien representado en un mural en Wat Phra Kaew.

Las pinturas tailandesas tradicionales mostraban sujetos en dos dimensiones sin perspectiva. El tamaño de cada elemento en la imagen refleja su grado de importancia. La técnica principal de composición es la de distribuir áreas: los elementos principales están aislados entre sí por transformadores espaciales. Esto eliminó el terreno intermedio, lo que de otro modo implicaría perspectiva. La perspectiva se introdujo solo como resultado de la influencia occidental a mediados del siglo XIX. El artista monje Khrua In Khong es conocido como el primer artista en introducir una perspectiva lineal al arte tradicional tailandés.
Los temas narrativos más frecuentes para las pinturas fueron o son: las historias de Jataka, episodios de la vida de Buda, los cielos y los infiernos budistas, temas derivados de las versiones tailandesas de Ramayana y Mahabharata, sin mencionar escenas de la vida cotidiana. Algunas de las escenas están influenciadas por el folklore tailandés en lugar de seguir una estricta iconografía budista.

### Arquitectura

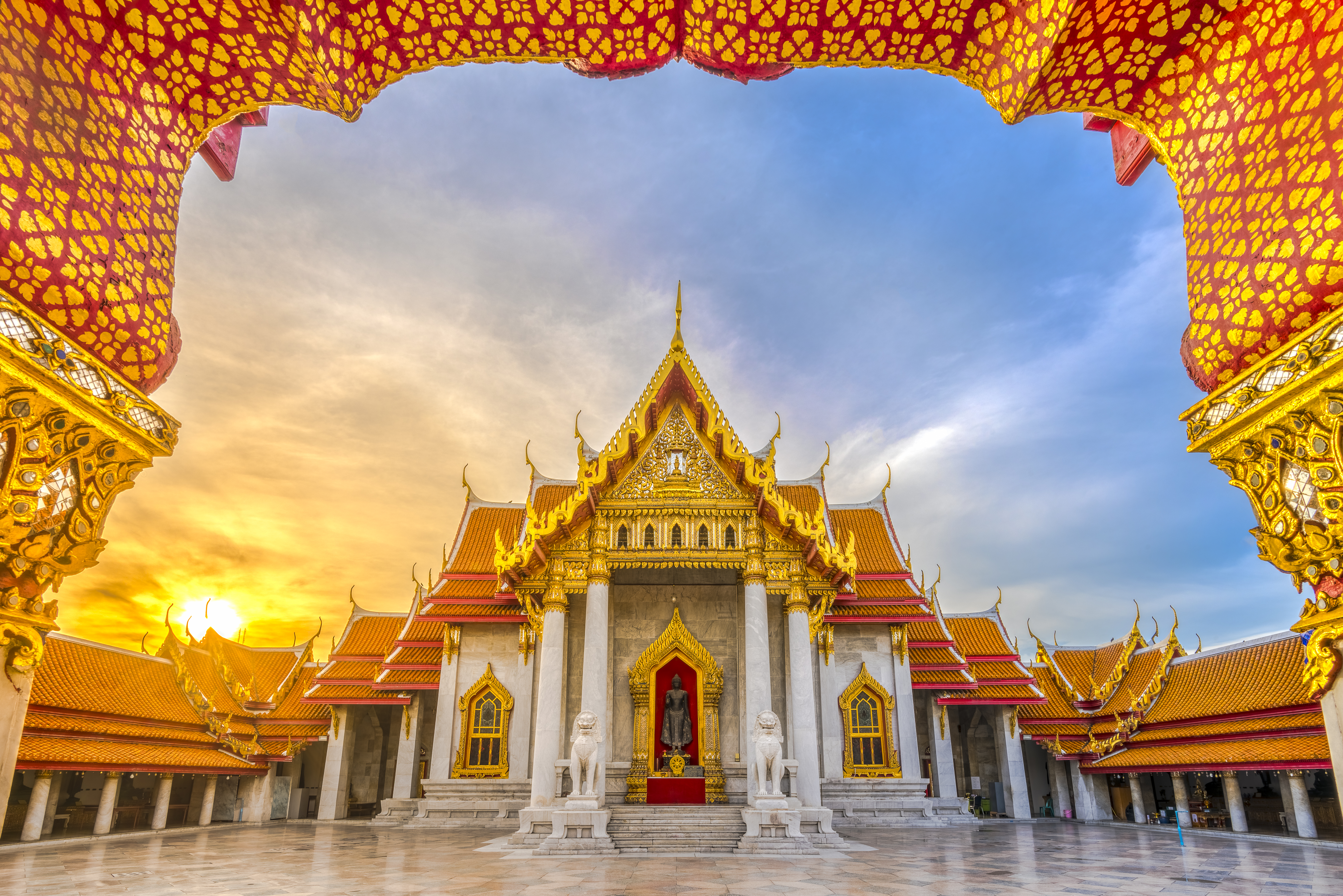
Wat Benchamabophit Dusitvanaram es un templo budista en el distrito Dusit de Bangkok.

La arquitectura es el medio preeminente del legado cultural del país y refleja tanto los desafíos de vivir en el clima a veces extremo de Tailandia como, históricamente, la importancia de la arquitectura para el sentido de comunidad y creencias religiosas del pueblo tailandés. Influenciado por las tradiciones arquitectónicas de muchos de los vecinos de Tailandia, también ha desarrollado una variación regional significativa dentro de sus edificios vernáculos y religiosos.
El movimiento del Reino de Ayutthaya, que pasó de aproximadamente 1350 a 1767, fue uno de los períodos más fructíferos y creativos en la arquitectura tailandesa. La identidad de la arquitectura en el período de Ayutthaya está diseñada para mostrar poder y riqueza, por lo que tiene un gran tamaño y apariencia. Los templos en Ayutthaya rara vez construían aleros que se extendían desde la cabeza maestra. La característica dominante de este estilo es la luz del sol que brilla en los edificios. Durante la última parte del período de Ayutthaya, la arquitectura fue considerada como un logro máximo que respondía a los requisitos de las personas y expresaba la gracia de Thainess.

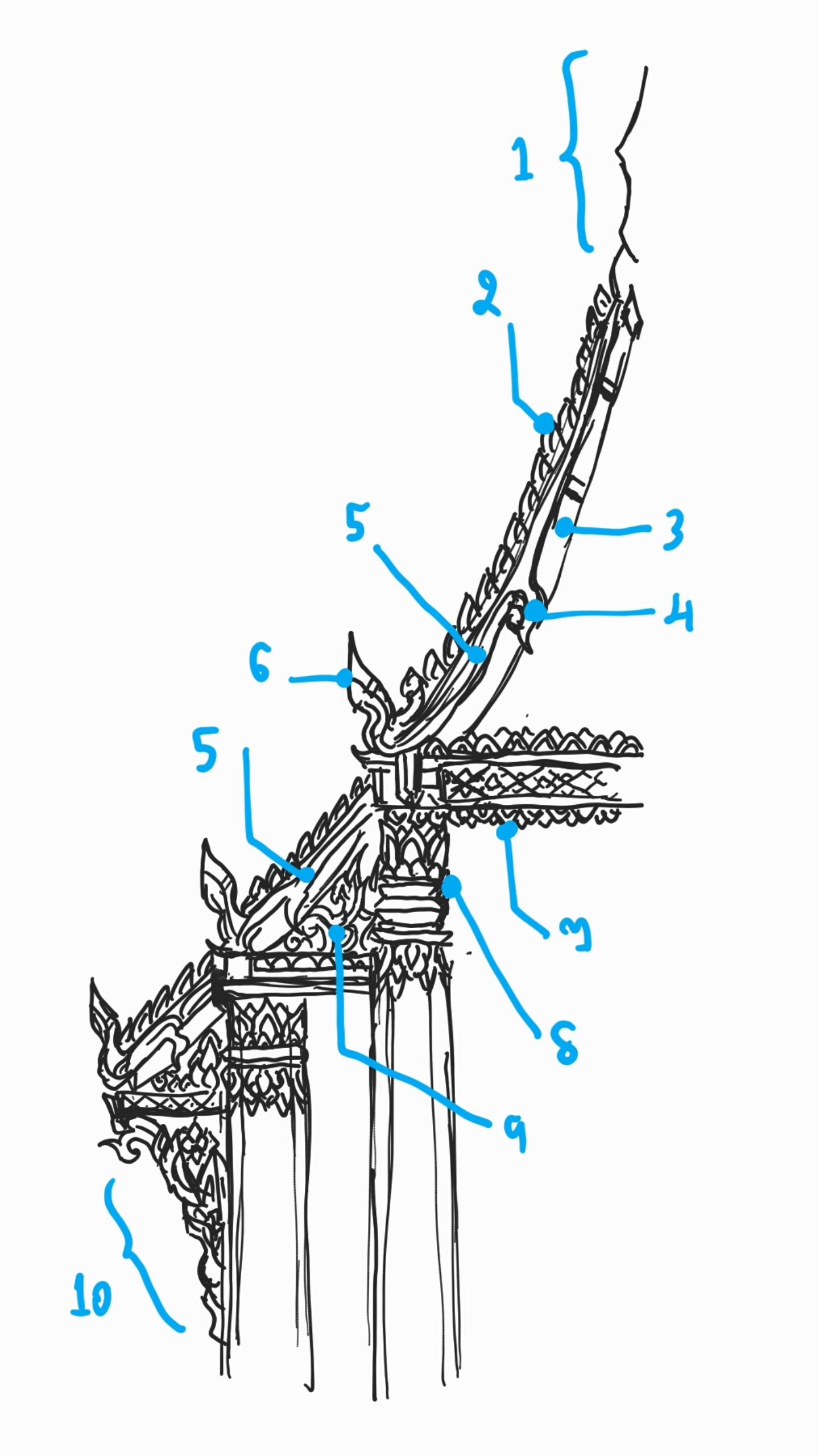
Templo tailandés "Krueng Lamyong"

Los templos budistas en Tailandia se conocen como "wats", del Pāḷi vāṭa, que significa un recinto. Un templo tiene un muro que lo separa del mundo secular. La arquitectura de Wat ha visto muchos cambios en Tailandia a lo largo de la historia. Aunque hay muchas diferencias en el diseño y el estilo, todos se adhieren a los mismos principios.
Un templo tipo wat comprende los siguientes elementos:

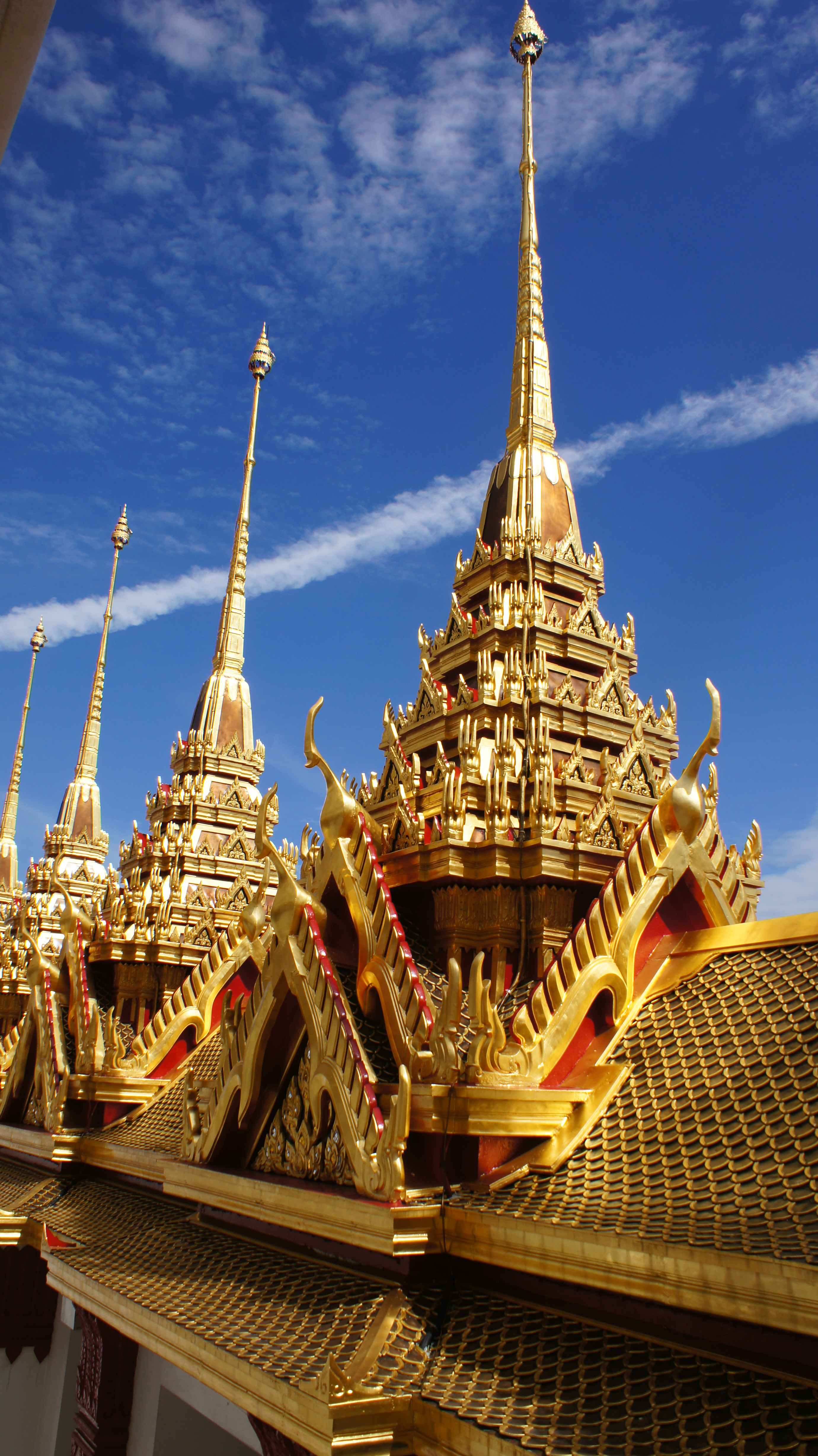
mondop, Wat Ratchanatdaram.

- mondop, Wat Ratchanatdaram.mondop (en tailandés, มณฑป, del sánscrito mandapa) - habitualmente un edificio cuadrado abierto por los dados, recubiertos por cuatro bóvedas y de un techo piramidal, utilizado para albergar los textos o los objetos religiosos de culto.
- chedi o estupa (tailandés : เจดีย์, del sánscrito chaitya - templo) - el relicario generalmente cónico o en forma de campana, que a veces contiene reliquias de Buda;
- bot (tailandés: โบส) o ubosot (tailandés: อุโบสถ) del pali uposatha) - la sala de oración más sagrada, también llamada «sala de ordenación» porque aquí es donde los nuevos monjes toman sus votos. Es un edificio rectangular de ladrillo, cubierto con un marco de madera y un techo de tejas muy inclinado, a veces con varios lados superpuestos. Las ventanas, cuando existen, son pequeñas. Frente a la entrada hay una gran estatua de Buda, sentado en un pedestal. El bot está rodeado por ocho piedras angulares, las estelasSima, a menudo decorado con una rueda de la ley (dharmacakra) y destinado a desviar las fuerzas del mal. Una novena estela Sima está enterrada bajo el bot.[176]

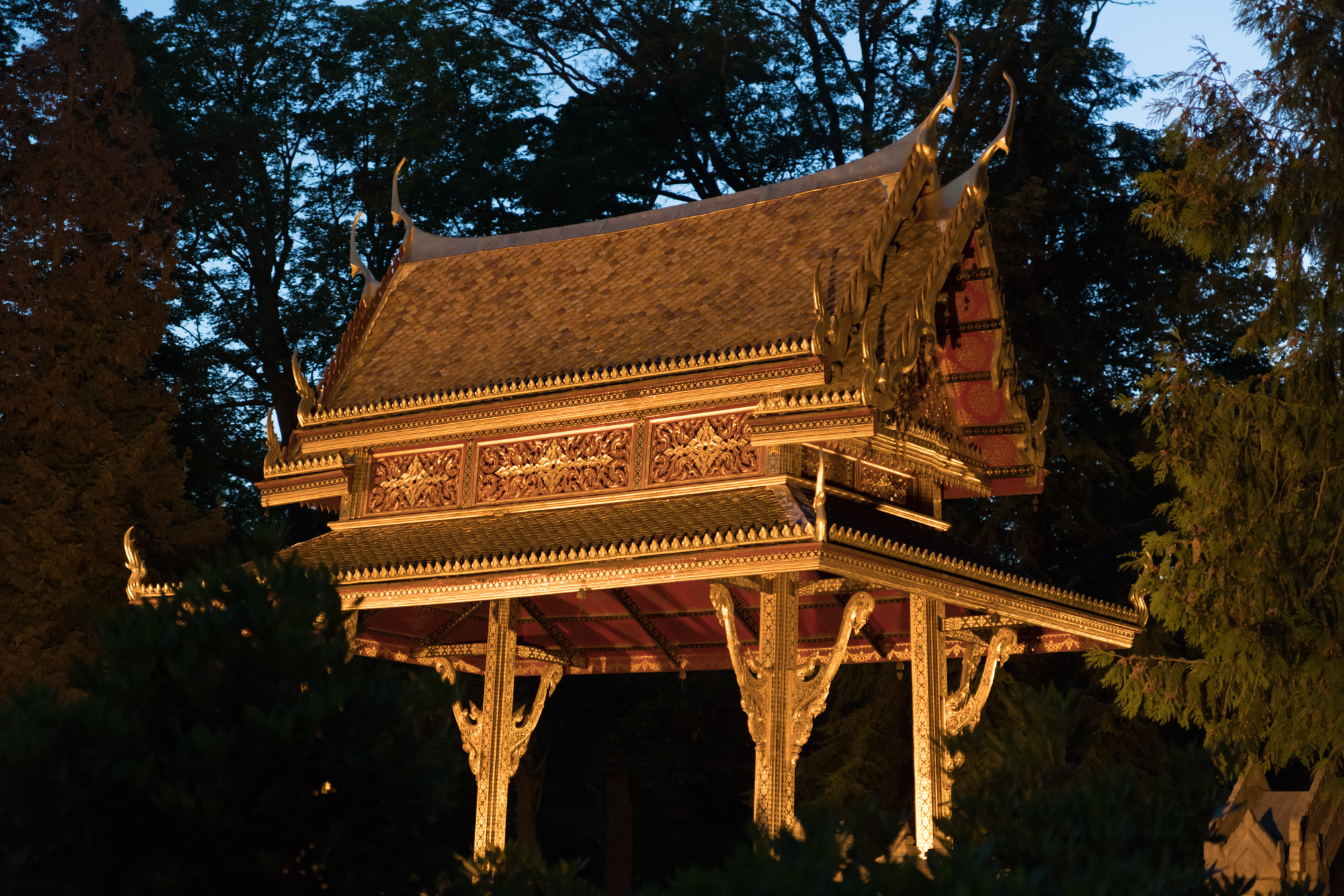
sala, Humburgo.

- sala, Humburgo.wihan (en tailandés, วิหาร, del sánscrito vihara) - una sala de reuniones y de oración, arquitectónicamente semejante al bot, pero sin las estelas Sima y menos decorada;
- sala (en tailandés, ศาลา, del sánscrito shala - escuela) - un pabellón para el descanso y diversas actividades;
- ho trai (en tailandés, หอไตร) - biblioteca donde se conservan los escritos budistas;
- ho klong (en tailandés, หอกลอง) - torre del tambor;
- ho rakhang (en tailandés, หอระฆัง) - campanario.

Los monjes vivían originalmente en el wihan. Sus habitaciones (incluidas sus celdas, las kuti) están hoy separadas de los edificios sagrados.

### Música y baile

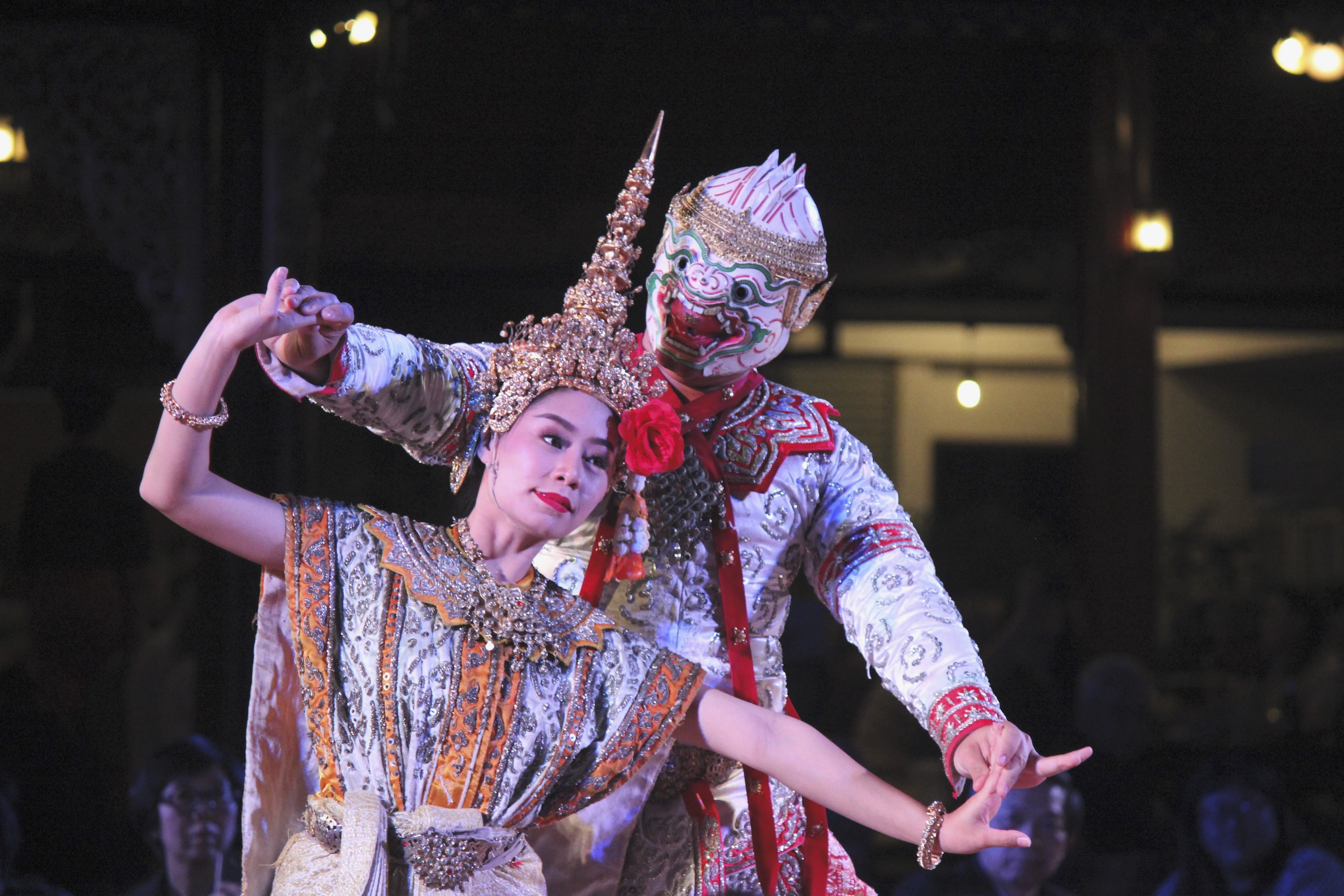
El show de Khon es la forma más estilizada de actuación tailandesa

Además de los bailes folclóricos y regionales (Menora (danza) y Ramwong, en el sur de Tailandia, por ejemplo), las dos formas principales de drama de danza clásica tailandesa son Khon y Lakhon nai. Al principio, ambos eran entretenimientos exclusivamente de la corte y no fue hasta mucho después que un estilo popular de teatro de baile, probablemente, evolucionó como una diversión para la gente común que no tenía acceso a las actuaciones reales.

### Gastronomía
La cocina tailandesa es una de las más populares del mundo. La comida tailandesa combina cinco sabores fundamentales: dulce, picante, agrio, amargo y salado. Las hierbas y especias más utilizadas en la cocina tailandesa tienen cualidades medicinales como Allium sativum, Cymbopogon, Citrus hystrix, galanga, cúrcuma, Coriandrum sativum, leche de coco. Cada región de Tailandia tiene sus especialidades: kaeng khiao wan (curry verde) en la región central, som tam (ensalada de papaya verde) en el noreste, khao soi en el norte, Massaman curry en el sur.
En 2017, siete platos tailandeses aparecieron en una lista de los "50 mejores alimentos del mundo", una encuesta en línea de todo el mundo realizada por CNN Travel. Tailandia tenía más platos en la lista que cualquier otro país. Eran: tom yam goong (4.º), pad Thai (5.º), som tam (6.º), curry Massaman (10.º), curry verde (19.º), arroz frito tailandés (24.º) y mu nam tok (36.º).

El alimento básico en Tailandia es el arroz, particularmente el arroz jazmín (también conocido como hom Mali) que forma parte de casi todas las comidas. Tailandia es uno de los principales exportadores de arroz, y los tailandeses consumen más de 100 kg de arroz elaborado por persona al año.

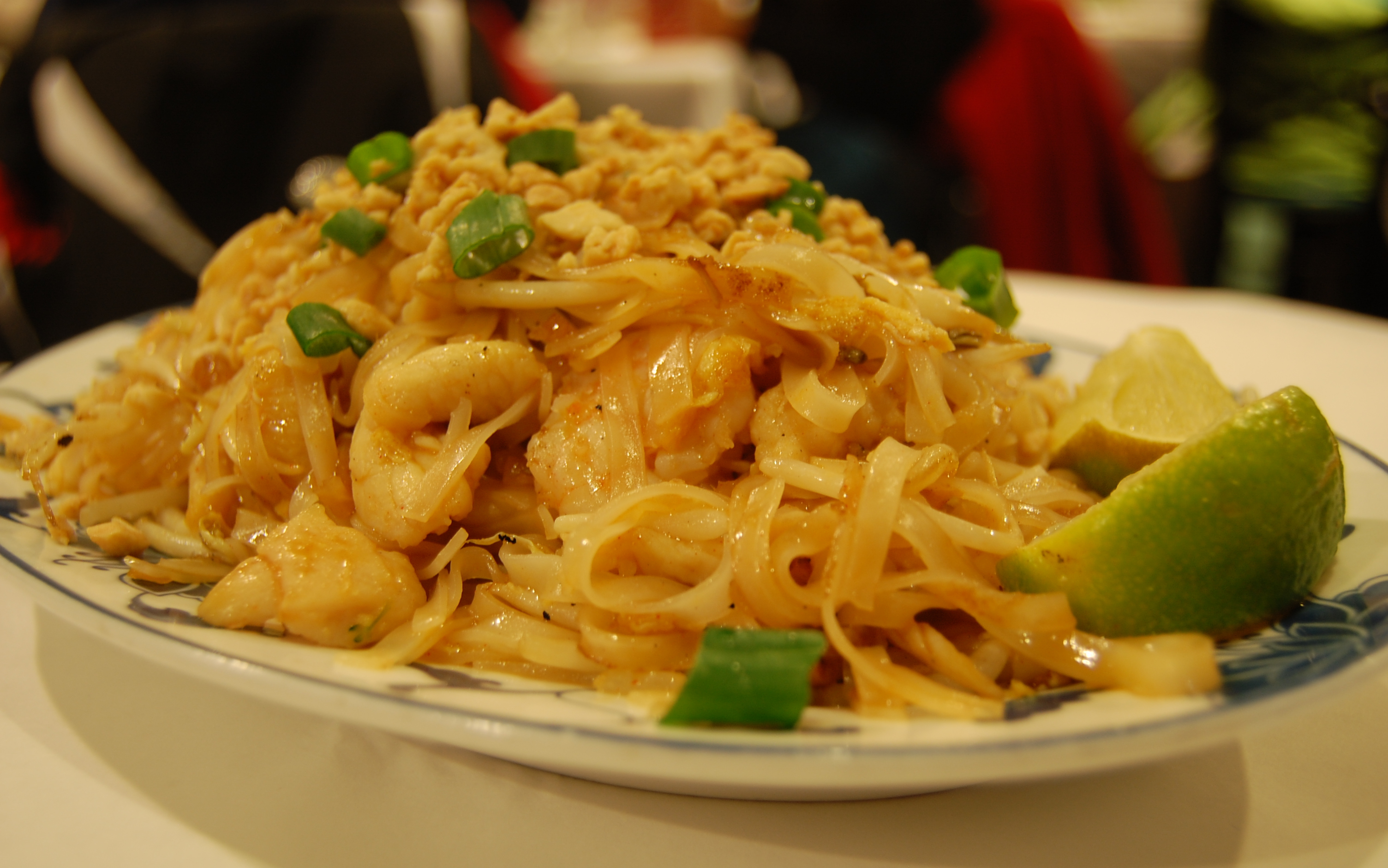
Pad thai
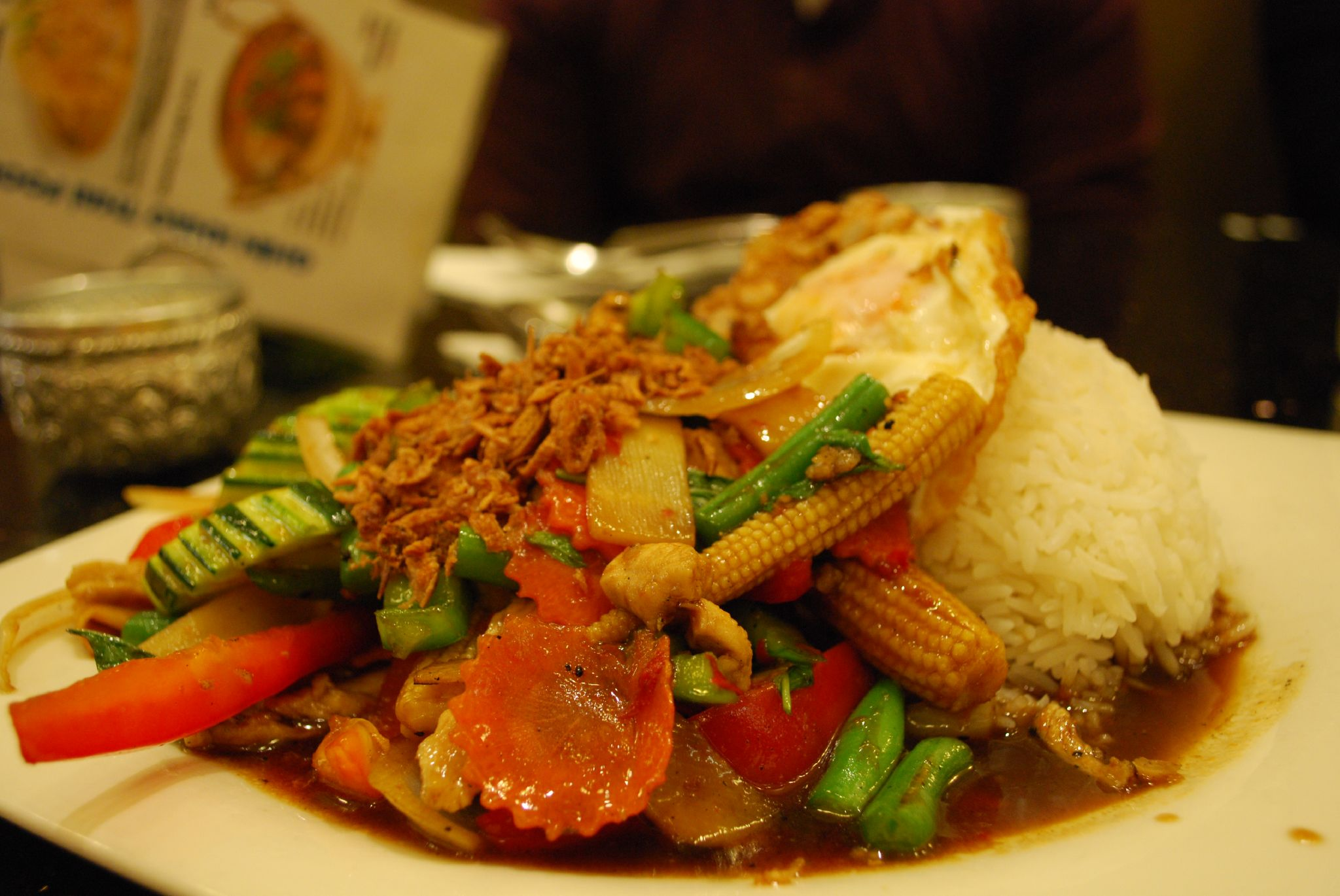
Phad kaphrao (kai)
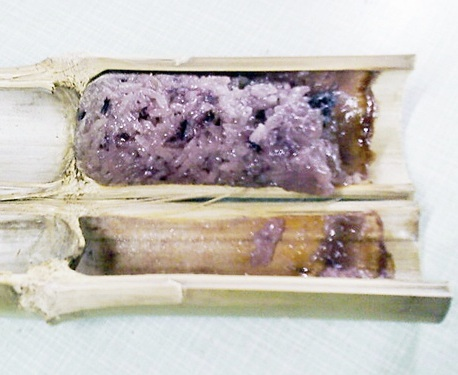
Khao Lam
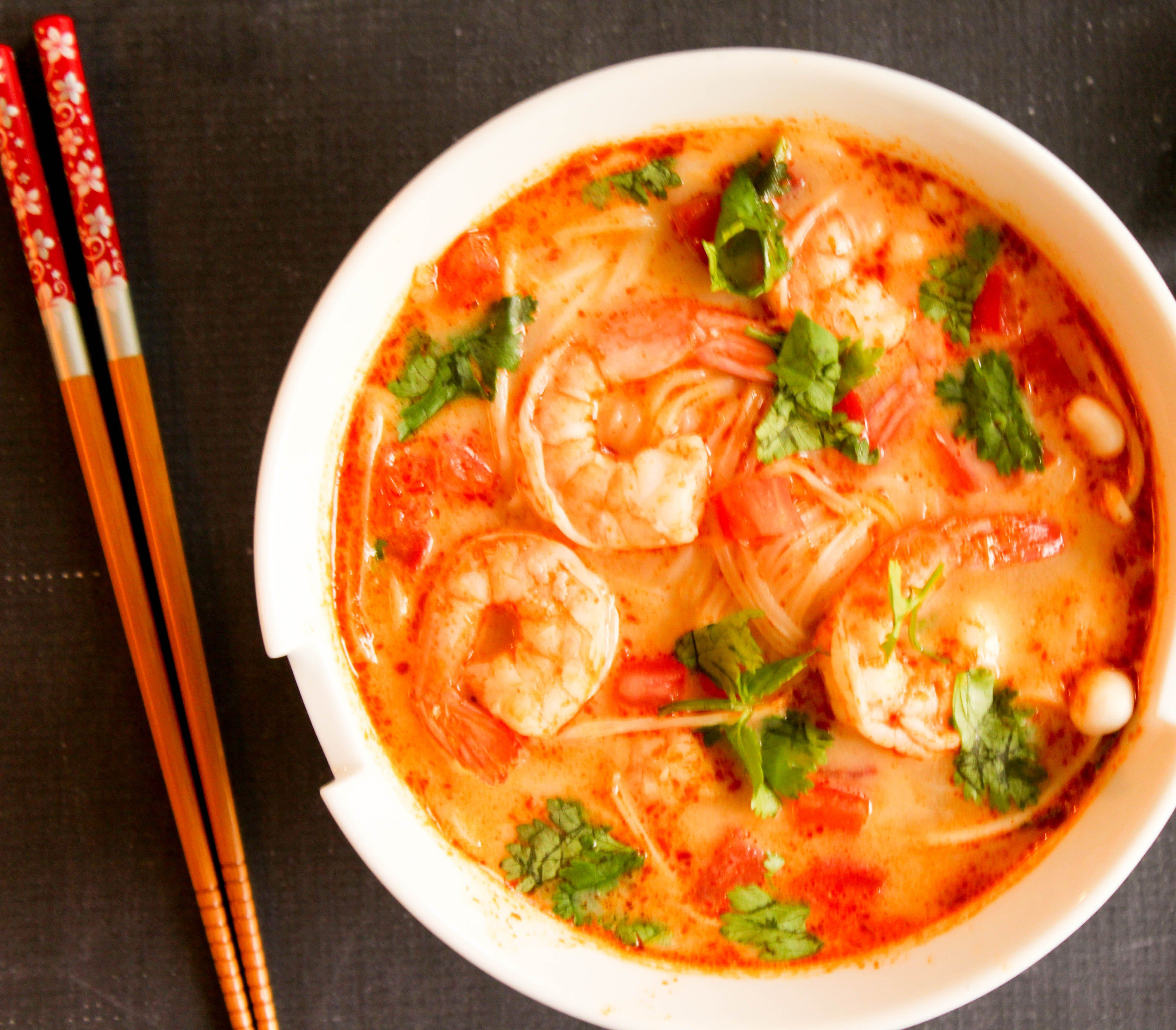
Tom yum
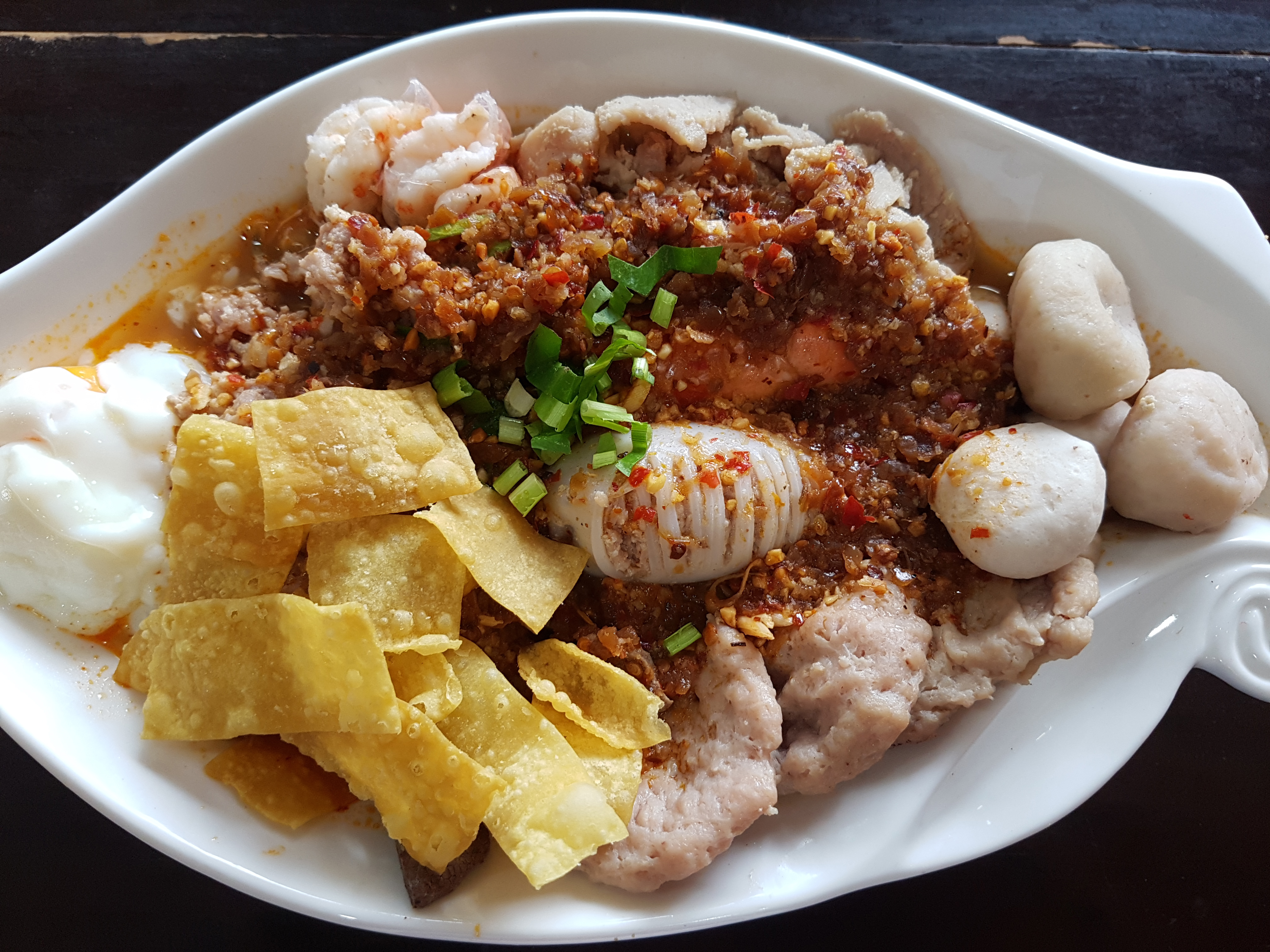
Tom yam Kway teow
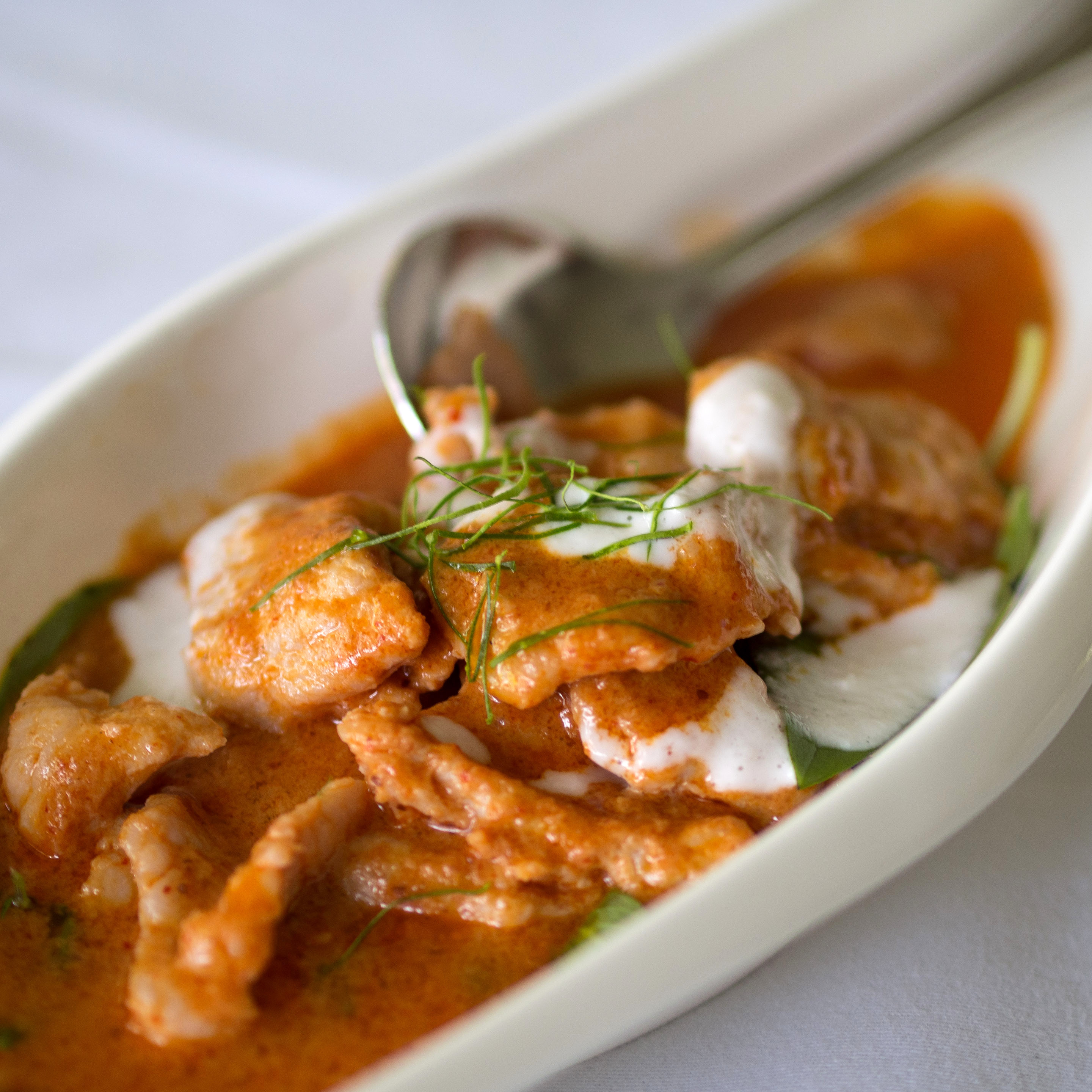
Phanaeng
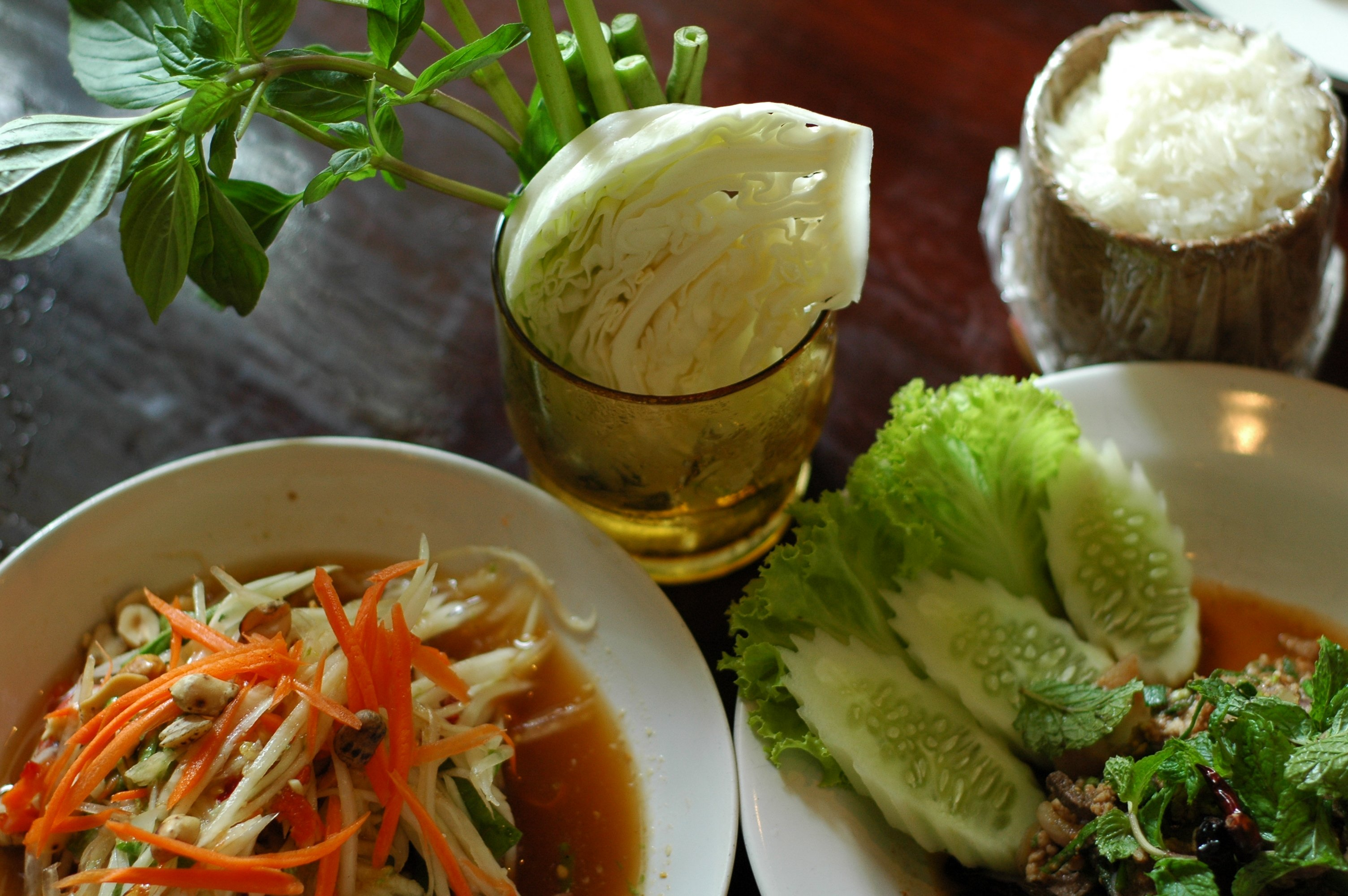
Som tum

### Entretenimiento
El cine tailandés ha sido reconocido internacionalmente por películas como Ong-Bak: El guerrero Muay Thai (2003), dirigida por Prachya Pinkaew y protagonizada por Tony Jaa, y Tom-Yum-Goong (2005) con taquilla de $ 27.17 millones. Las películas presentan también aspectos distintivos de la cocina tailandesa "Tom yum" y "Elephant", el amado símbolo nacional de Tailandia, Ong Bak 2 (2008 )
Las películas de Tailandia fueron exportadas y exhibidas en el sudeste asiático. El horror tailandés siempre ha tenido un seguimiento de culto significativo, una versión única de cuentos más allá de la tumba. Más recientemente, películas de terror como Shutter (2004), la película fue un gran éxito de taquilla, convirtiéndola en una de las películas de terror más conocidas de Tailandia y reconocida mundialmente con $ 6.9 millones de taquilla y se hizo una nueva versión bajo el mismo título. 2008 por 20th Century Fox, The Unseeable (2006), Alone (2007) con taquilla de $ 9.3 millones, Body (2007), Coming Soon (2008), 4bia (2008), Phobia 2 (2009), Ladda Land (2011), Pee Mak (2013) con taquilla de $ 33 millones, The Promise (2017). La película de suspenso tailandesa Bad Genius (2017), fue una de las películas tailandesas más exitosas internacionalmente. Rompió récords de ganancias de películas tailandesas en varios países asiáticos, incluida China, Bad Genius ganó en 12 categorías en el 27.º Suphannahong National Film Awards, y también ganó el Jurado en el 16.º Festival de Cine Asiático de Nueva York con una colección mundial de más de $ 42 millones.
Los dramas televisivos de Tailandia, conocidos como Lakorn, Lakorn se han vuelto populares en Tailandia y fuera de Tailandia. Muchos dramas tienden a tener un enfoque romántico, como Khluen Chiwit, U-Prince, Ugly Duckling,entre otros.
Los tailandeses han sido bastante prominentes en el área cinematográfica a lo largo de los años, incluido "Tony Jaa" Phanom Yeerum. Entre varios artistas de dance-pop que han tenido éxito internacionalmente se pueden mencionar "Lisa" Lalisa Manoban y Tata Young.
Se estima que las industrias del entretenimiento (cine y televisión) contribuyeron directamente con $ 2,1 mil millones en producto interno bruto (PIB) a la economía tailandesa en 2011. También apoyaron directamente 86,600 empleos.
En los últimos años, se han puesto de moda las series GL y BL, y Tailandia es uno de los mayores productores de este contenido en Youtube.

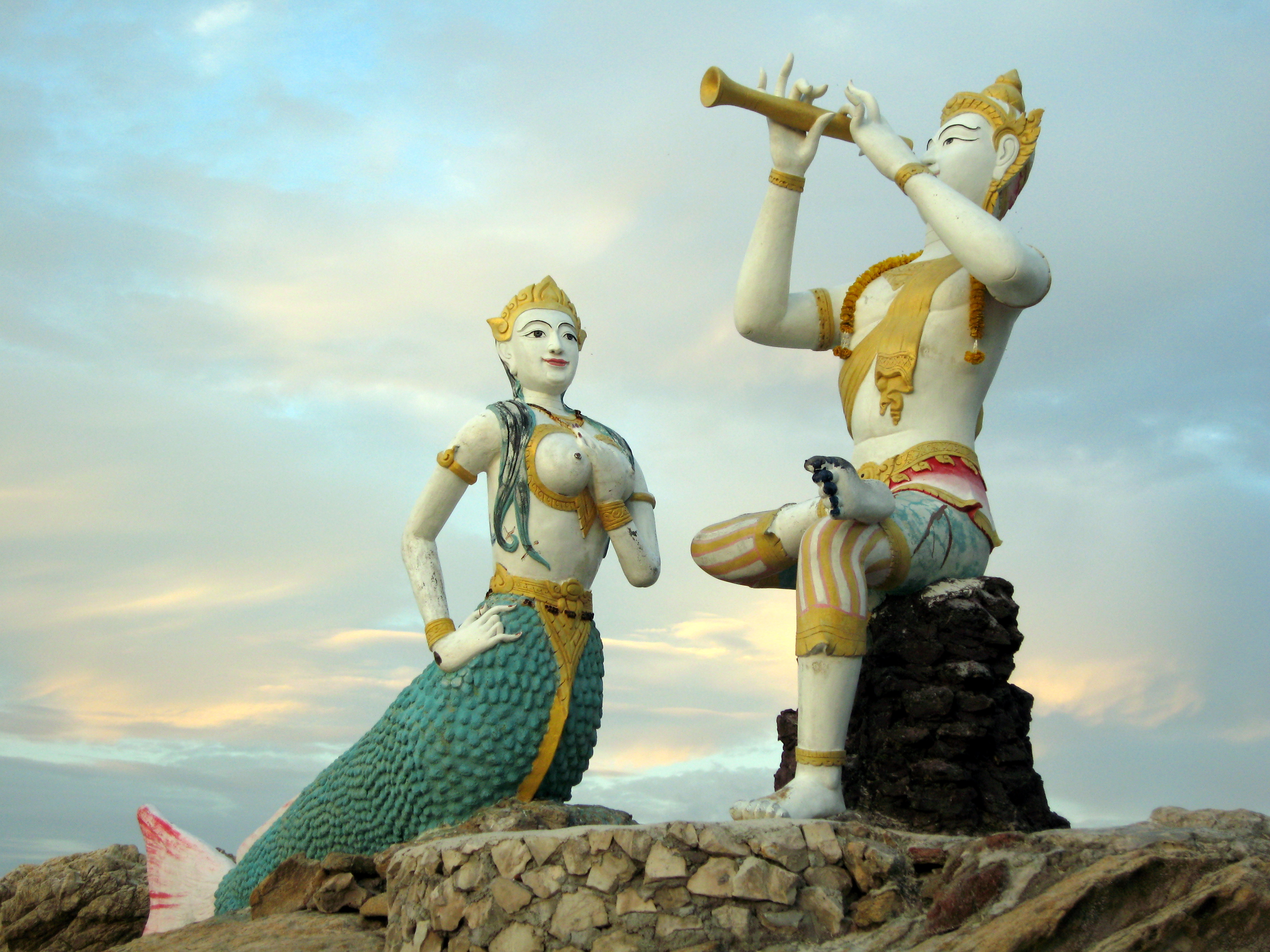
Esculturas de Phra Aphai Mani y la Sirena del poema épico Phra Aphai Mani, obra de Sunthorn Phu.

### Literatura
La literatura tailandesa tiene una larga historia. Ya antes del establecimiento del Reino de Sukhothai existían obras orales y escritas.
Durante el Reino de Sukhothai, la mayoría de las obras literarias estaban escritas en prosa sencilla con ciertos esquemas de aliteración. Entre las obras más importantes figura la Inscripción del Rey Ram Khamhaeng, que describe la vida de la época y se considera la primera obra literaria en escritura tailandesa, aunque algunos historiadores cuestionan su autenticidad. Trai Phum Phra Ruang, escrita en 1345 por el Rey Maha Thammaracha I, expone la filosofía budista basándose en un profundo y extenso estudio con referencia a más de 30 textos sagrados y podría considerarse la primera obra de disertación de la nación.
Durante el reino de Ayutthaya se crearon nuevas formas poéticas, con diferentes esquemas de rima y metros. Es habitual encontrar una combinación de diferentes formas poéticas en una misma obra poética. Lilit Yuan Phai es un poema narrativo que describe la guerra entre el rey Borommatrailokkanat de Ayutthaya y el príncipe Tilokkarat de Lan Na. Una de las obras literarias más bellas es Kap He Ruea, compuesta por el príncipe Thammathibet en la tradición nirat. 

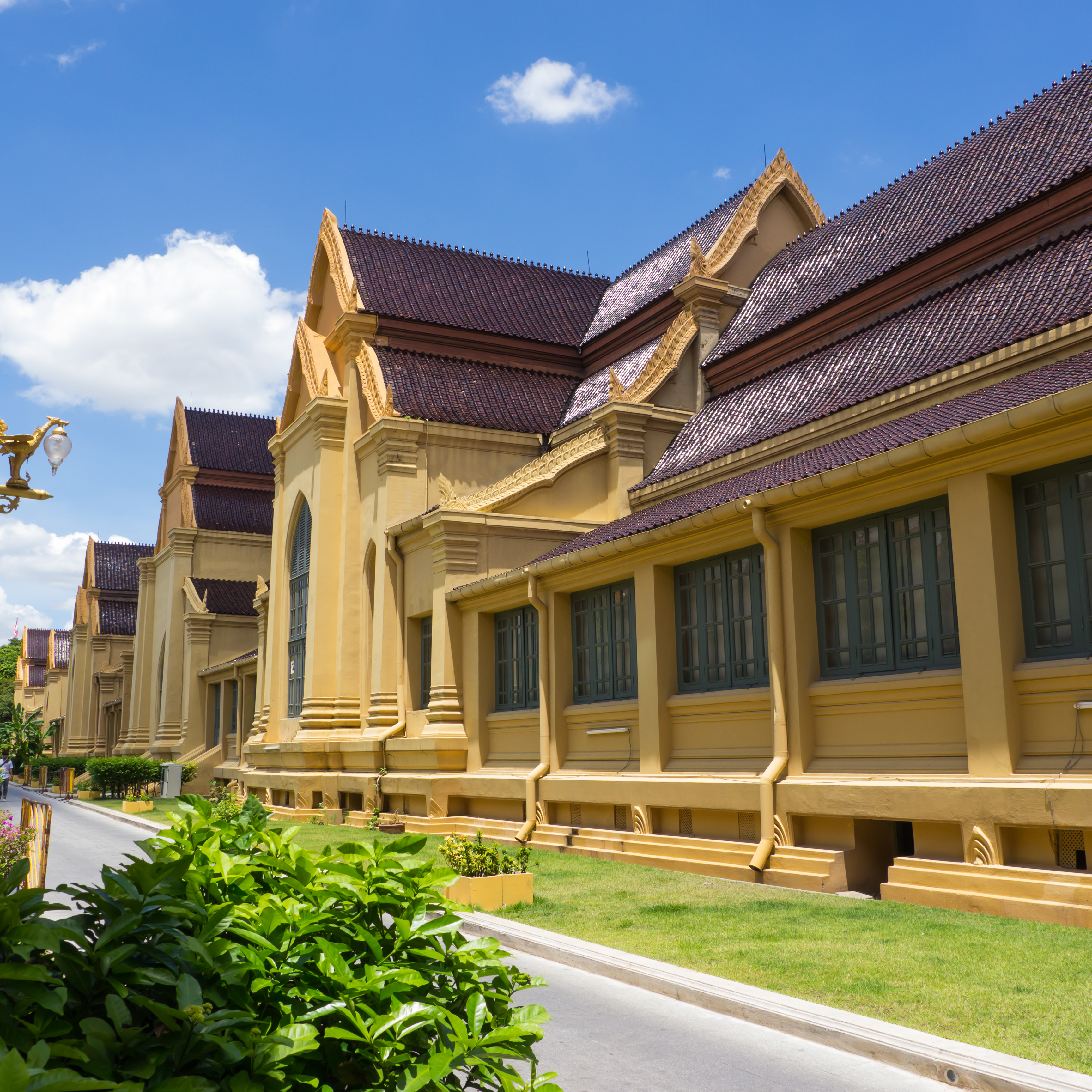
Biblioteca Vajiravudh

Tradicionalmente, la estrofa se canta durante la colorida procesión de la barcaza real y ha sido el modelo a imitar por los poetas posteriores. El mismo príncipe compuso también las muy admiradas Kap Ho Khlong sobre la visita a Than Thongdaeng y Kap Ho Khlong Nirat Phrabat. A pesar de su corto periodo de 15 años, el periodo de Thon Buri produjo Ramakian, un drama en verso al que contribuyó el rey Taksin el Grande. Esta época marcó el renacimiento de la literatura tras la caída de Ayutthaya.
Durante el periodo Rattanakosin del siglo XVIII, que aún luchaba con los birmanos, muchas de las primeras obras de Rattanakosin tratan sobre la guerra y la estrategia militar. Algunos ejemplos son Nirat Rop Phama Thi Tha Din Daeng, Phleng Yao Rop Phama Thi Nakhon Si Thammarat. En las artes escénicas, tal vez el logro dramático más importante sea la obra completa de Ramakian del rey Rama I. Además, también hubo recitales de versos con acompañamiento musical, como Mahori que cuenta la historia de Kaki, Sepha que relata la historia de Khun Chang Khun Phaen. Otros recitales incluyen a Sri Thanonchai. El poeta tailandés más importante de este periodo fue Sunthorn Phu (สุนทรภู่) (1786-1855), ampliamente conocido como "el bardo de Rattanakosin" (tailandés: กวีเอกแห่งกรุงรัตนโกสินทร์). Sunthorn Phu es más conocido por su poema épico Phra Aphai Mani (tailandés: พระอภัยมณี), escrito entre 1822 y 1844. Phra Aphai Mani es una novela fantástica y de aventuras versificada, un género de la literatura siamesa conocido como nithan kham klon (tailandés: นิทานคำกลอน).
Algunos de los escritores tailandeses modernos más conocidos son Kukrit Pramoj, Kulap Saipradit (seudónimo de Siburapha), Suweeriya Sirisingh (seudónimo de Botan), Chart Korbjitti, Prabda Yoon y Duanwad Pimwana, cuyas obras suelen ser de ficción ligera.

### Festividades
Algunas festividades tailandesas varían según el calendario lunar o dependiendo de su gobierno. Por ello lo recomendable es consultar las fechas exactas para cada año en la página web de la Autoridad de Turismo de Tailandia.

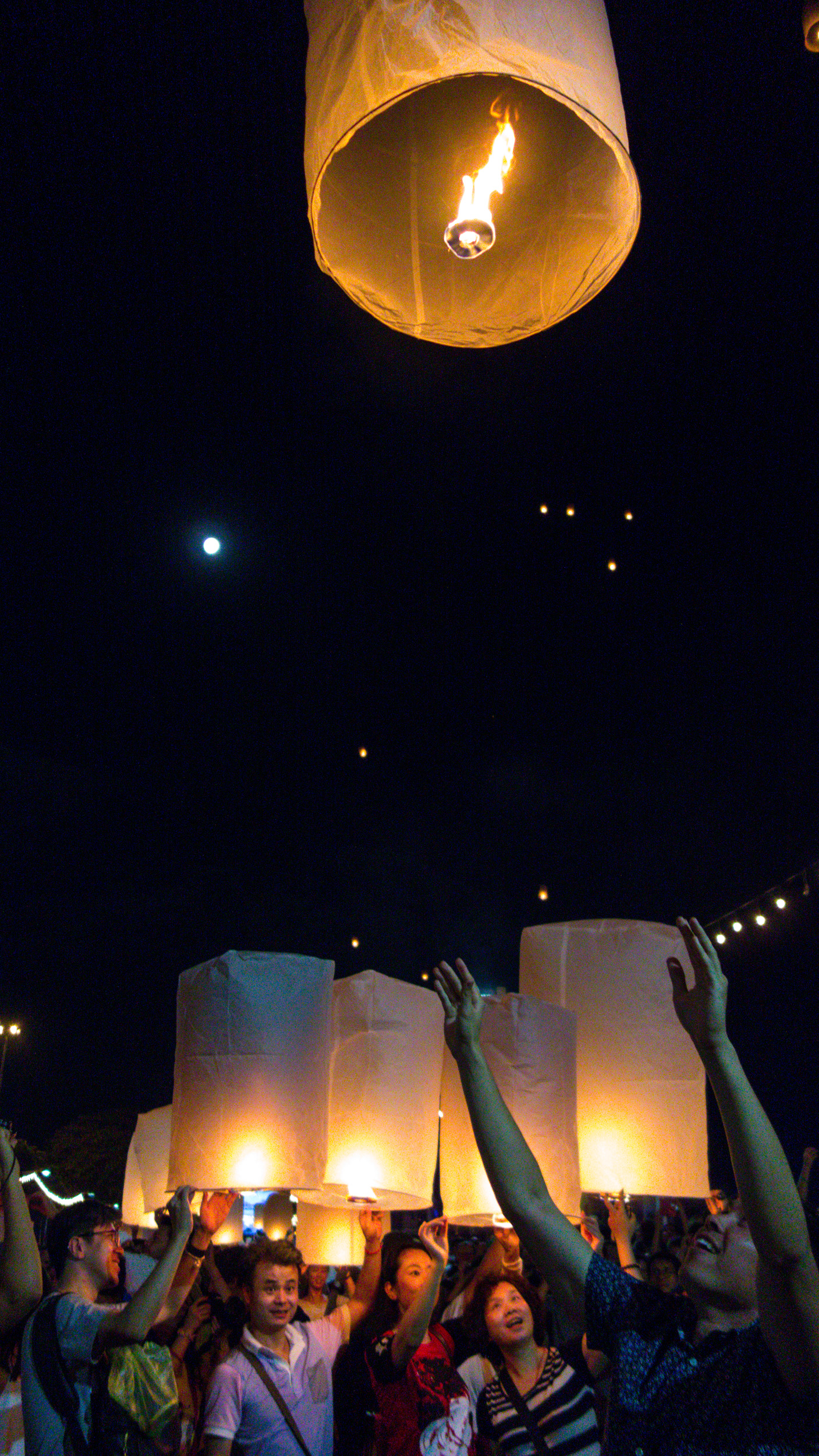
Loy Krathong
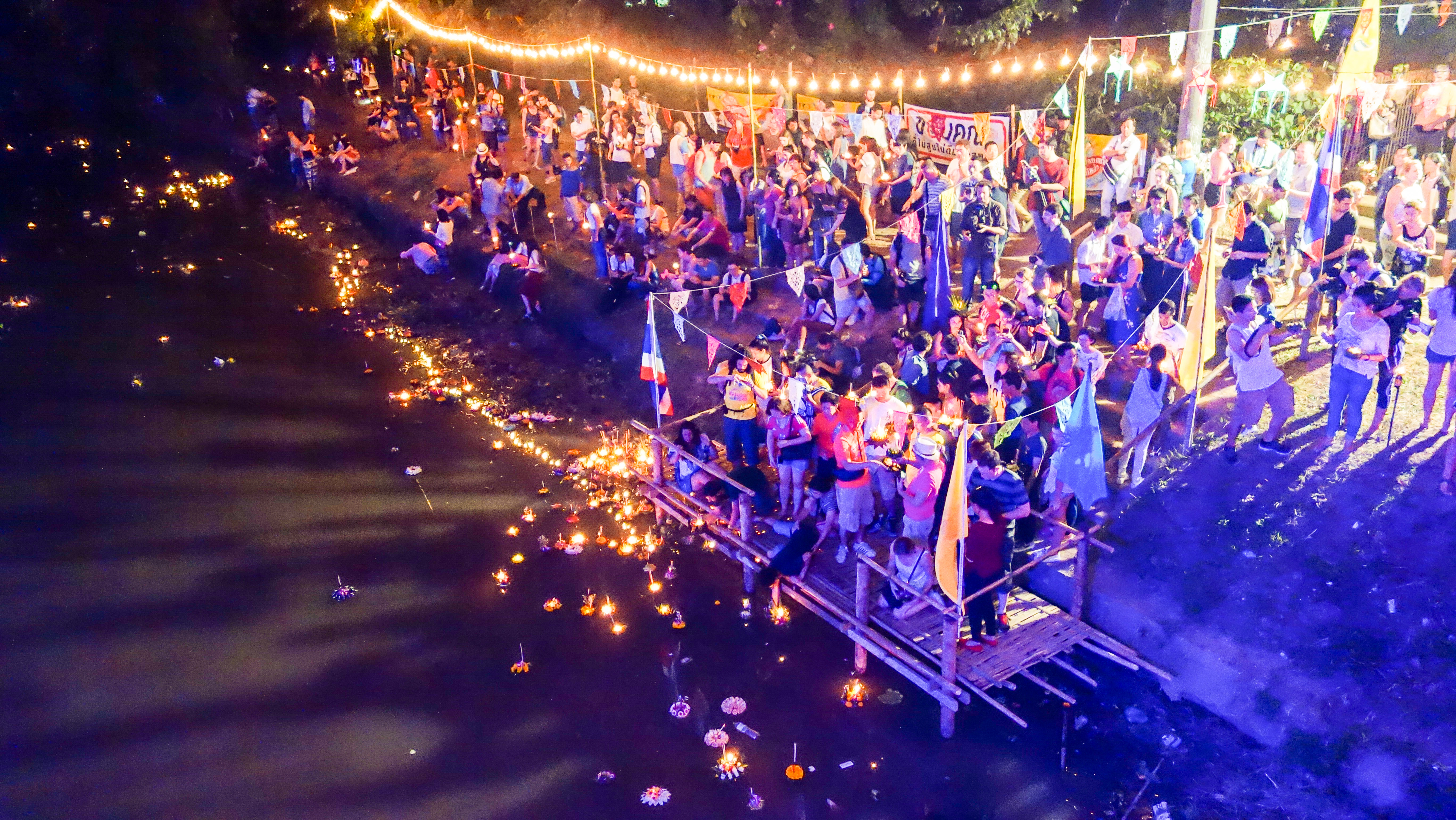
Loy Krathong
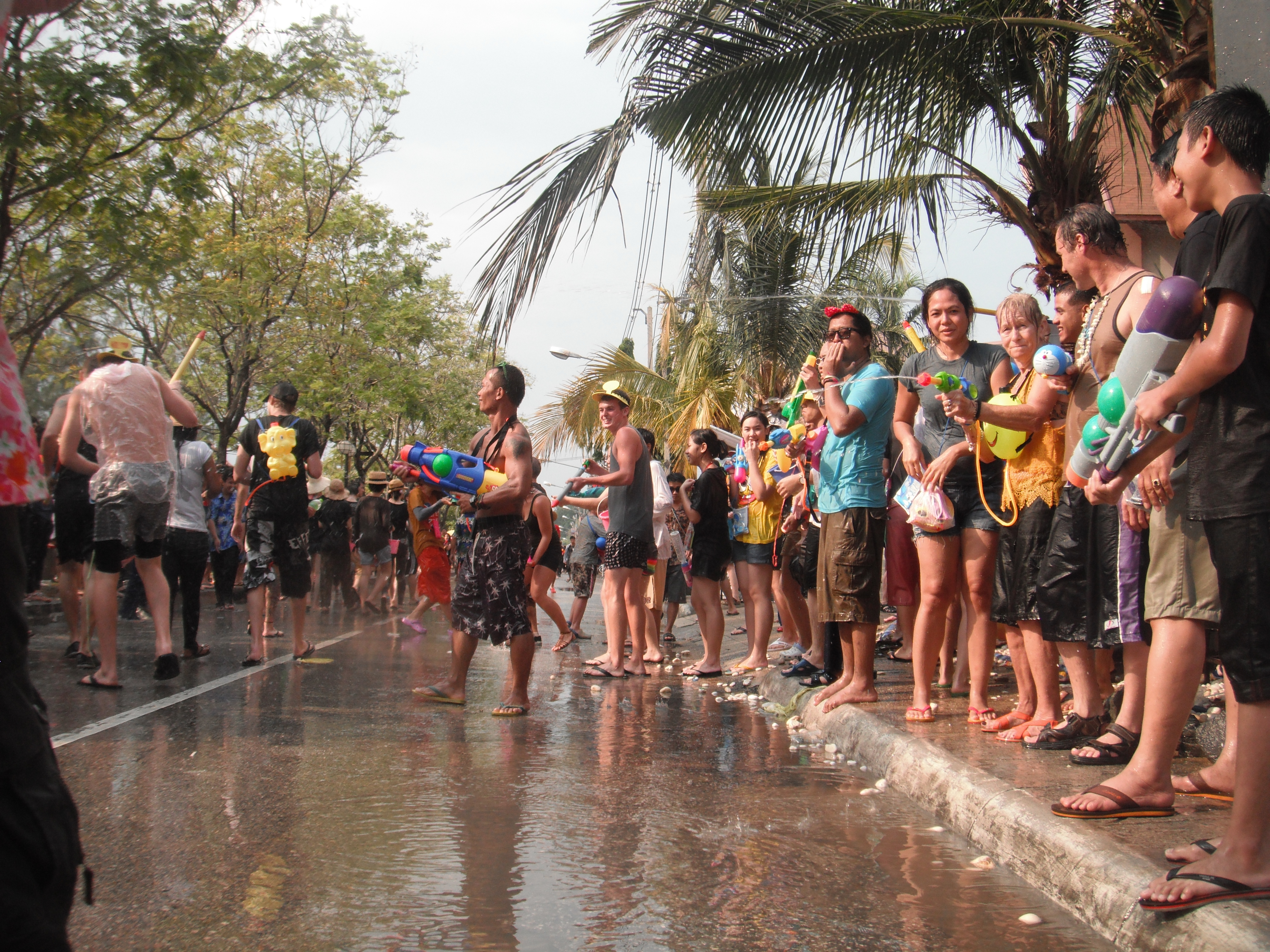
Songkran
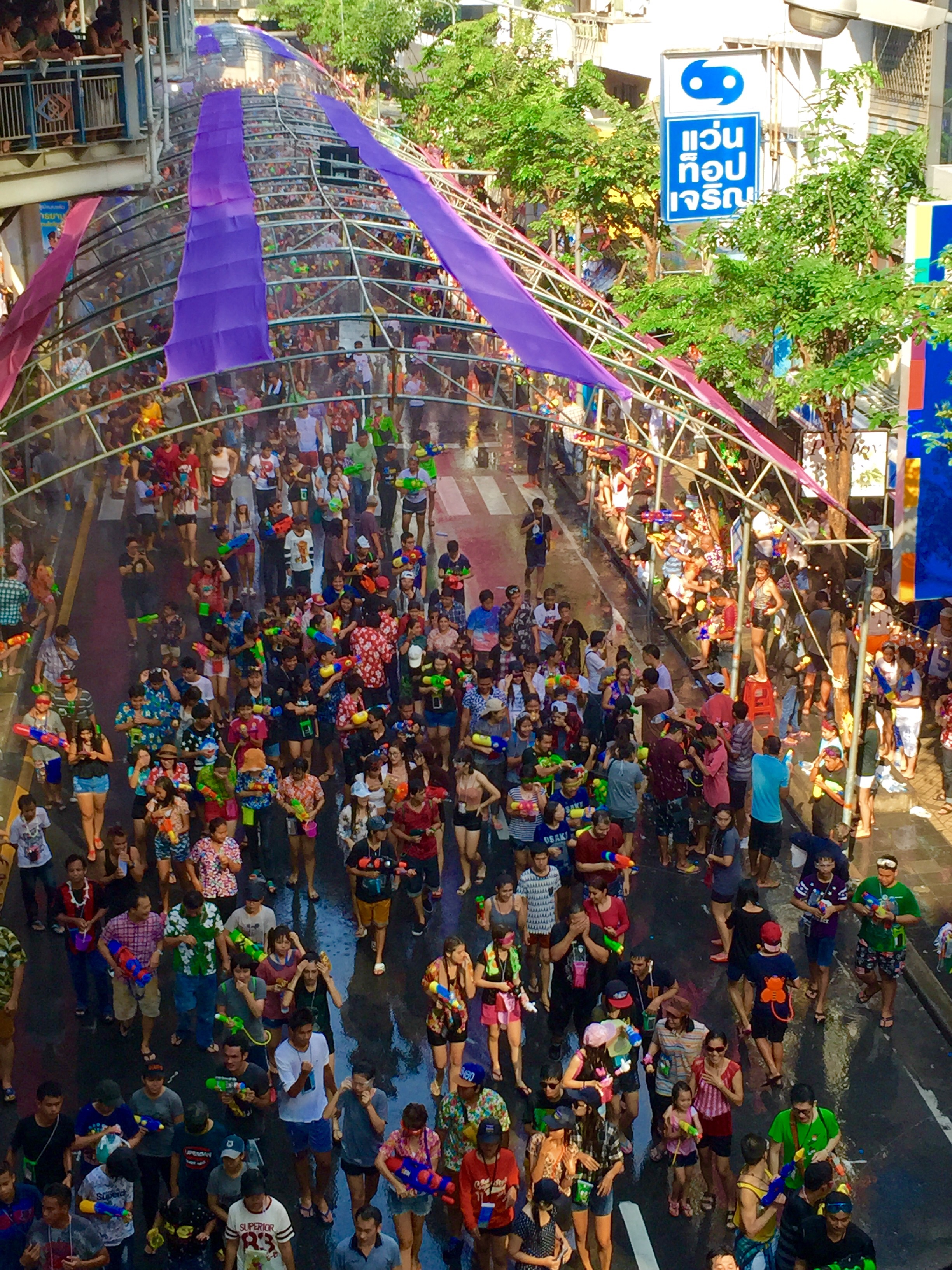
Songkran

| Fecha           | Fiesta (año 2012)            | Notas           |
| --------------- | ---------------------------- | --------------- |
| 1 de enero      | Año Nuevo                    |                 |
| 3 de enero      | Año Nuevo                    |                 |
| 18 de febrero   | Día Makhabucha               |                 |
| 6 de abril      | Fiesta de la dinastía Chakri |                 |
| 13 de abril     | Maha Songkran                | Budista         |
| 14 de abril     | Día Nao                      | Budista         |
| 15 de abril     | Maha Songkran y Thaloeng Sok | Budista         |
| 5 de mayo       | Fiesta del coronamiento      |                 |
| 16 de mayo      | Puente                       |                 |
| 17 de mayo      | Visakhabucha                 | Budista         |
| 15 de julio     | Asanhabucha                  |                 |
| 12 de agosto    | Cumpleaños de la Reina       |                 |
| 24 de octubre   | Fiesta de Chulalongkorn      |                 |
| 5 de diciembre  | Cumpleaños del rey           | Fiesta nacional |
| 12 de diciembre | Día de la Constitución       |                 |

- Loy Krathong
- Loy Krathong
- Songkran
- Songkran

## Deporte
El muay thai, o el boxeo thai, es el deporte nacional en Tailandia siendo además un arte marcial nativo. Esta disciplina alcanzó popularidad en todo el mundo por su efectividad durante la década de 1990 llegando a convertirse en uno de los deportes de contacto más populares en el mundo. Aunque existen otras artes marciales similares en otros países del Oriente Lejano, pocas tienen la dureza del Muay Thai donde se permiten golpes con los codos, rodillas, puños y pies, incluso creando una nueva especialidad, el Kick Boxing. practicantes famosos como Buakaw Banchamek, Saenchai, Samart Payakaroon, Dieselnoi Chor Thanasukarn y Apidej Sit-Hirun. Buakaw Banchamek probablemente ha traído más interés internacional en Muay Thai que cualquier otro luchador de Muay Thai.
El sepak takraw es un deporte de pelota nativo del sudeste de Asia muy practicado en Tailandia. A partir del sepak takraw se desarrolló un nuevo deporte en Tailandia conocido como lawd buang o lawd huang dentro del país o como hoop takraw a nivel internacional.

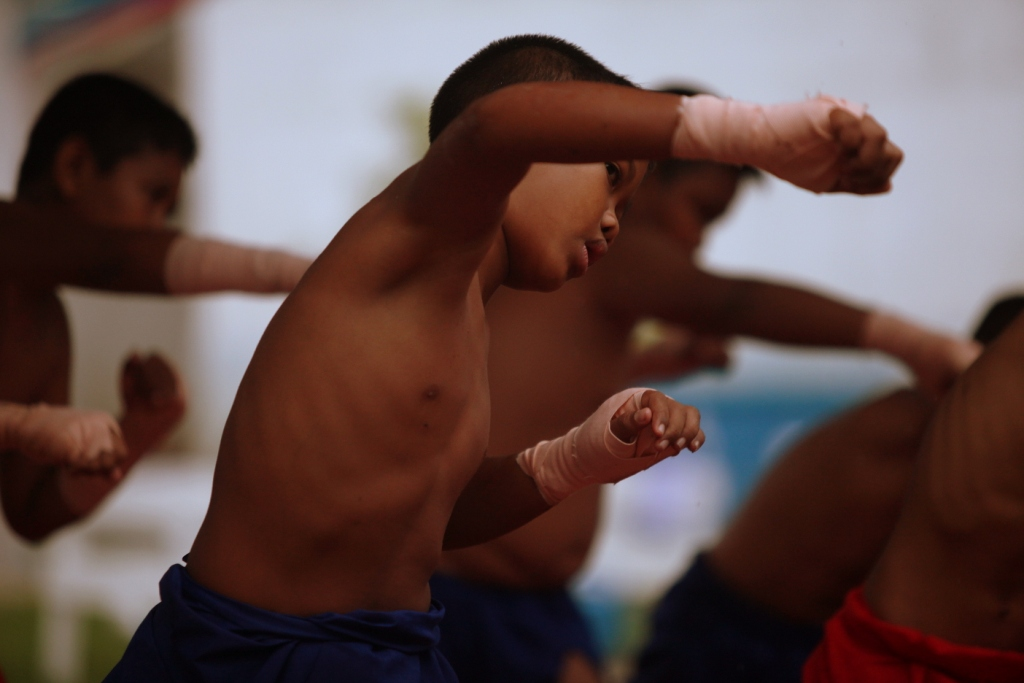
Los niños de las escuelas locales en Tailandia demuestran Muay Thai.

En Tailandia son muy populares el rugby y el cricket. El fútbol en estos últimos años ha tenido un gran auge en el país y hoy en día es muy practicado entre los jóvenes tailandeses. El fútbol profesional, sin embargo, posiblemente haya tomado la posición del muay thai como el deporte más visto y preferido en la sociedad contemporánea de Tailandia y no es poco común ver a tailandeses apoyando a sus equipos favoritos de la Premier League de Inglaterra Cabe destacar que en estos últimos años, La Liga española La Liga Santander también está teniendo muchos adeptos en el país asiático[cita requerida]. Otro pasatiempo ampliamente disfrutado es remontar cometas pequeñas. Además, Tailandia acogió los Juegos Asiáticos de 1966, 1970, 1978, y de 1998.
En el automovilismo, destacan el Príncipe Bira (1914-1985) y Alexander Albon (1996-), este último es actual piloto del equipo Williams Racing en Fórmula 1.